# 新幹線700系電車
新幹線700系電車（しんかんせん700けいでんしゃ）は、西日本旅客鉄道に在籍し、かつて東海旅客鉄道に在籍した、東海道・山陽新幹線用第4世代新幹線電車である。

## 概要
0系・100系の置き換え用として、適度の製造・保守コストで東海道・山陽新幹線全体の高速化を図るべく、JR東海とJR西日本が共同で開発し、1997年秋に先行試作車1編成16両が落成し、各種試験がなされたのちに1999年（平成11年）に営業運転を開始した。最高速度は285 km/h。また、内外装を山陽新幹線向けに特化させた7000番台も2000年に登場した（詳細は「ひかりレールスター」を参照）。
製造は日本車輌製造・日立製作所笠戸事業所・川崎重工業車両カンパニー・近畿車輛が担当し、91編成、1,328両が製造された。1編成16両の価格は約40億円である。

## 車体
JR東海が発注したC編成とJR西日本が発注したB編成およびE編成では、走行機器を中心に相違点が存在する。それについては各節で詳述する。

### 外観

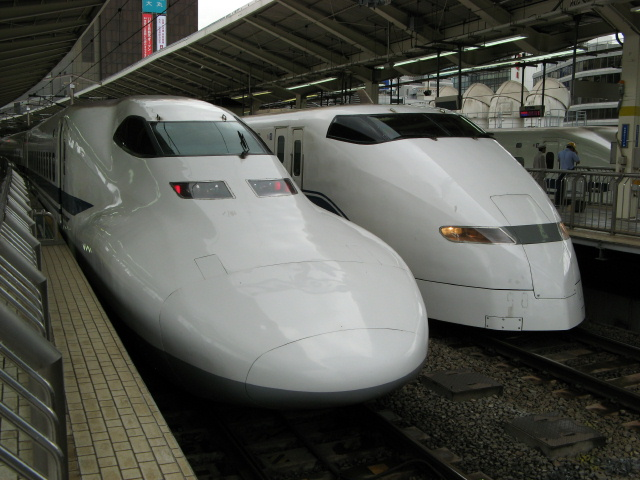
独特なカーブを描く700系の先頭形状（写真左）
（2007年9月11日 東京駅）

車体についてはアルミニウム合金製で、制振材を挟み込んだダブルスキン構造を採用しており、車内騒音に配慮しつつ軽量かつ低コストな構造となっている。普通車の側窓寸法は天地590 mm×幅700 mm、窓框高さは300系と同じ710 mmである。車体断面は幕板部分が窓上から屋根に向かって緩やかに絞られるようになり、これが客扉窓の高さに関係してくる。制振材は神戸製鋼所が開発したアルミ制振形材「ダンシェープ」（特許取得）であり、床板、腰板、天井など各部の中空形材内部に充填されており、騒音や振動の大幅な低減が図られている。ただし、神戸製鋼所で特許の使用が認可された同業他社製の制振形材も使用されている。
先頭形状は、500系と同等のトンネル微気圧波対策効果を短いノーズで実現するために、エアロストリーム型という独特の形状を成している（後述）。
先頭車両の連結器カバーは、C18・E15編成までは2段階に分離するようになっており、連結器を使用するときはリング状に開くが、C19編成以降とE16編成、B編成（全編成）では継ぎ目の間隔が短くなった。そのため取り付け部の造作も若干異なる。
行先表示器はC編成が幕式に対し、E・B編成は3色発光ダイオード (LED) を用いた電光式を採用している。編成・車両番号表記の書体はスミ丸ゴシックである、運転席窓ワイパーの停止位置がC編成は斜めであるが、B・E編成は垂直になっていて異なるなど、細部で違いがみられる。

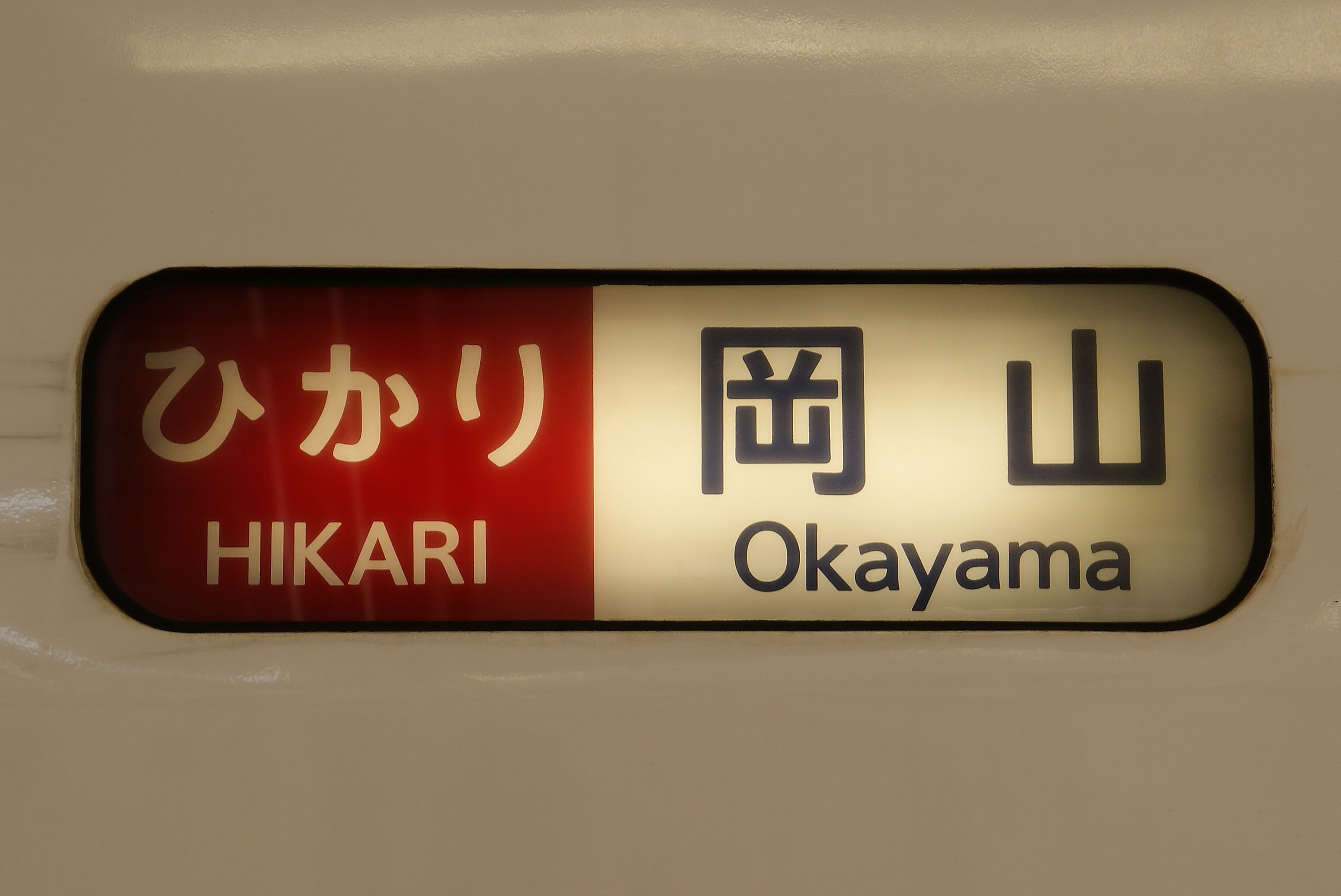
C編成 行先表示
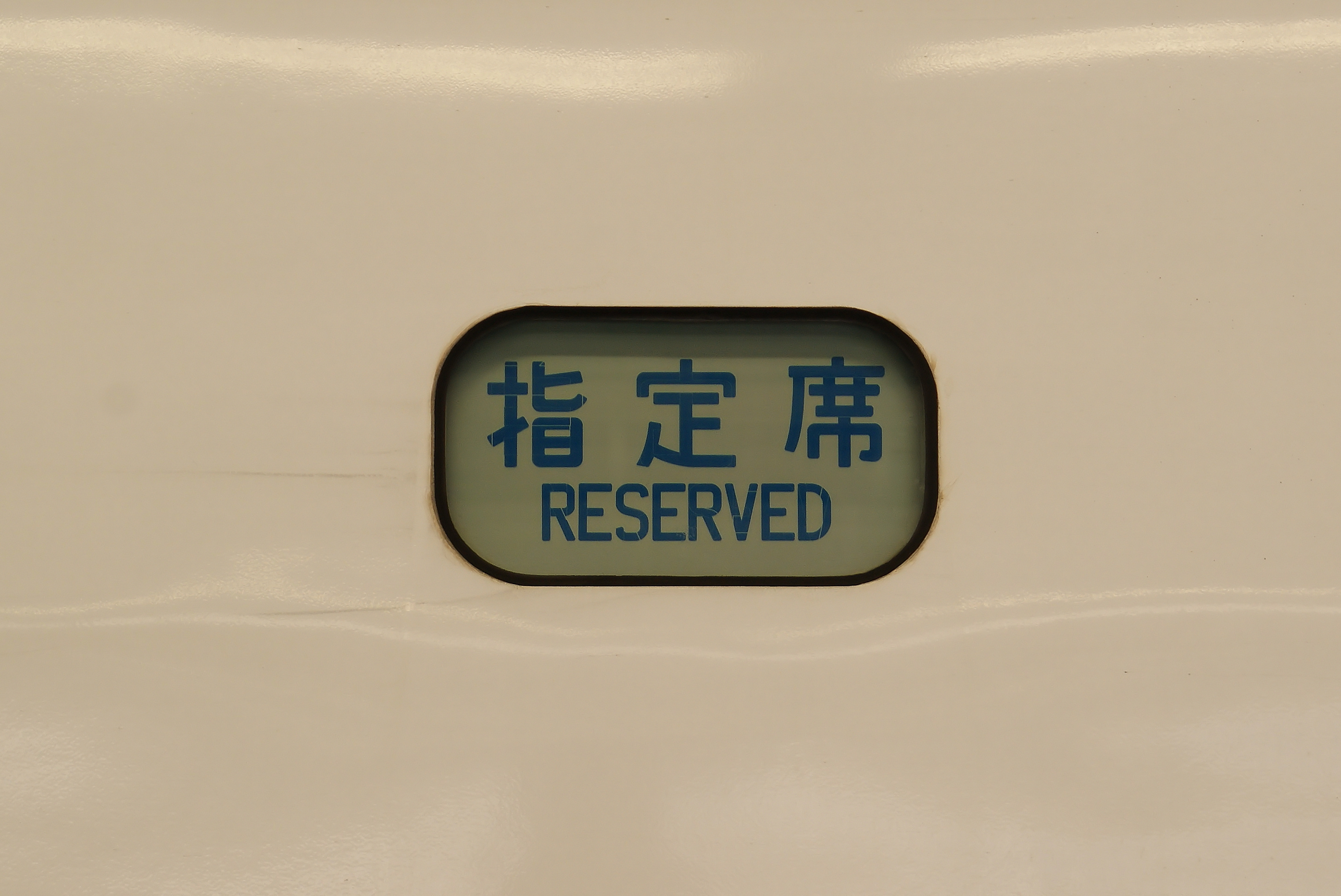
C編成 指定席表示
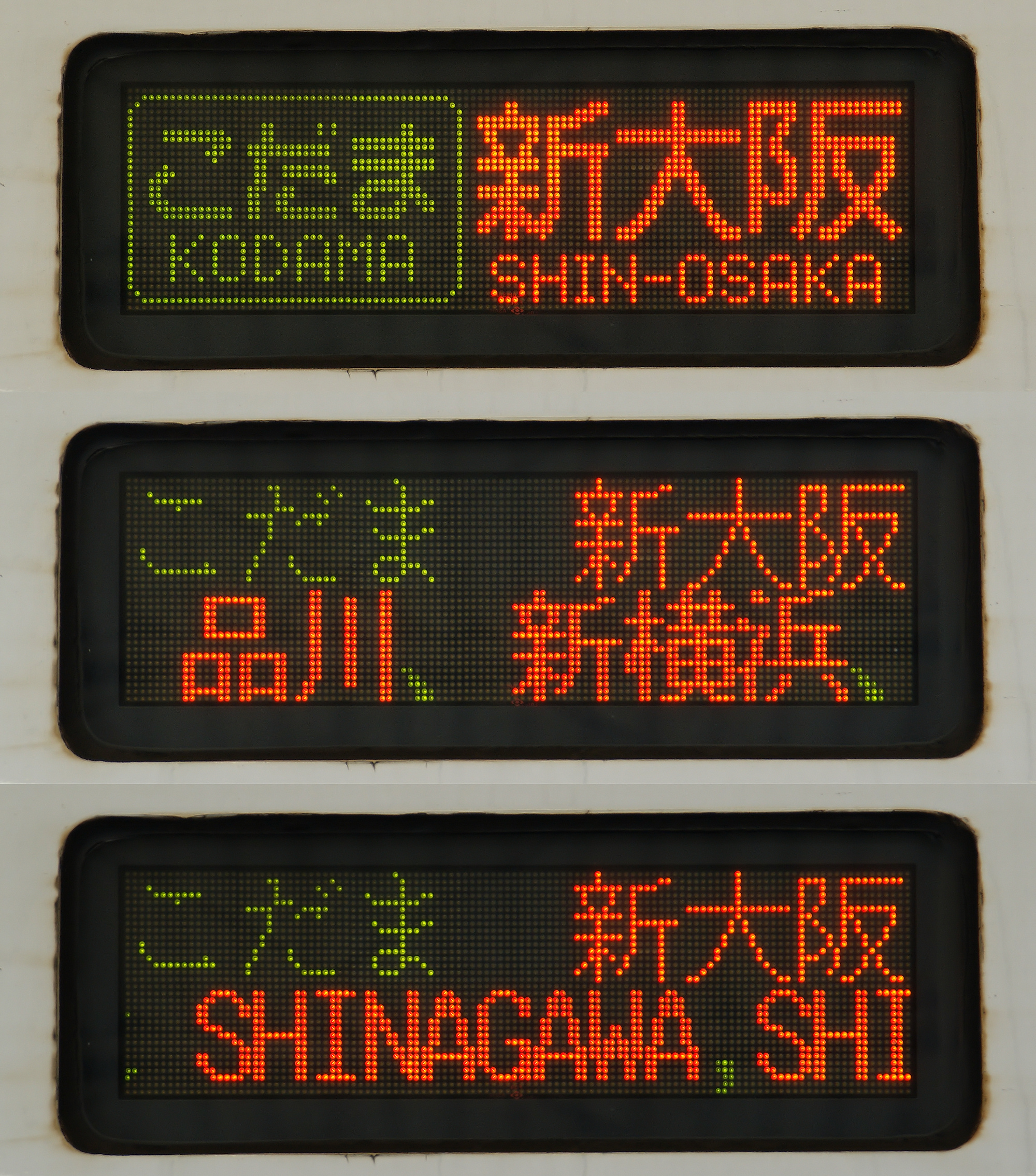
B編成 行先表示
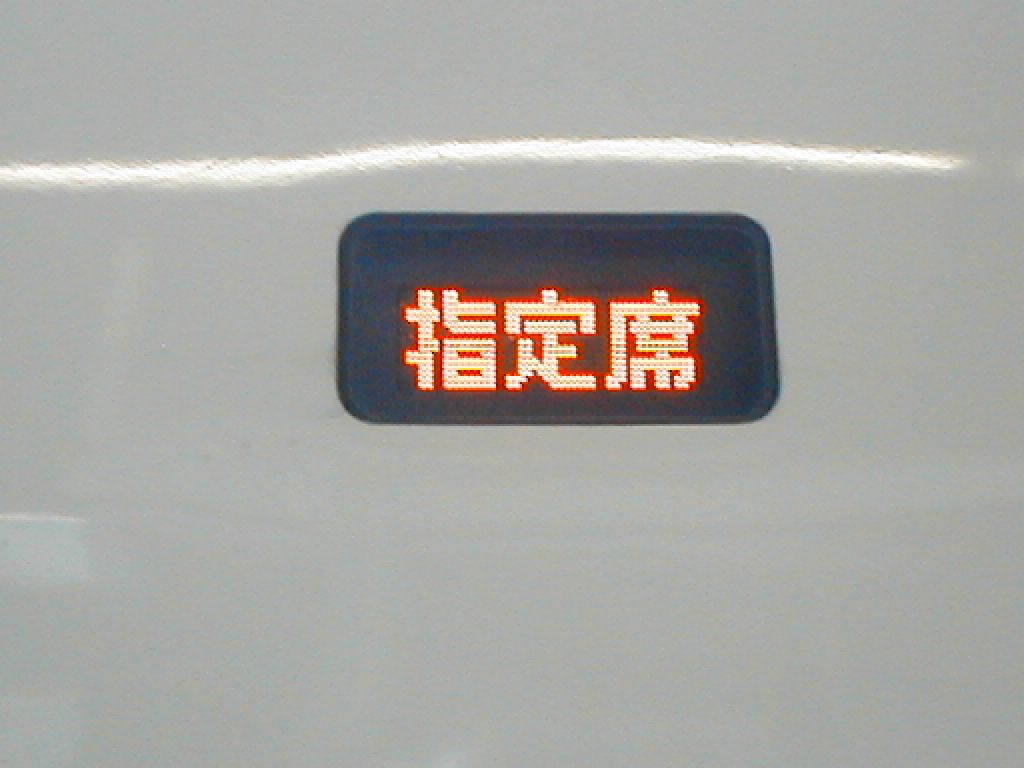
B編成 指定席表示

また、先頭車の乗務員室と客室の扉上部にある雨樋が乗務員室用と客室用で分かれていた。しかし増備の途中から雨樋は一体化したものとなり、現在ではすべてのC編成とB4 - B15・E16編成が一体タイプとなっている。B1 - B3・E1 - E15編成は現在まで雨樋は分離している。
初期車は客扉の窓が平面ガラスで位置が若干低く、2001年製造のC29編成から曲面ガラスを使用した。なお、JR西日本所有のB・E編成は一貫して低い。
500系まで乗務員室の外の握り棒は金属の手すりを埋め込んで設置したが、本系列から停車中にはフタが開き握れて、発車後5 km/h以上になるとフタが閉じ走行中の空力抵抗を低減する仕組みになっている。乗務員室内には、その旨を示すステッカーが貼られているのが乗務員室を覗くと見える。ただしE編成には従来同様金属の手すりが設置されている。
1号車である723形の車体上部には、四角い箱状の空間波無線アンテナが搭載されているが、2004年度以降の増備編成は東海道・山陽新幹線全線のLCX化が完了したため、アンテナは搭載されていない。
0系以降、東海道・山陽新幹線において運転台上にあった屋根上の静電アンテナは、本系列で初めて先頭車両の連結面側に移った。これは、以降の800系やN700系も同様である。
標識灯は、運転席の下に、ヘッドライト2灯とテールライト1灯が両側に配置されている。
塗装は300系までと同じく、車体全体を白■で塗装し、側面に青帯■を配する。この青帯は、300系では（上）細／（下）太だが、本系列では（上）太／（下）細に変更され、N700系でも踏襲された。
C・B編成には形式のロゴマークが貼り付けられており、B編成では運転席脇に青字で「JR700」の文字が表記されている。

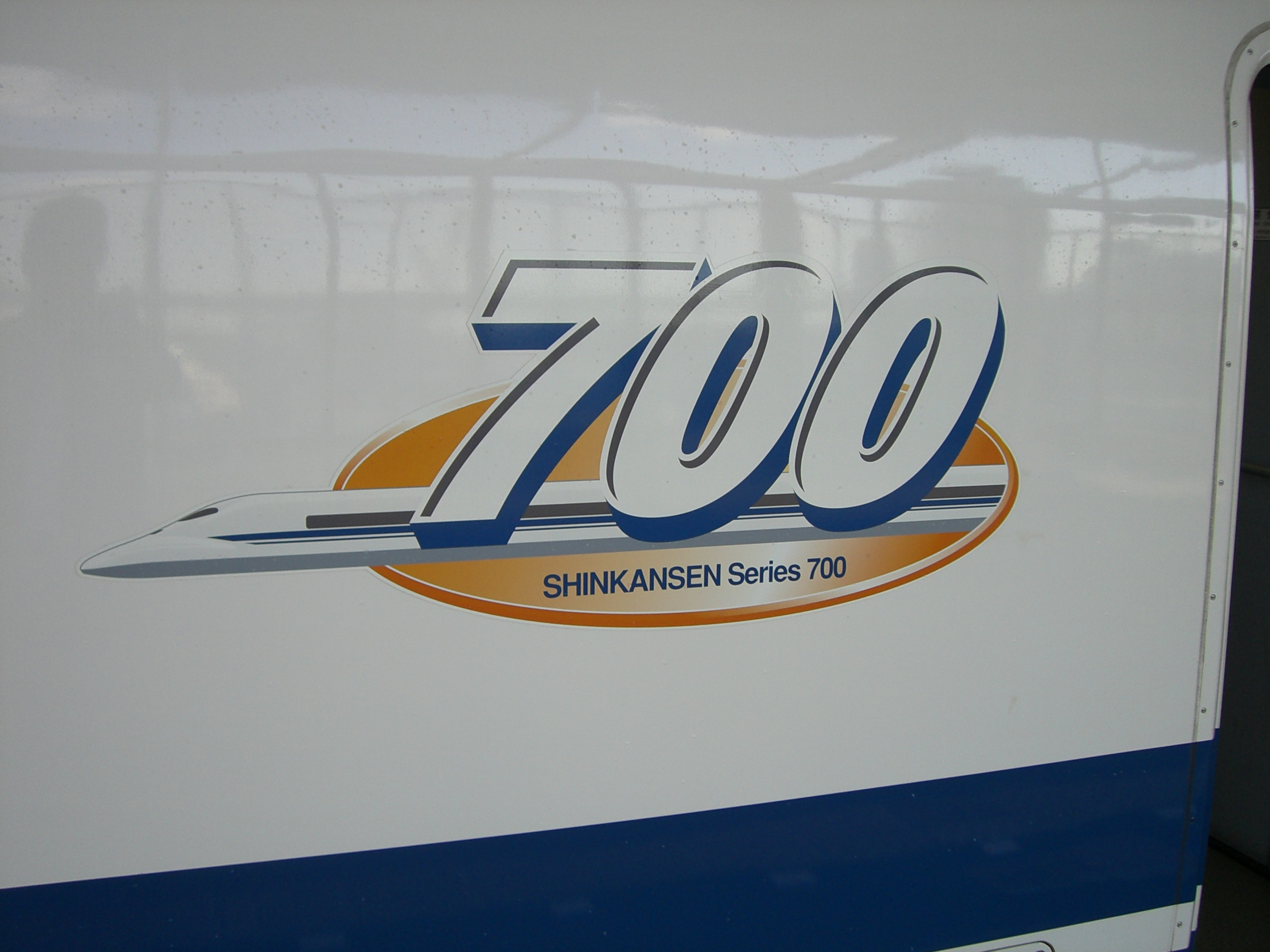
700系ロゴ
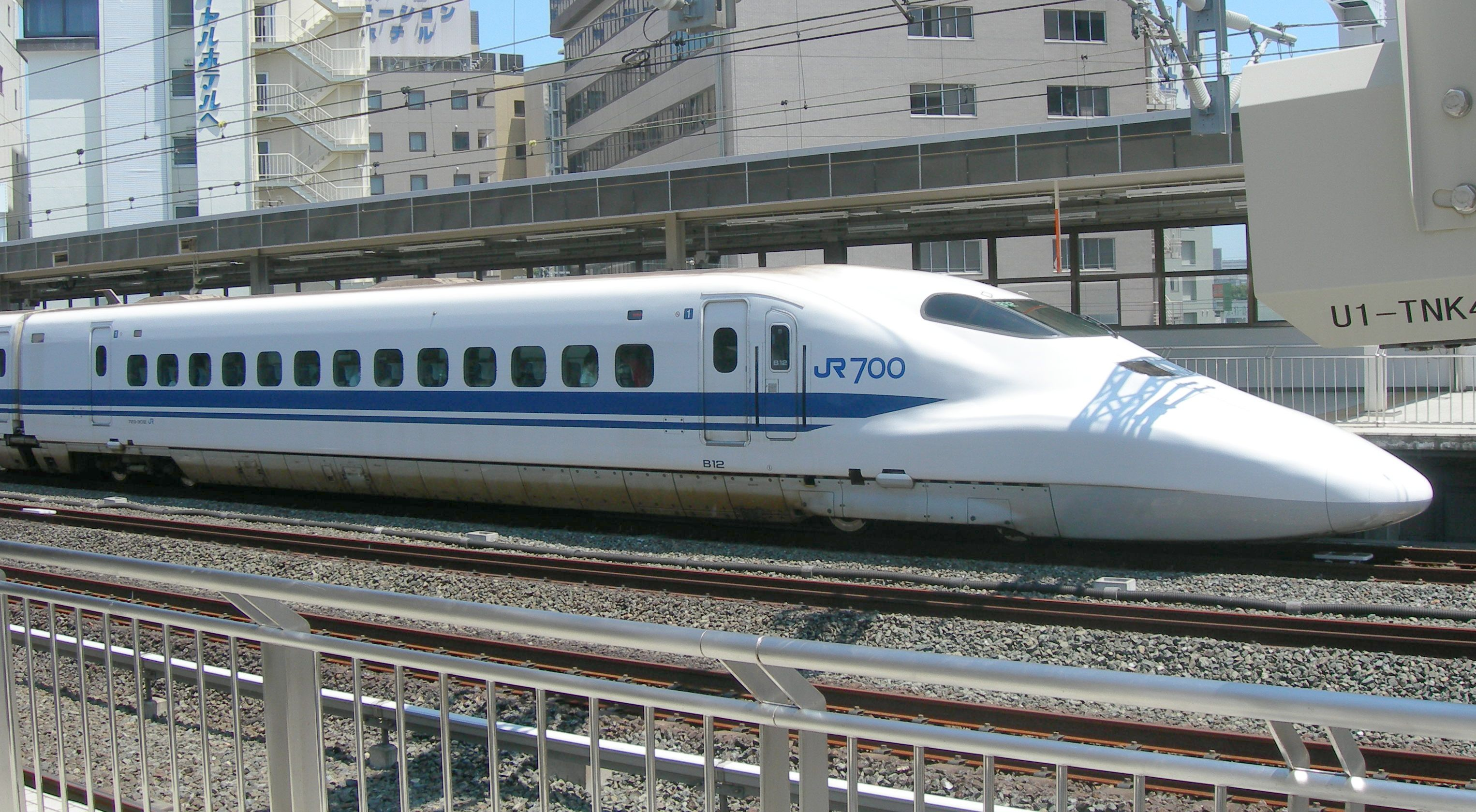
JR西日本所有（B編成）

#### 先頭形状

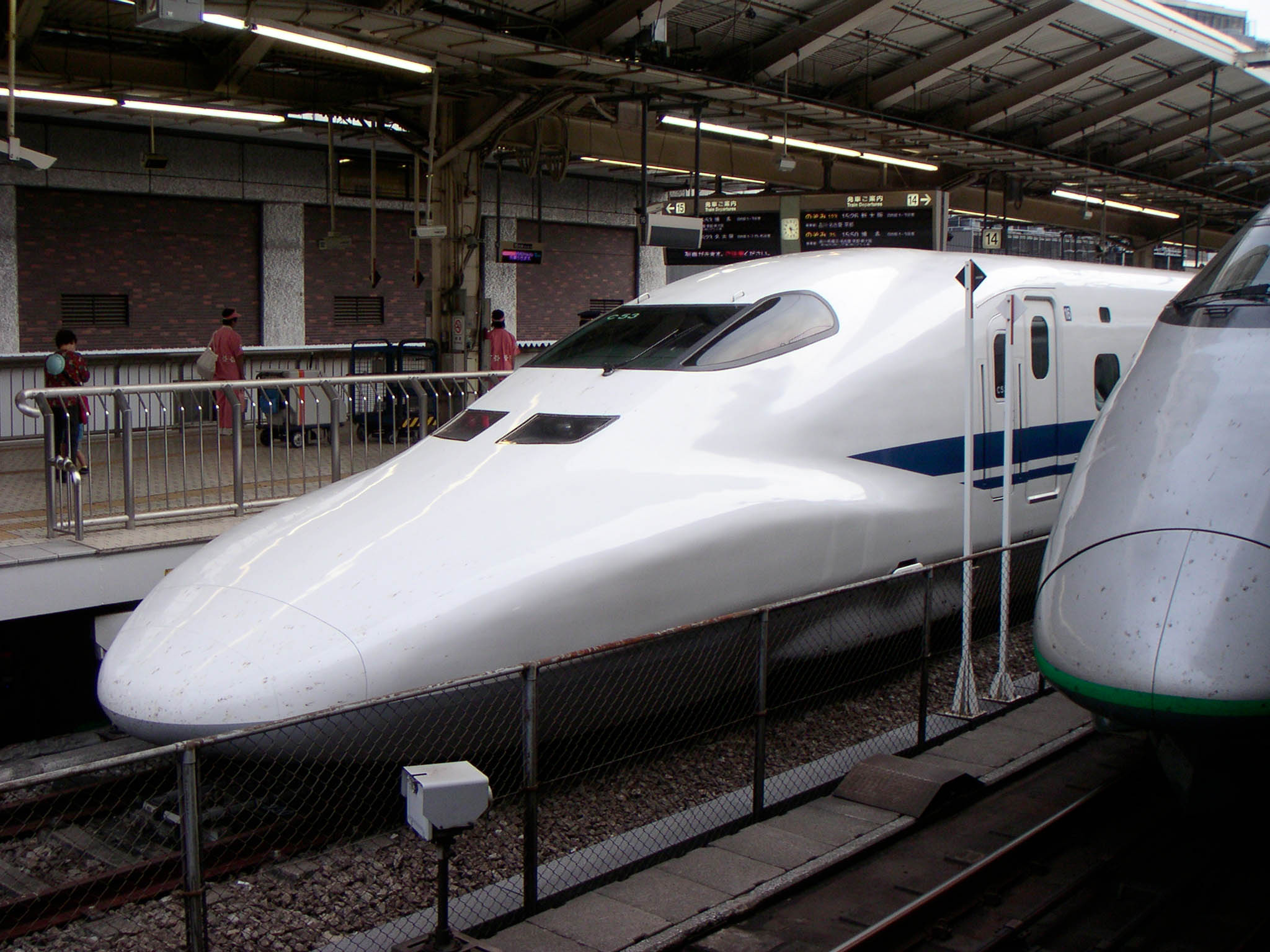
700系電車の先頭部

新幹線の高速運行と快適性を両立させるための問題の一つとして、トンネル突入時に発生する、トンネル微気圧波による衝撃音の軽減がある。これを解消する方法の一つとしては「ノーズ部分の伸長」という手法があり、JR西日本が独自開発した500系では300 km/hでの営業運転を実現させるため15 mものロングノーズを採用したが、このために先頭車の乗車定員が減少するという欠点があった。また、300系以来問題となっていた、トンネル内などで左右に振られた気流の乱れによって車体が振られるという点も未解決であった。
そこで、700系の先頭形状の開発に当たっては、航空機の設計手法の一つである「エリアルール」を応用し、従来の先頭形状であった楔形の下に車体幅いっぱいに水平の張り出しを設け、これを飛行機の翼に見立てると共に運転席部分の幅を狭めて飛行機の垂直尾翼に見立てた空力設計を採用することで、ノーズの長さを9250mmにとどめながらトンネル微気圧波を軽減させると共に、トンネル内での車体の動揺を抑えることを実現した。この形状を、新幹線デザインチームの一員として開発に携わった公共デザイナーの福田哲夫らは「エアロストリーム形」と呼称した。
この形状は動物のカモノハシに似ていると称され、トップ・ギアのジェームズ・メイも言及しているが、偶然の一致であるという（500系とカワセミの類似については、開発責任者が言及している）。
しかし、この形状は、最高速を285 km/hに抑えることを前提にノーズが短くなるよう開発されたため、それ以上の速度で走行した場合は想定を上回ることになる。後継車両のN700系では、遺伝的アルゴリズムを採用し、500系と同等の300 km/hを想定しつつもノーズ延長を1.5 mとごくわずかに抑えた「エアロ・ダブルウィング」形状を採用している。

### 走行機器

#### 電源・制御装置

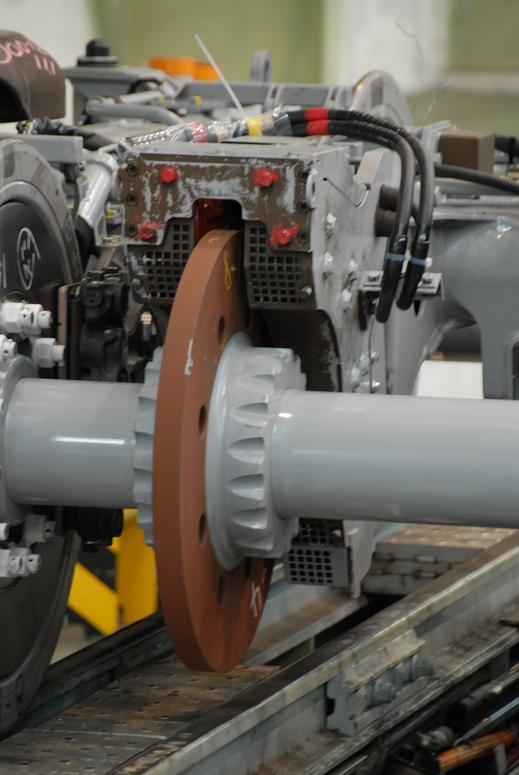
700系に搭載されている渦電流ブレーキ

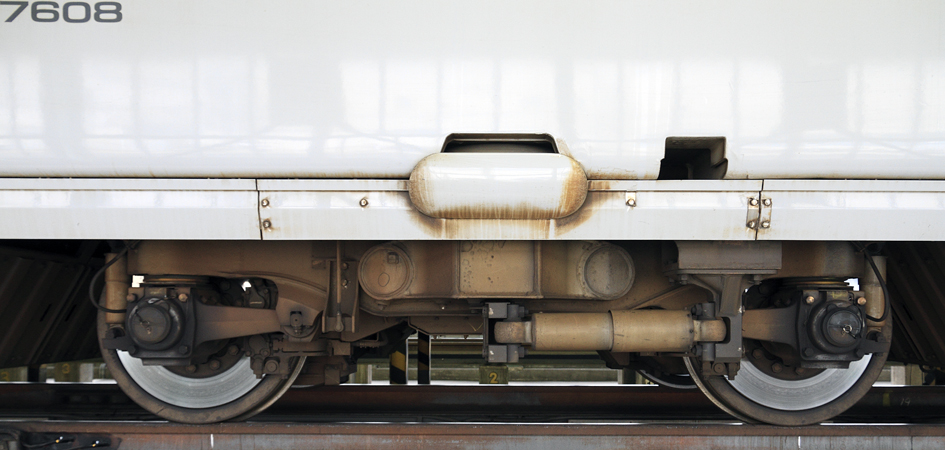
700系7000番台の台車WDT205A

500系の4両1ユニットを継承しつつ1ユニットあたりの電動車両数を減らすことにより、車両製作費や車両整備費の低減と軸重の分散を実現している。4両1ユニットを2組もしくは4組組み合わせて編成を組成する。M車に主変圧器を、M1車に主変換装置1台、M2車に主変換装置2台、T車に補機類（静止形変換装置・空気圧縮機）を搭載する。
主変換装置は、IGBT素子を利用したPWMコンバータ1基+VVVFインバータ1基で構成されており、富士電機が原設計を担当した。ただし、日立製作所や東芝など複数メーカーで製造している。
IGBT素子はスイッチング周波数がGTO素子よりも高いため、発車・停車時にGTOサイリスタ装備の300・500系で顕著だった、かご形三相誘導電動機からの磁励音が低減された。また、2.5 kV、1.8 kA級の大容量IGBT素子を採用することで小型軽量化を達成した。制御方式も300系の2レベル制御から3レベル制御にすることにより、電圧・電流波形が交流の正弦波により近い形となり、ひずみ成分波の抑制を図っている。主変換装置内部には冷却用として、インバータユニット側に主電動送風機、コンバータユニット側に補助電動送風機が搭載されている。E・B編成に搭載されるWPC200は制御方式は同一であるものの、車両基地の設備的相違の観点から車側点検・取り外し方式を採用している。
主変圧器は4,160 kVAの容量を備える。強制風冷式外鉄形であるが、軽量化の観点からアルミコイルとした。主回路用の二次巻線は3分割され、それぞれに主変換装置のコンバータ部が接続される。補助電源用の三次巻線は500 kVAの定格容量を備え、単相交流430 V・60 Hzを出力する。量産先行車C1編成にはTTM3、C編成量産車にはTTM3A、E・B編成にはWTM206が搭載されるが性能は同一である。
補助電源装置は主変圧器の三次巻線を電源とし、直流100 V・36 kW（C・B編成。E編成は45 kW）、交流100 V・5 kVAの容量を有するIGBT素子を使用した静止形変換装置である。このほかに、補助トランスによる交流100 V・10 kVAを有する。E・B編成では客室内コンセント使用による電源負荷増大を考慮し、C編成と同等の性能を持つWSC209に加えて安定化電源（交流100V）を3基（E編成）もしくは6基（B編成）搭載し、蓄電池も6台から7台に増強（B編成）した。
空気圧縮機には、静粛性で評価の高いスクロール式を採用する。
主電動機は、かご形三相誘導電動機を電動車1両あたり4基搭載する。300系で実績のあるフレームレス構造、アルミブラケット構造を採用して軽量化を図り、電蝕防止の観点から絶縁軸受を採用した。連続定格出力は275 kWである。
ブレーキについては、300系、500系にひきつづき、電動車には電力回生ブレーキを、付随車には渦電流式ディスクブレーキを採用している。渦電流式ディスクブレーキは、車両重量バランスの改善と電動車の割合が上がったことから300系から半減されて1軸1機とされている。また、緊急制動時の滑走対策として500系に装備されていたセラミック噴射装置を1号車第1軸と16号車（8両編成の場合は8号車）第4軸に採用して制動距離の短縮を図っている。ブレーキ種別は常用ブレーキ（1 - 7段）、非常ブレーキのほか、ブレーキ装置故障時に備えた緊急ブレーキ、補助ブレーキを備えている。

#### 台車
台車は、C編成にはTDT204、TTR7002を装備する。300系のものをベースとした、コイルばねと円筒積層ゴムを併用したウイングばね式軸箱支持装置のアンチヨーダンパ付きのボルスタレス台車であり、軸箱の上部と台車枠の間に軸ダンパーが装備されている。
E・B編成は、500系用の台車をベースにした軸梁式軸箱支持装置のアンチヨーダンパ付きのボルスタレス台車であり、軸箱の側端部と台車枠の間に軸ダンパーが装備されたWDT205A、WTR7002を装備している。円筒コロ軸によるグリス潤滑軸受けが特徴である。WDT205Aは、主電動機の相違以外は500系のものと互換性がある。WTR7002はWDT205Aをベースにモーターを廃し、渦電流式ディスクブレーキ用コイルを搭載した。
歯車比がそれぞれ異なるため、制御装置の特性を変更して加速特性をそろえている。
C19編成以降のグリーン車では駆動装置をWN駆動方式からTD平行カルダン駆動方式に変更した。新幹線車両においてTD平行カルダン駆動方式は本系列が初の採用例となった。従来は高速運転時の耐久性の点からWN駆動方式が採用されてきたが、300系や700系C1編成を用いた。試験走行の結果、TDカルダンに用いられるたわみ板の耐久性が向上したことから、保守が容易で静粛性に優れる本方式に変更された。

#### 集電装置

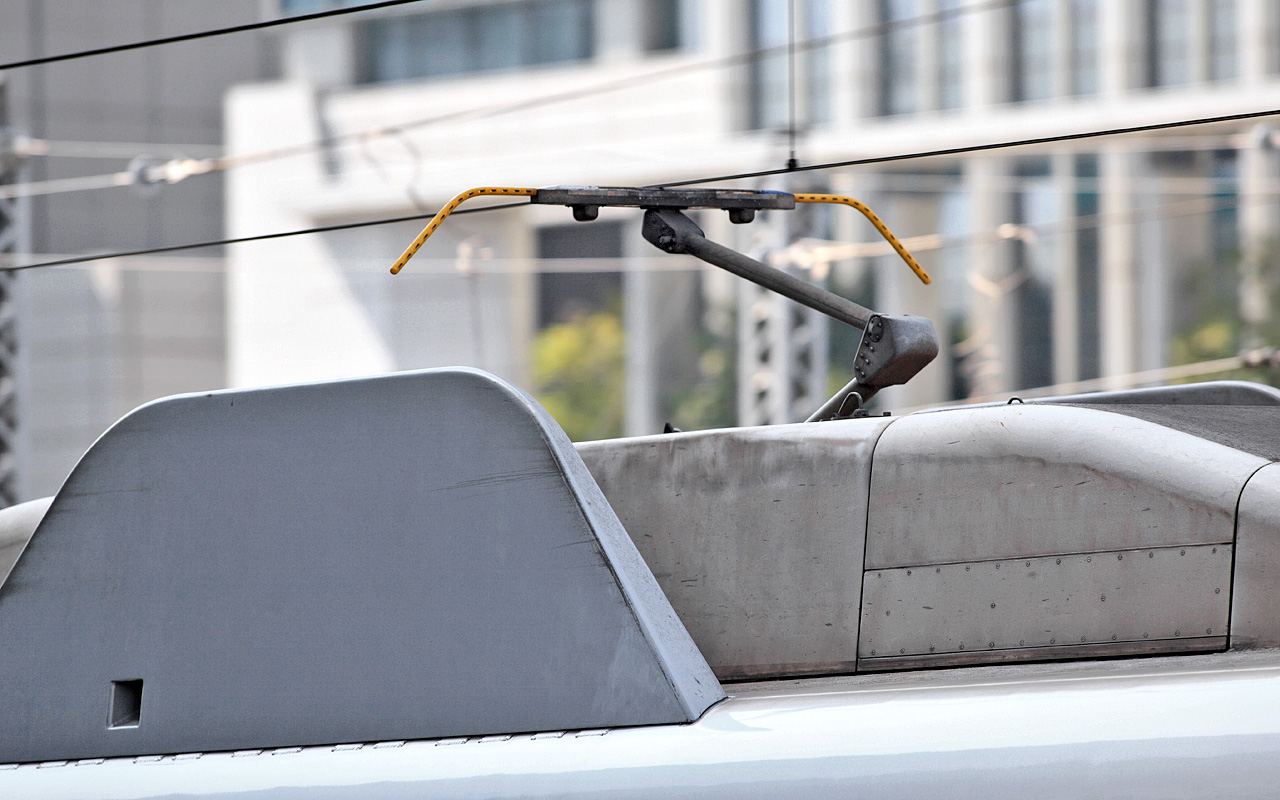
パンタグラフとディフレクター

集電装置は新たに開発されたシングルアームパンタグラフをM1車の内5・12号車に搭載している。パンタグラフは主枠の中にイコライザーアームを通した物となっており、さらにスライダーのホーン部分に小さな穴を開けることで、パンタグラフ自体から発生する騒音を軽減する構造になっている。
前後に設けたスロープ状の碍子カバーと、車体側面に設けた遮音板によって風切り音と空力抵抗の低減を図っている。遮音板はC編成が灰色、E編成、B編成およびJR西日本に転属したC編成は白である。
各ユニット間は特高圧引き通し線によって電気的に接続され、16両編成であるC・B編成は、4 - 5・8 - 9・12 - 13号車間はケーブルヘッドによる、それ以外の箇所は直ジョイントによる接続がなされている。8両編成であるE編成は、E12編成までは全車両間が直ジョイントによる接続であった。しかしE13 - E16編成は、新造時から4 - 5号車間がケーブルヘッドによる接続に改められたため既存編成にもケーブルヘッド化工事が実施された。

#### その他

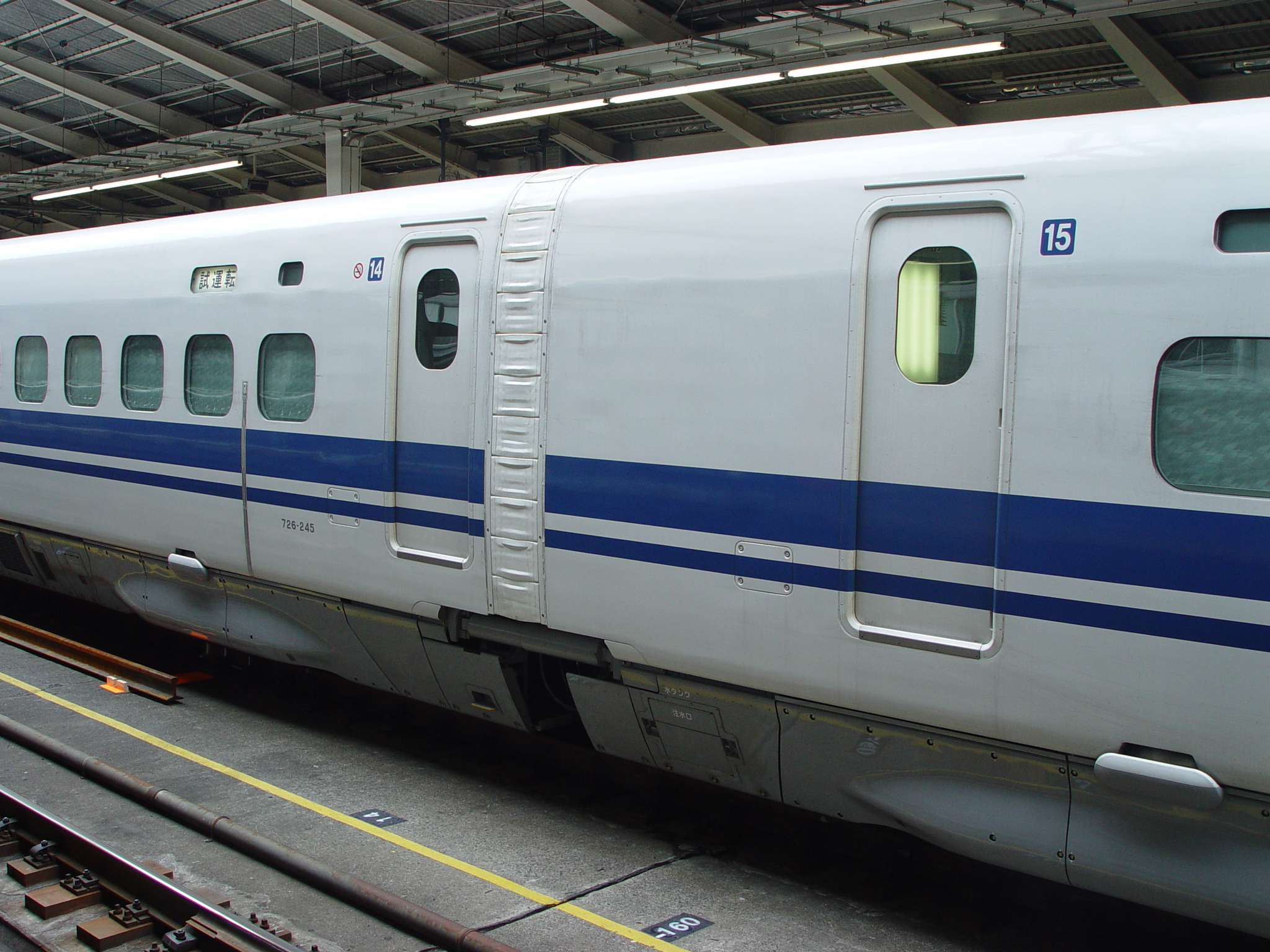
N700系に使用されている全周幌と台車カバーのテスト

300系の導入後、利用客から相次いだ乗り心地に関する苦情を反映し、セミアクティブサスペンションや特性を改善した空気ばね、車体間ダンパなど、随所に乗り心地改善のための工夫が施されている。なお、車体間ダンパは、500系では取り付け部の根元が隠れていたが、本系列は取り付け部までを露出させ、保守作業を容易にしており、これは後継のN700系にも受け継がれている。
また、車両の状態を逐次監視および記録するため32ビットコンピュータを利用したデータモニタ装置を搭載している。得られた走行中の各種データは運転台のモニタディスプレイに表示されるほか、メンテナンス時の参考データとして活用され整備作業の効率化に貢献している。

走行時のエネルギー消費も270 km/h走行時の利用客一人当たりの消費エネルギーが14.7 kWh、300系:16.0 kWh、0系:17.5 kWhと高効率となっている。

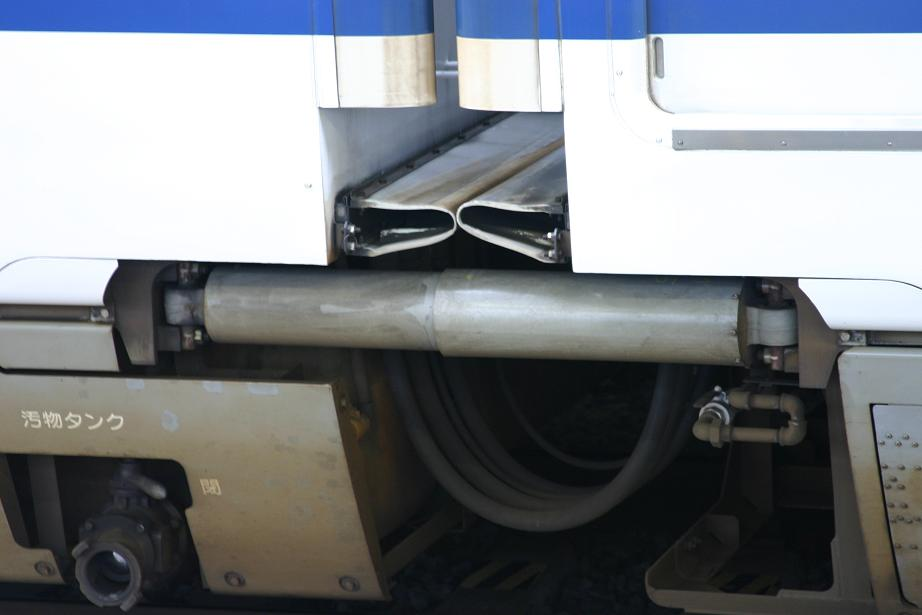
車体間ダンパ

## 車内

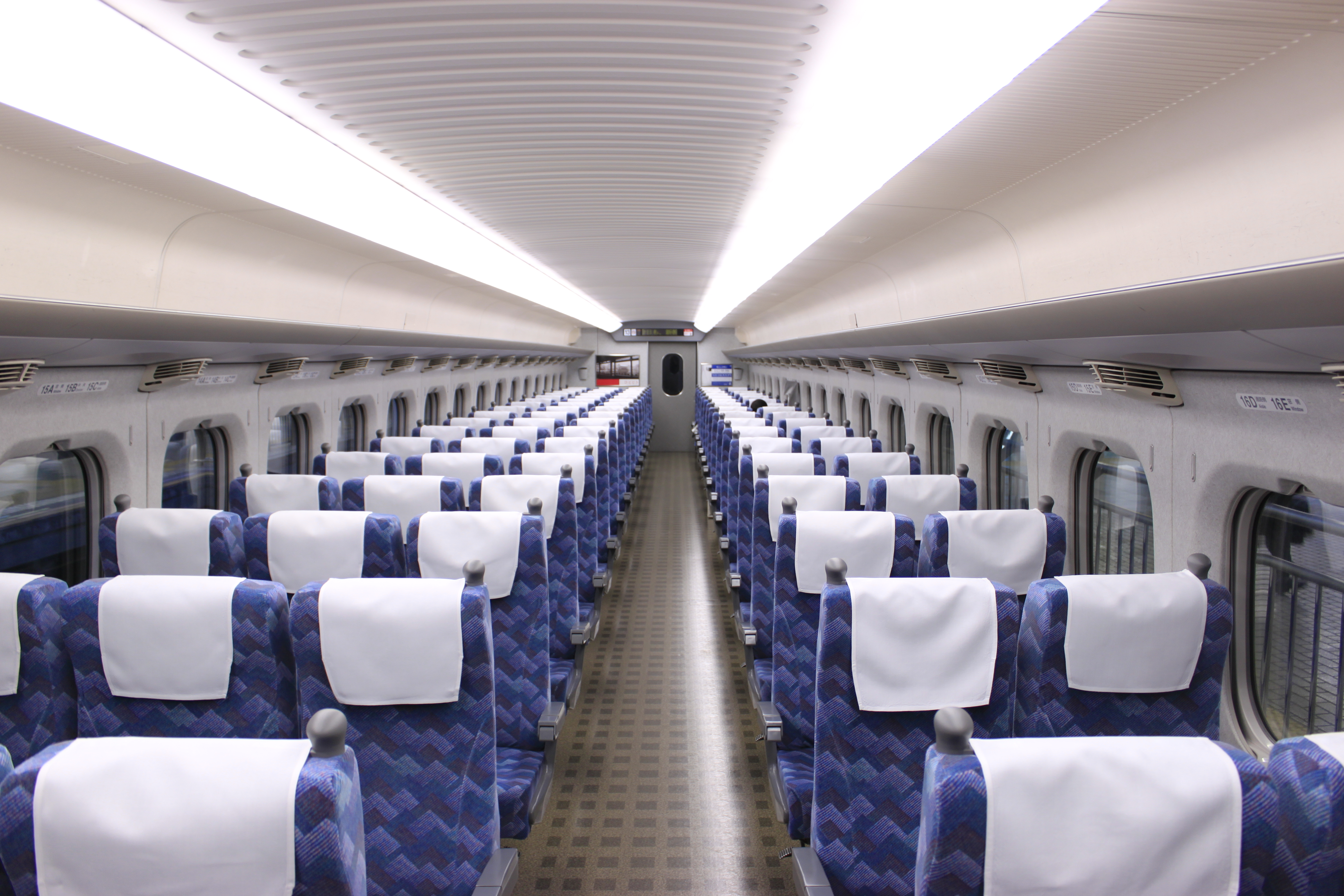
C編成車内（後期車）

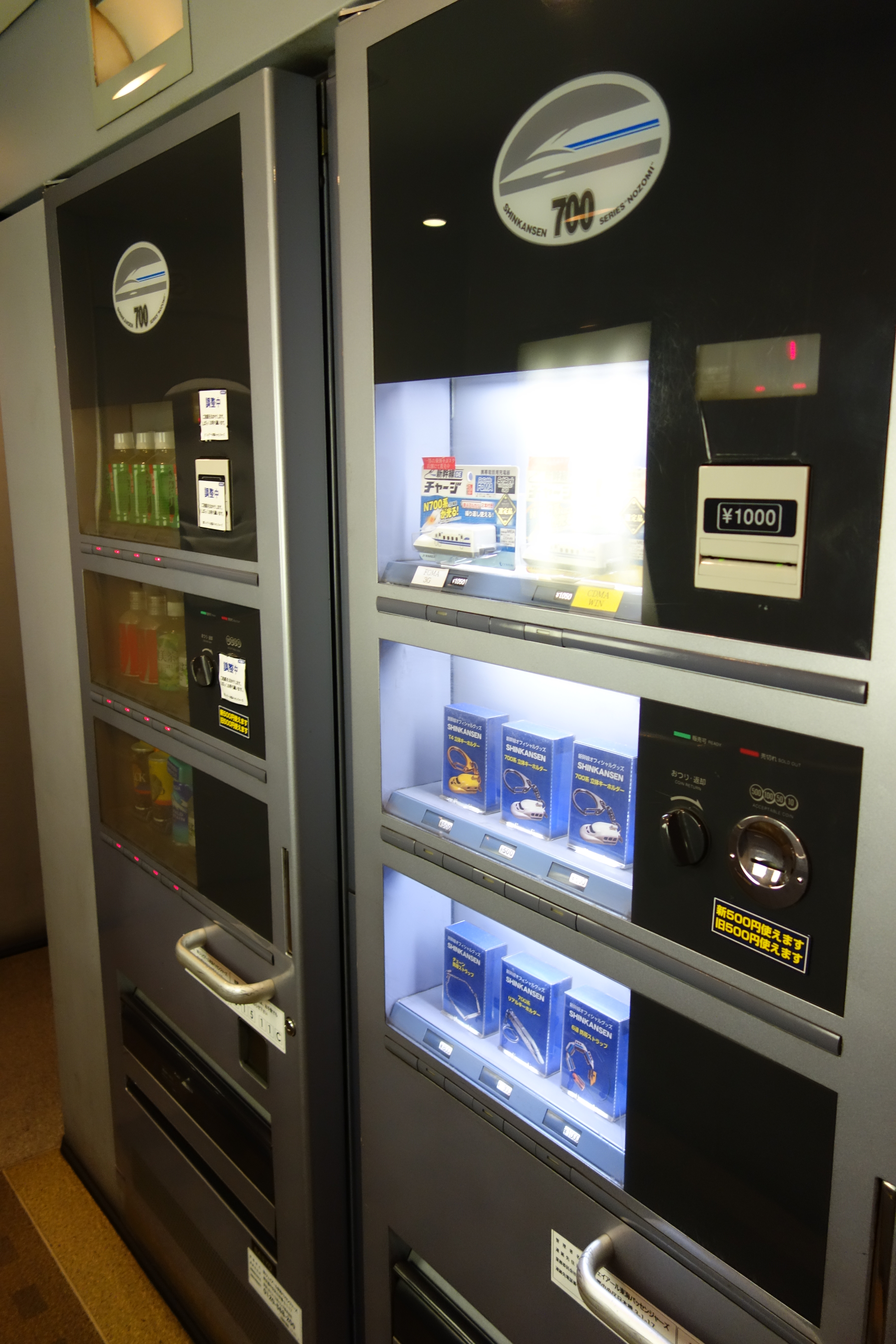
営業していた頃の自動販売機

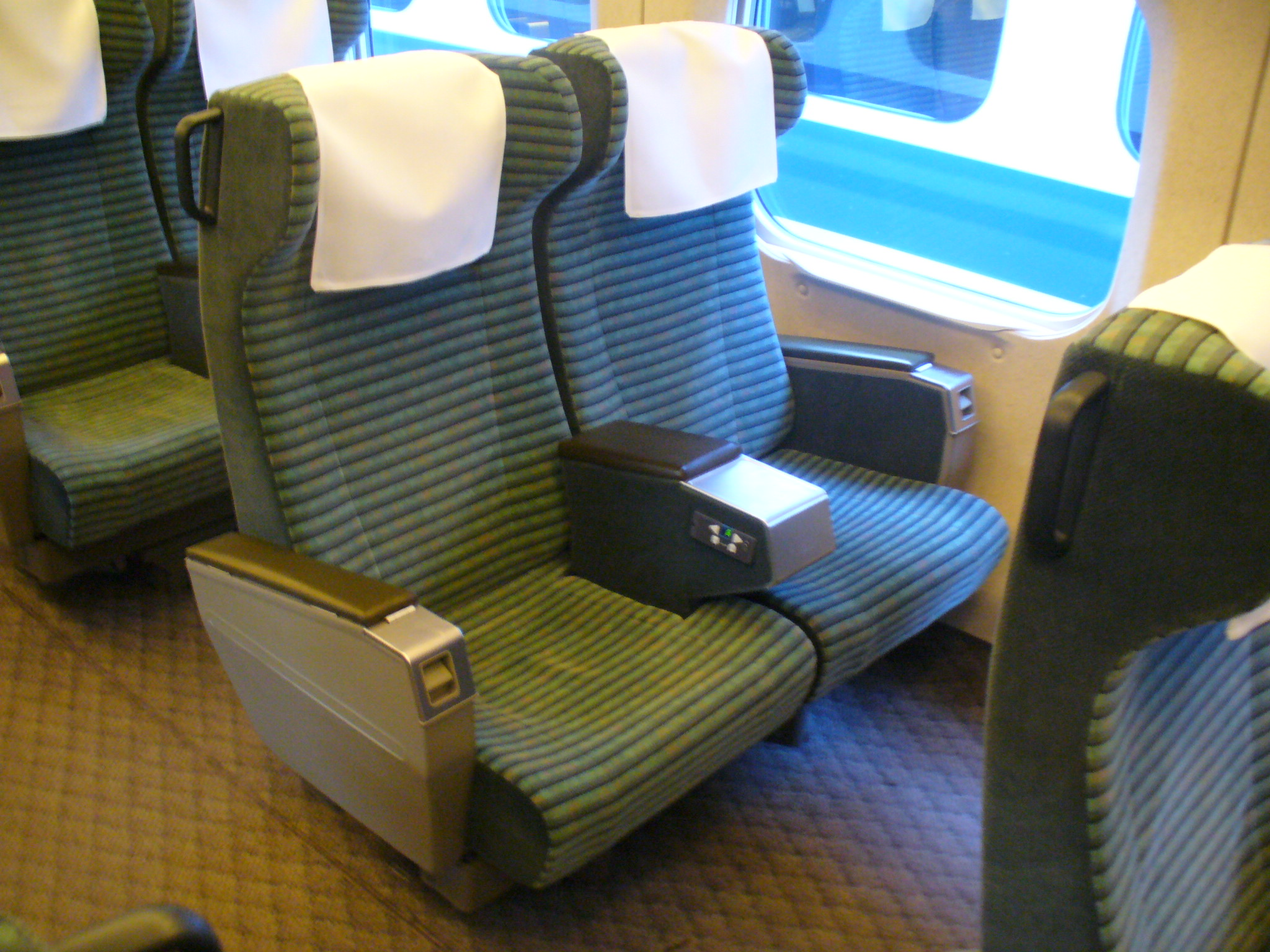
グリーン車 TR39B形
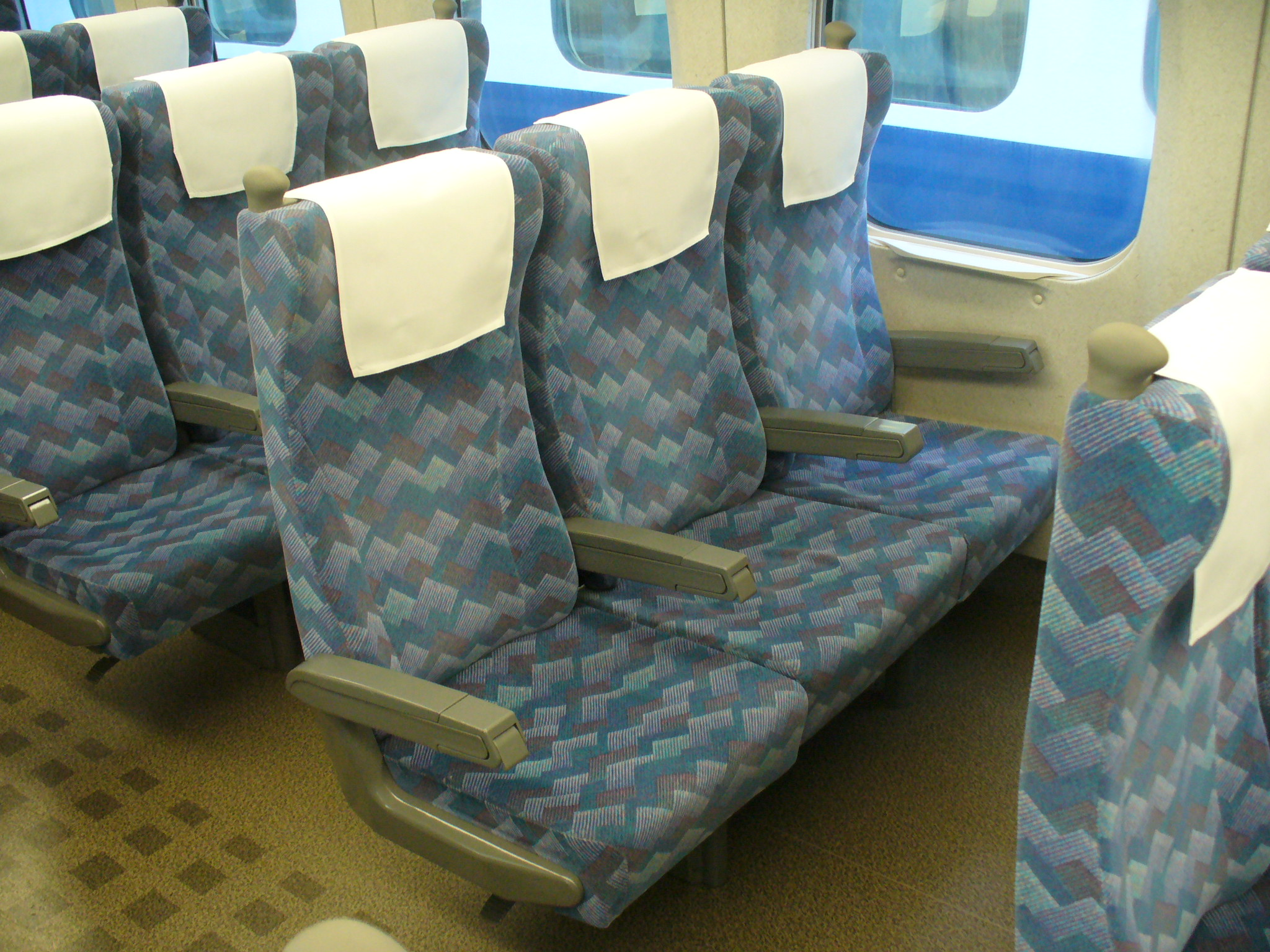
普通車3人掛け TR75B形
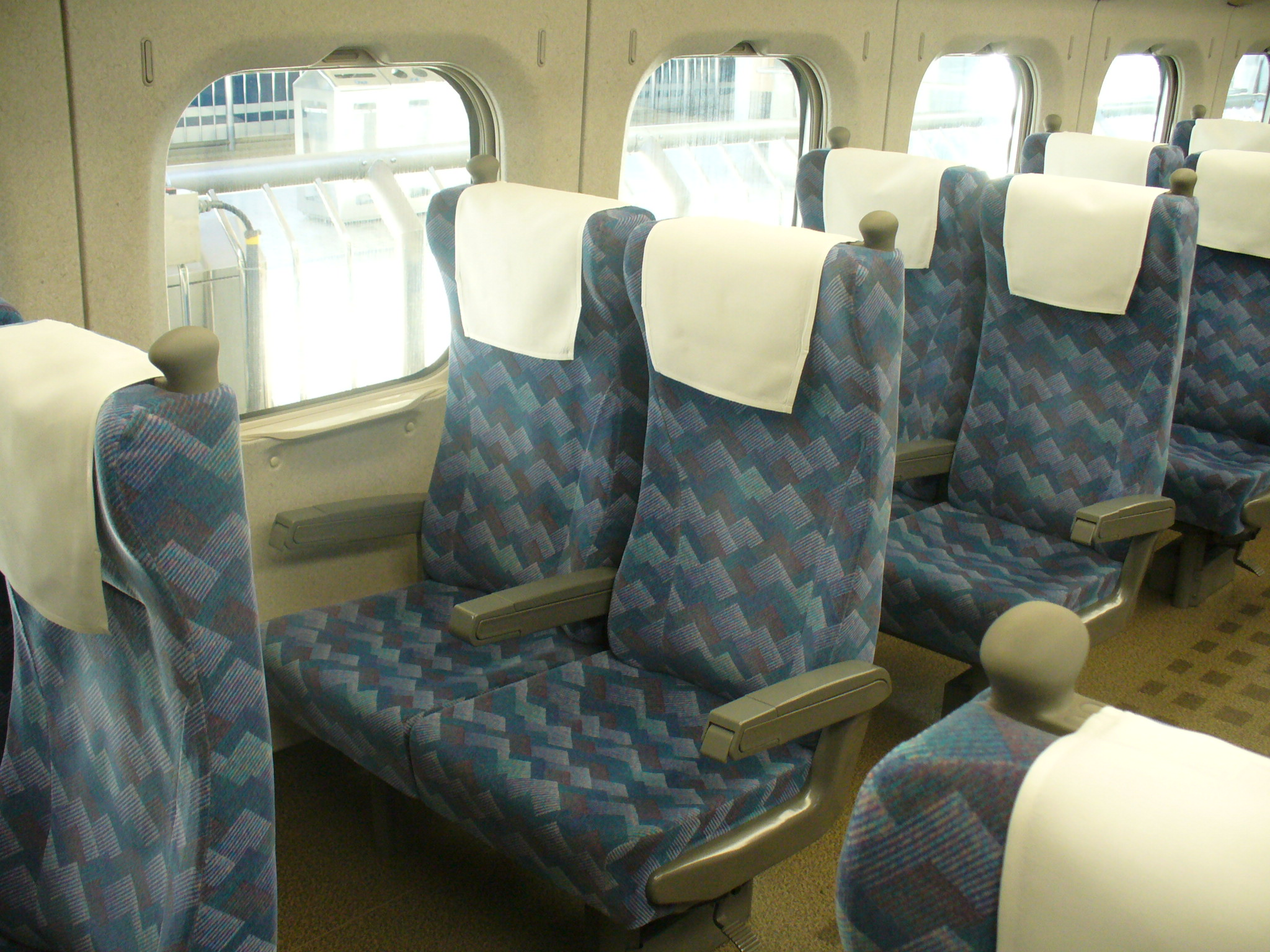
普通車2人掛け TR62B形

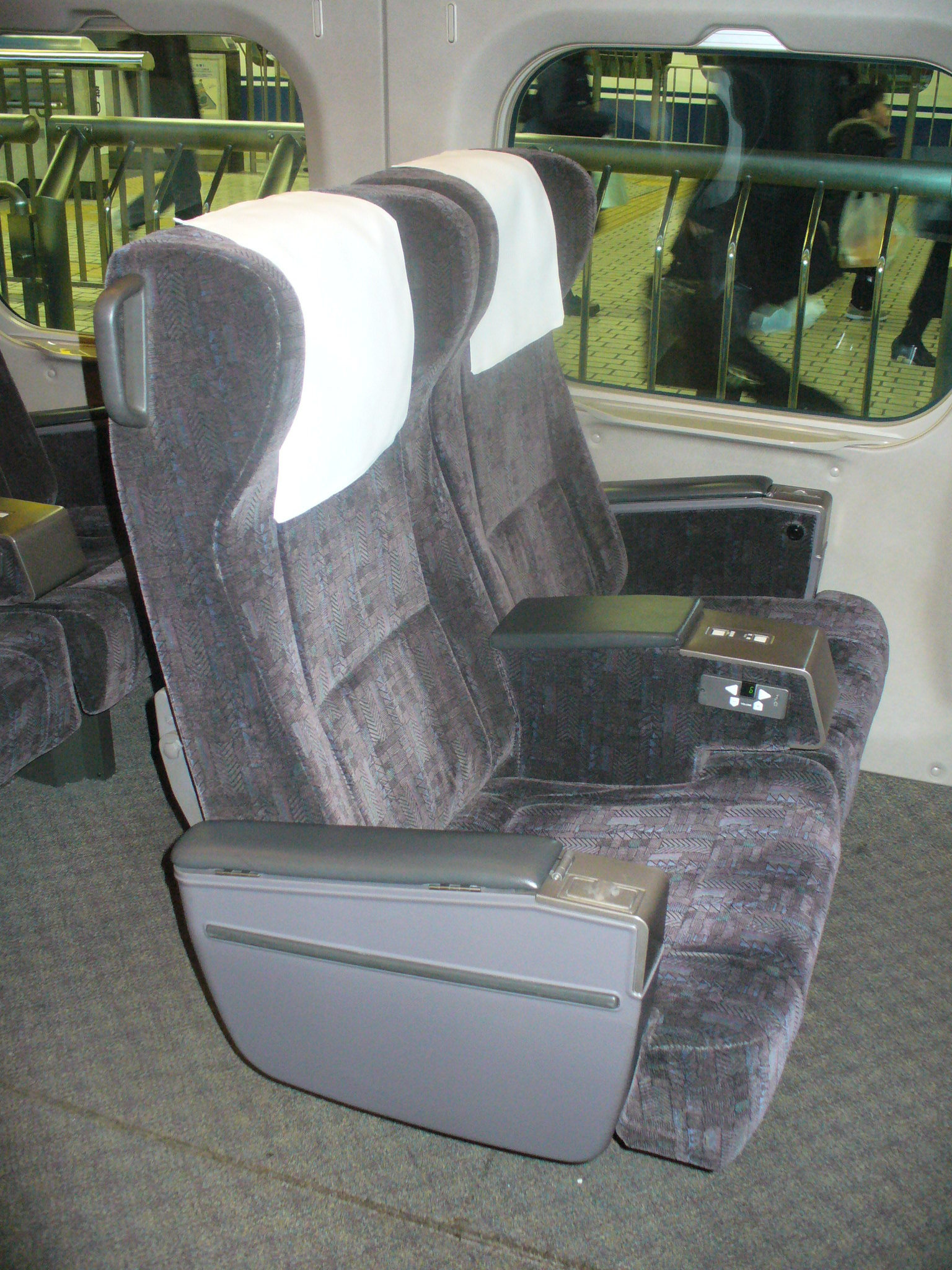
グリーン車 WRK239形
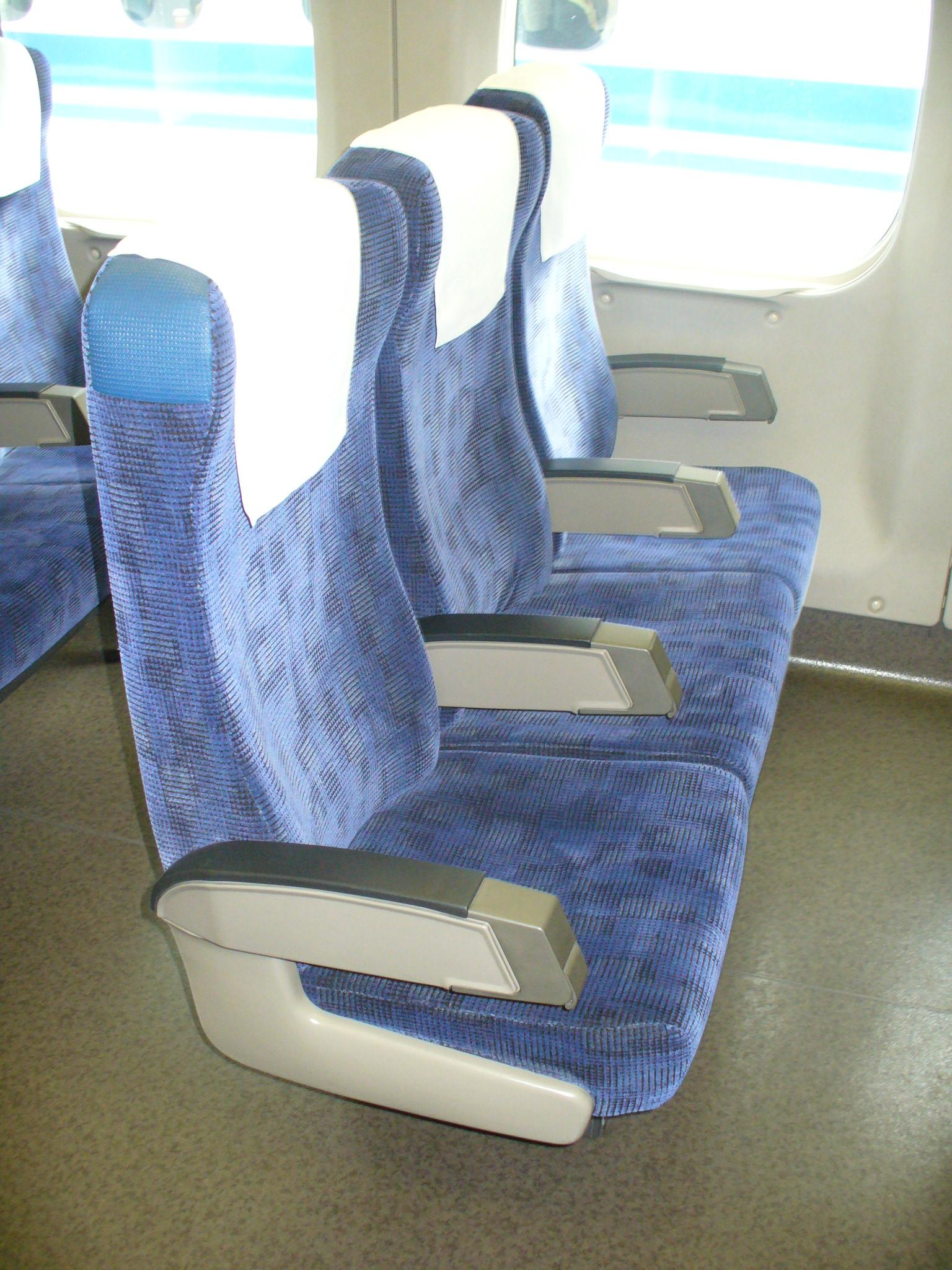
普通車3人掛け WRK307形
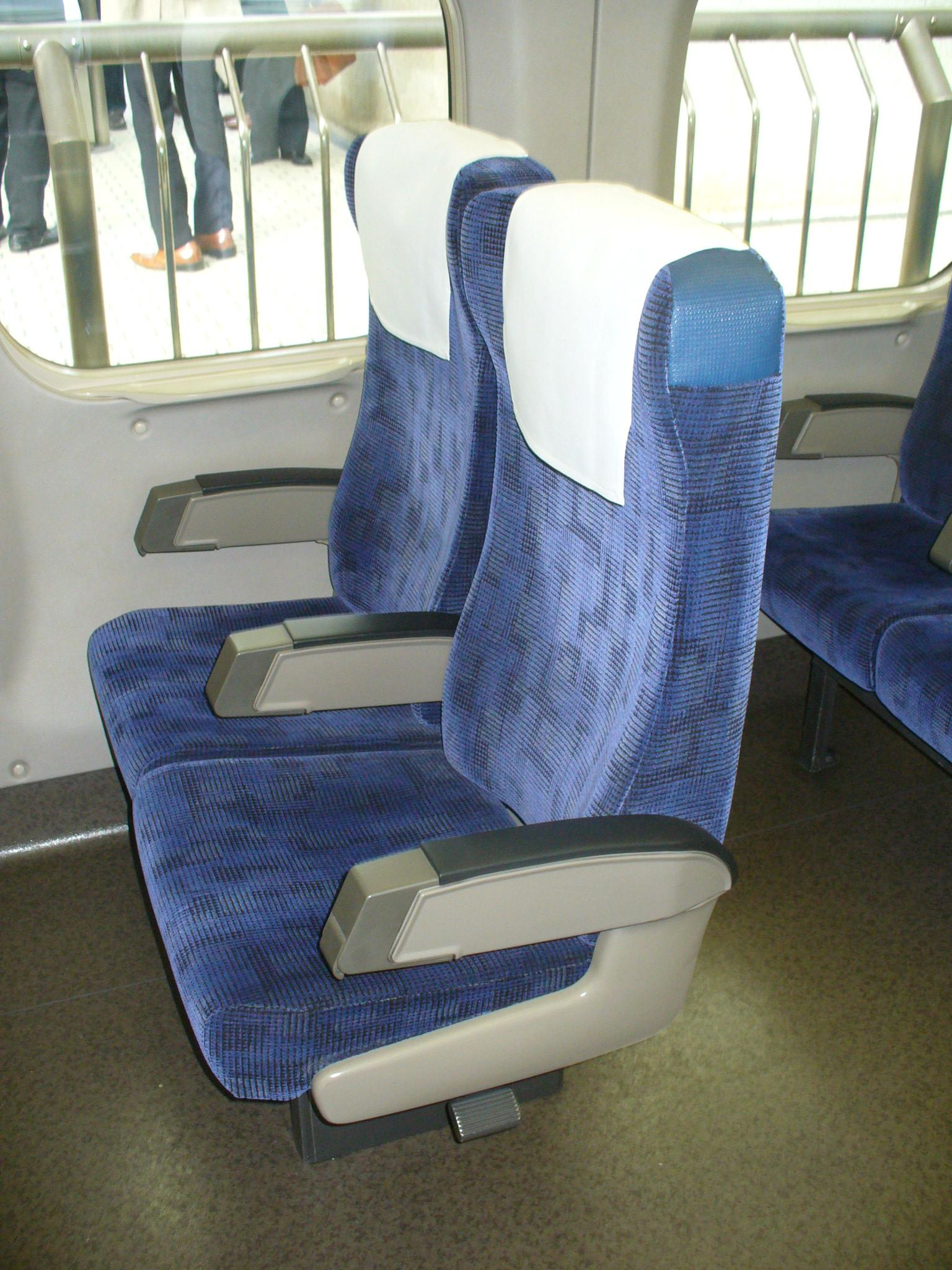
普通車2人掛け WRK205形
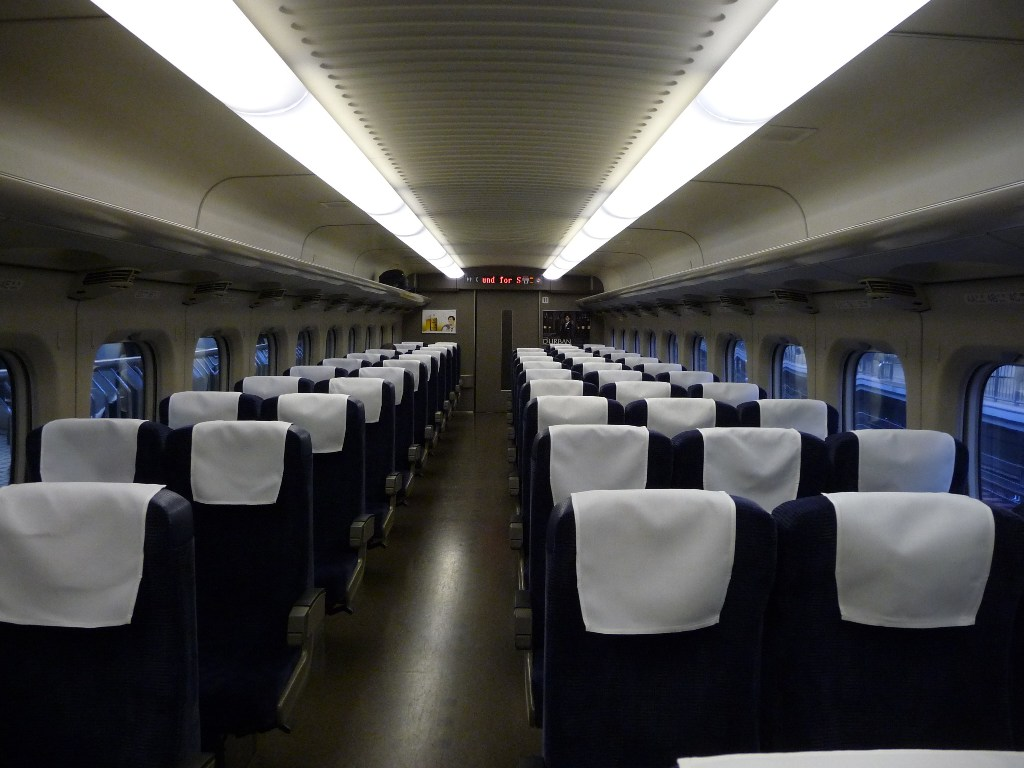
普通車車内
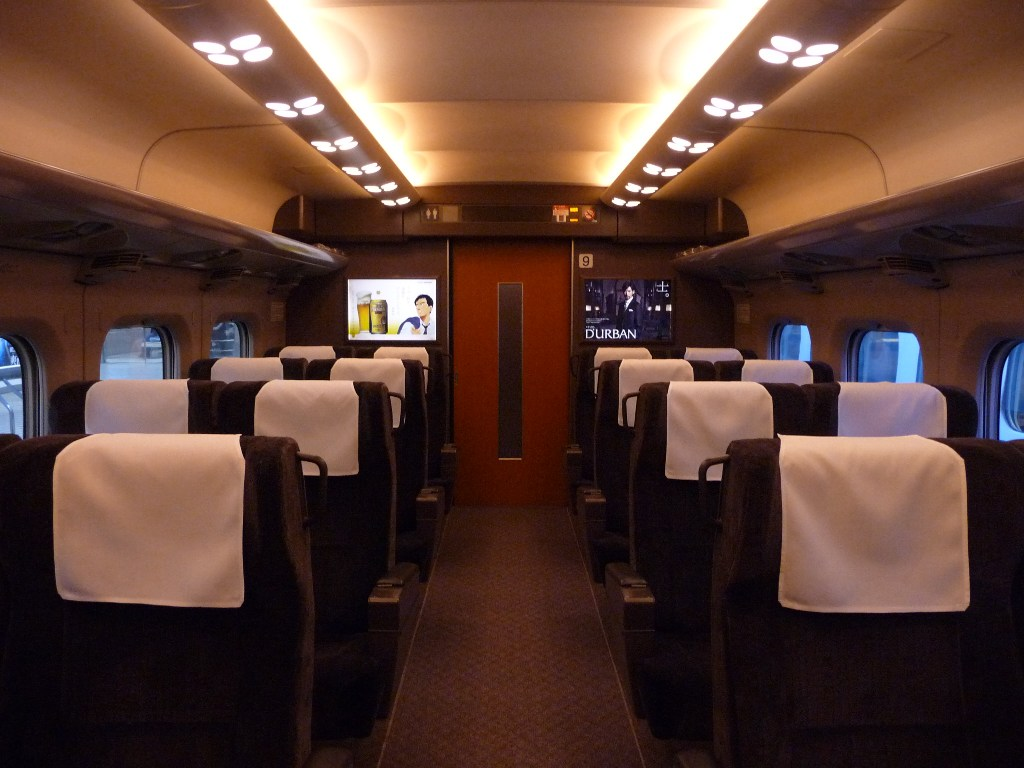
グリーン車車内

16両編成の場合、8 - 10号車がグリーン車、他は普通車で構成されている。
座席配置は300系と共通である。また300系以降、車体軽量化の一環で座席クッションからスプリングを廃し、重ねたポリウレタンを用いている。
内装はC編成とB編成で異なり、号車表示の位置も違う。C編成の普通車は明るい色調で座席モケットが水色であるのに対し、B編成では濃い紺色である。このため乗車した際の印象が異なる。また、座席の形状も異なる。全体的な車内の構造は300系と比較して、普通車が直接照明となり天井の構造が簡略化された他、C編成では壁面および仕切扉のデザインも簡素化されていることなど、コストダウンの影響が現れている。しかし最大天井高さは2,200 mmとなり、視覚面でも居住性が向上している。グリーン車はC・B編成ともに300系の間接照明から、暖色系の蛍光灯を使用した半間接照明となっている。蛍光灯カバーのデザインはC・B編成で異なっている。
300系で問題となった空調装置の効きの悪さは、基本能力の向上だけではなく、ダブルスキン構造による断熱効果の向上と、吹出し口を天井近くから荷物棚下に移設することによるダクト長の短縮などによって大幅に改善されている。空調装置は300系同様に床下設置だが、集中形1基から準集中形2基構成とし、容量は300系の61.63 kW（53,000 kcal/h）から67.44 kW（58,000 kcal/h。ただし、33.72 kW ≒ 29,000 kcal/h×2基）に増強した。
またこの系列から東海道・山陽新幹線の車両に設けられてきた冷水機が廃止され、700系以前の系列の冷水機も開口部が塞がれ使用できなくなった。
2001年度以降に落成したC25編成以降とすべてのB編成では、各車両両端の座席にコンセントと縦に長いテーブルを設けたほか、ユニバーサルデザインの一環として座席肩部の手掛けやドアチャイムが設置されている。グリーン席ではC編成では座席背面のテーブルがあるのに対し、B編成は肘掛収納のテーブルが二段折り畳み式となっている他、読書灯スイッチの位置も異なる。グリーン車の各座席にはオーディオサービス用のコントロールパネルが設置されていたが、2013年春のオーディオサービス終了に伴い撤去され板がはめ込まれた。
なお、車体の軽量化と強度確保のため、窓の寸法は先述の通り300系・500系に比べて小型化されている。
デッキと独立した電話室が2・4・6・8・10・12・14号車博多寄りと15号車東京寄りのそれぞれのデッキに備えられるが、携帯電話の普及に伴い最終的に2・6・12・15号車まで削減された。
8両編成のE編成は、「ひかりレールスター#編成・車内」の項目を参照。
運転席の座席には、長時間の着席に伴う疲労の軽減と腰痛を予防するため、500系でも採用されたレカロ製のセミバケットタイプの事務椅子「RECARO 24H CHAIR」を採用。シートモケットは客室用に合わせている。
JR東海0番台・初期車

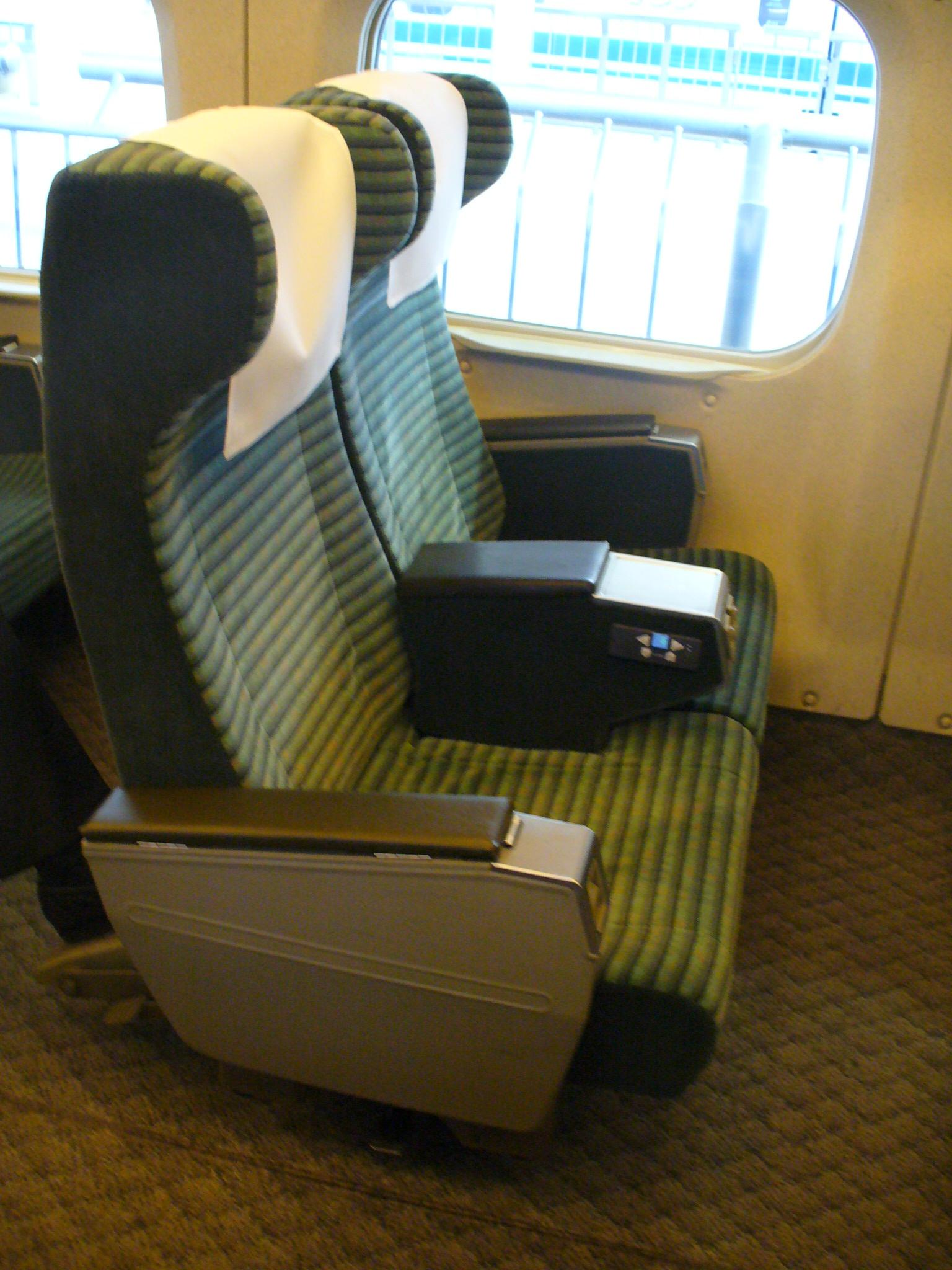
グリーン車 TR39A形
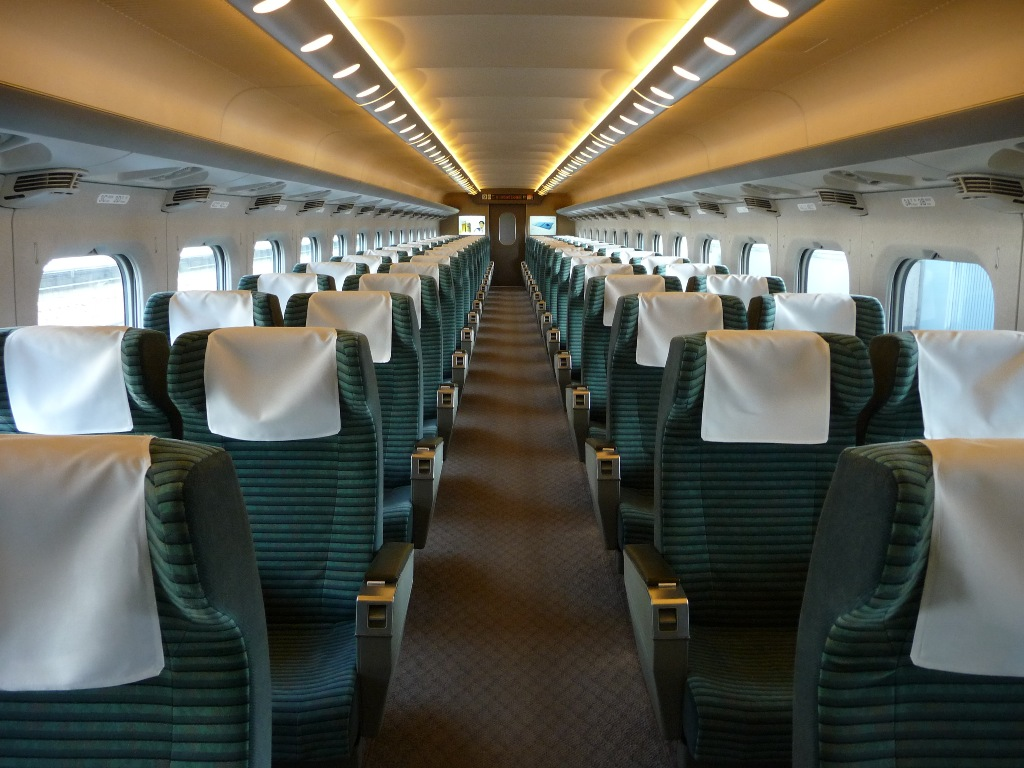
グリーン車車内 (C16編成)
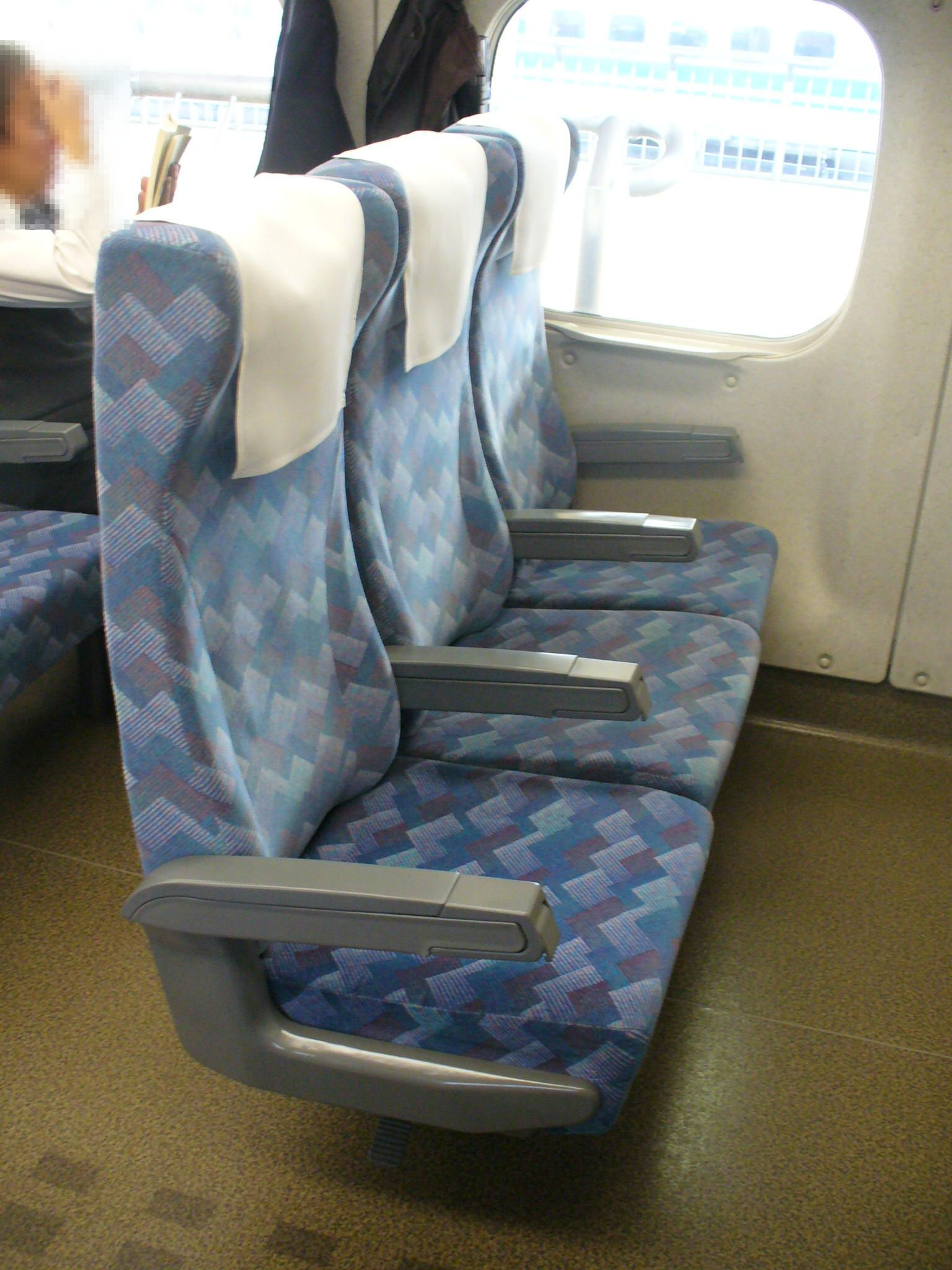
普通車3人掛け TR75A形
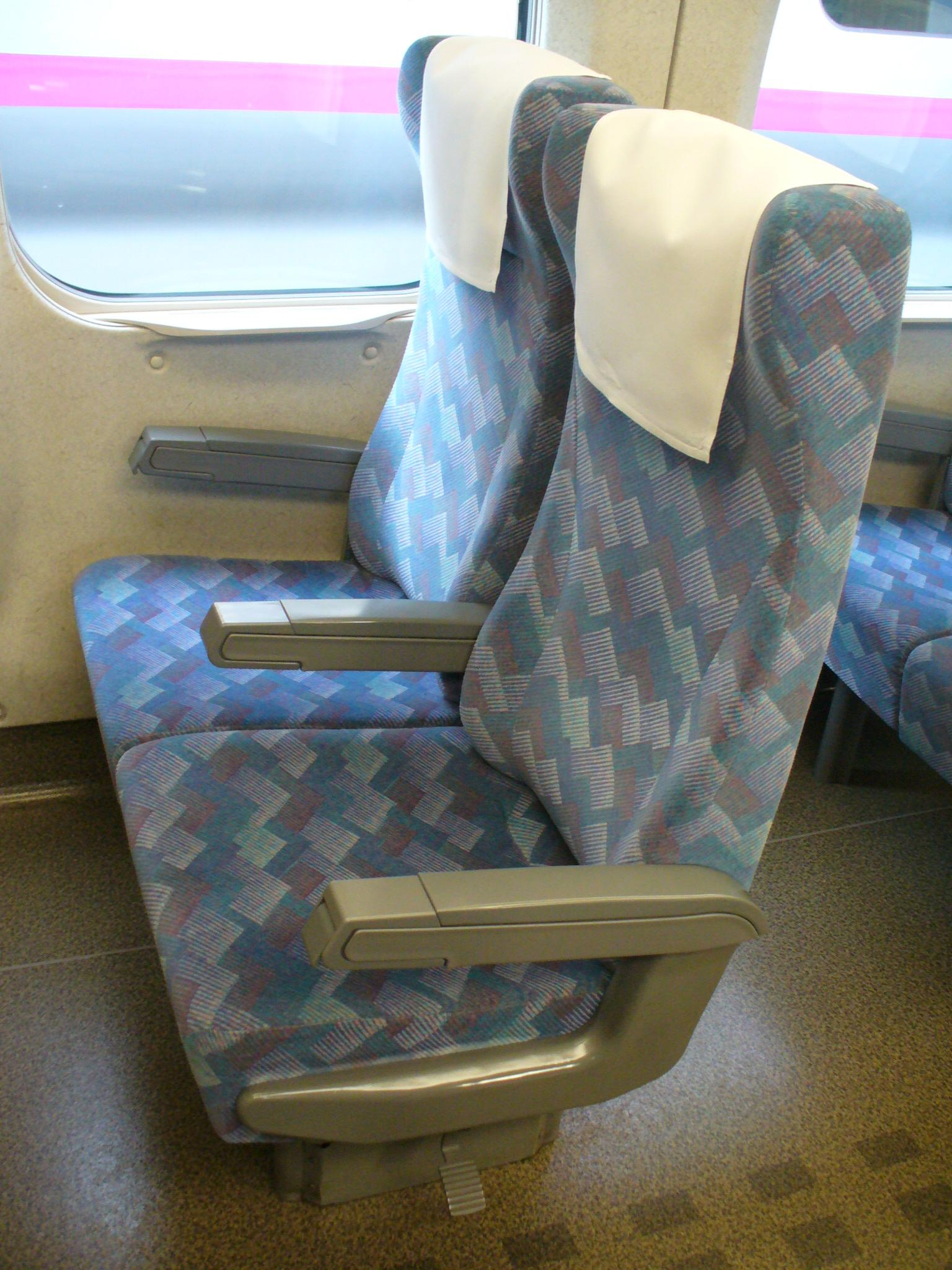
普通車2人掛け TR62A形

JR東海0番台・後期車
- グリーン車
TR39B形
- 普通車3人掛け
TR75B形
- 普通車2人掛け
TR62B形

JR西日本3000番台車
- グリーン車
WRK239形
- 普通車3人掛け
WRK307形
- 普通車2人掛け
WRK205形
- 普通車車内
- グリーン車車内

## 形式および車種

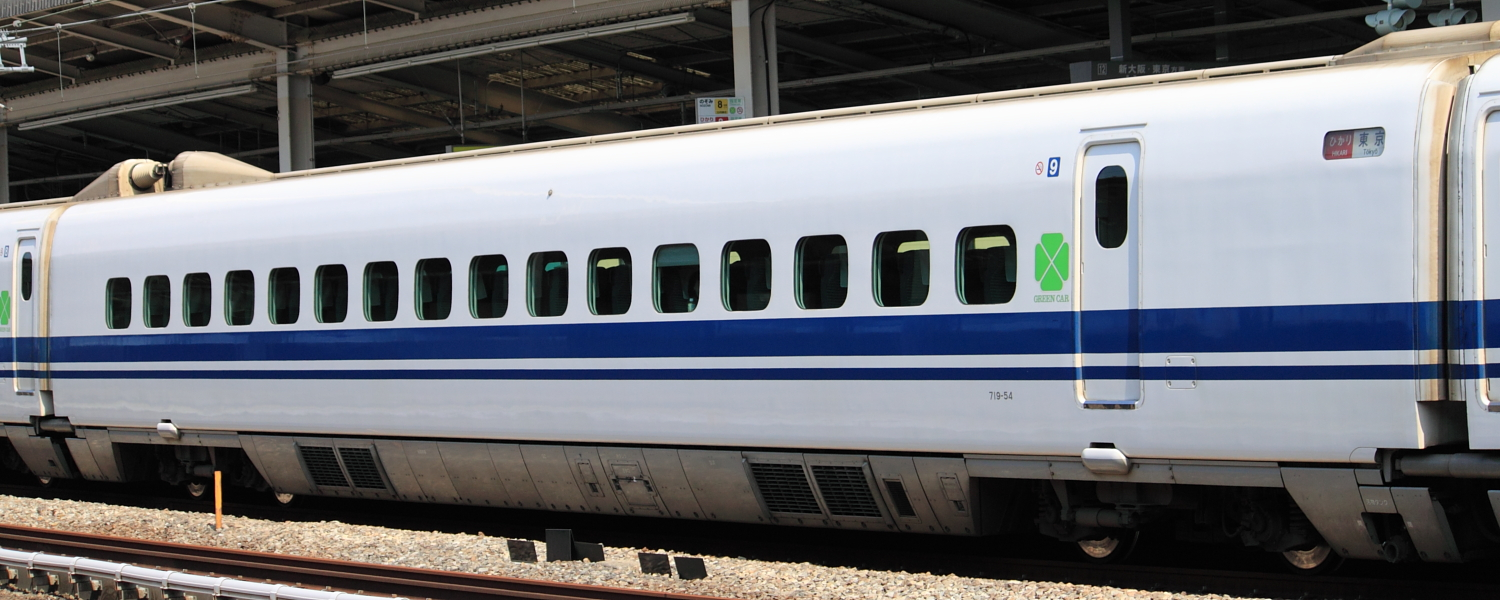
719形(719-54)

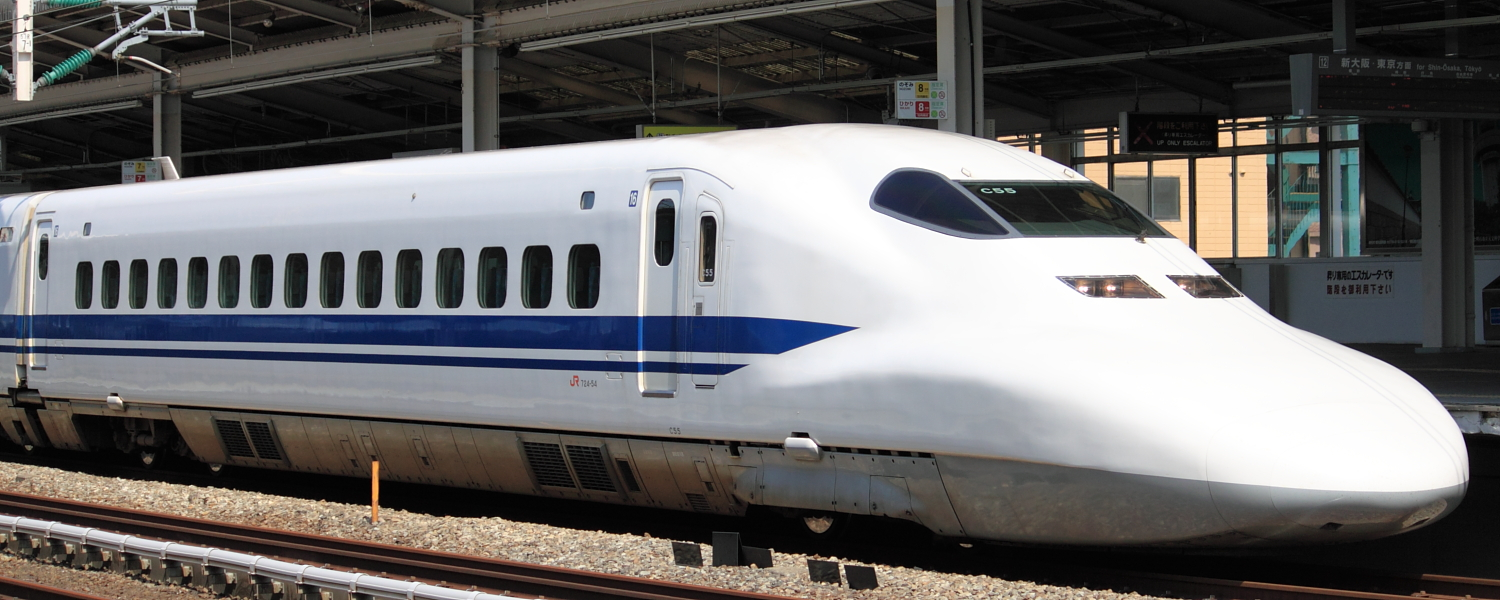
724形(724-54)

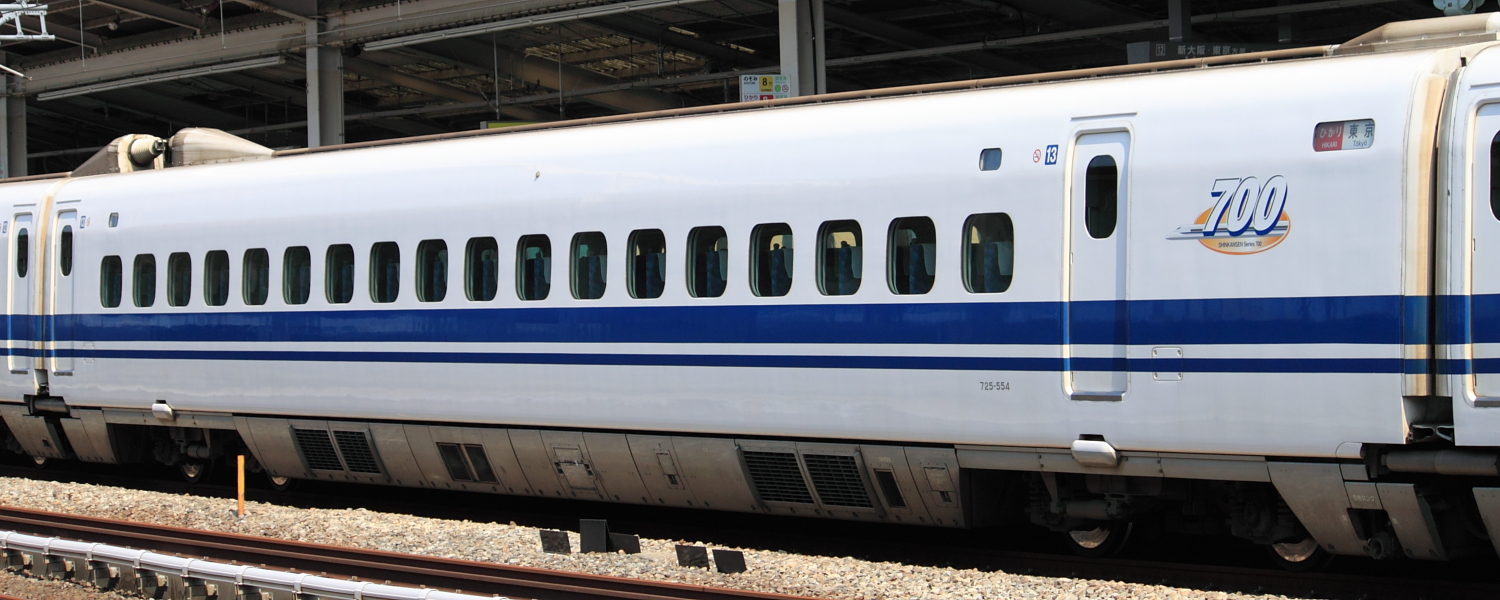
725形500番台(725-554)

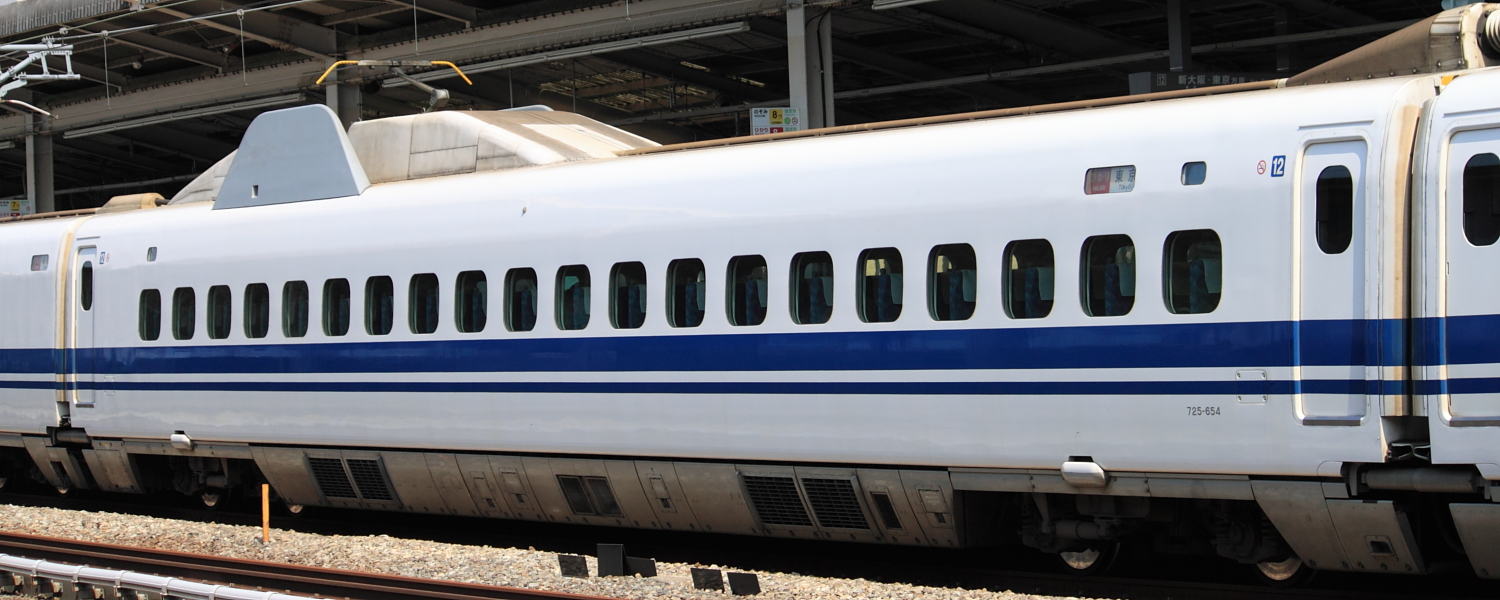
725形600番台(725-654)

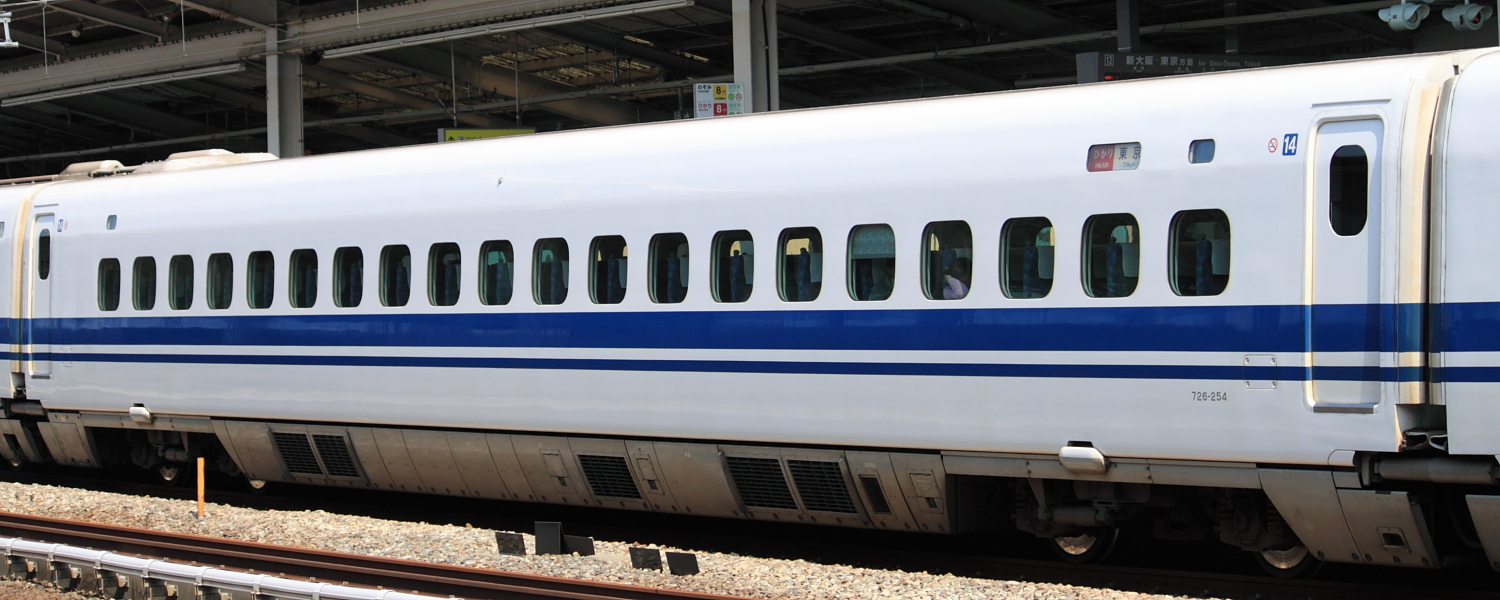
726形200番台(726-254)

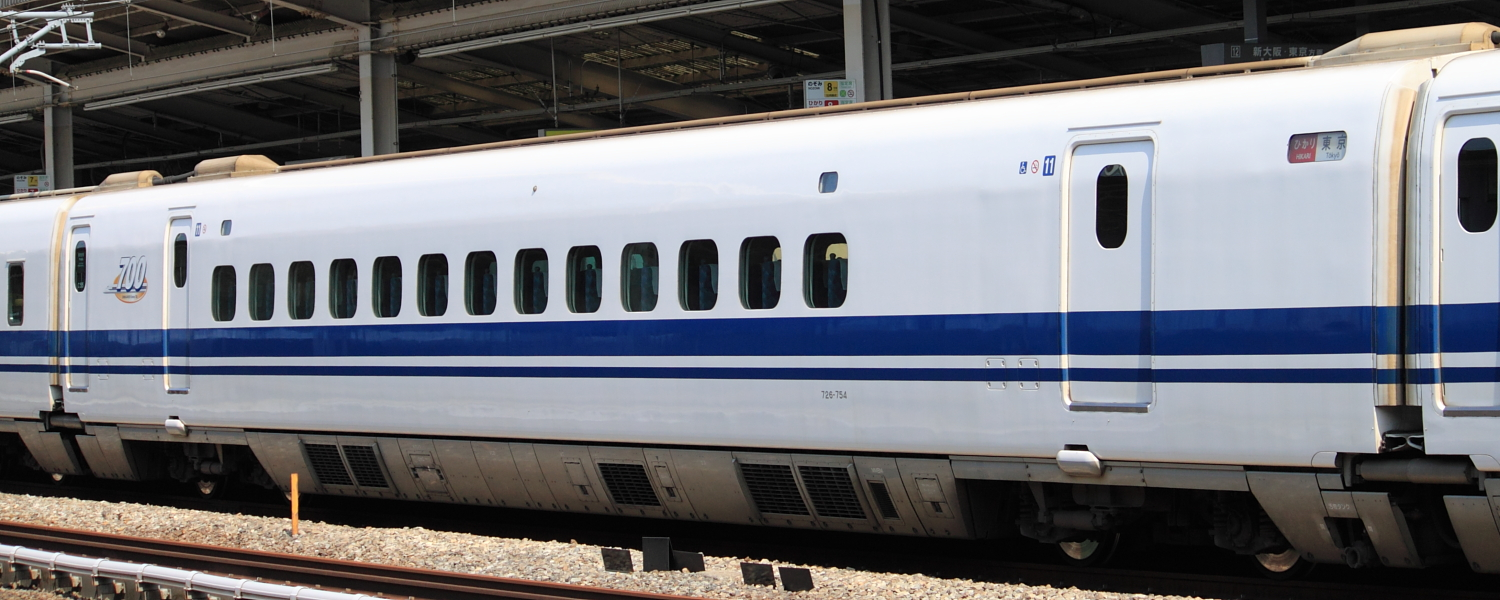
726形700番台(726-754)

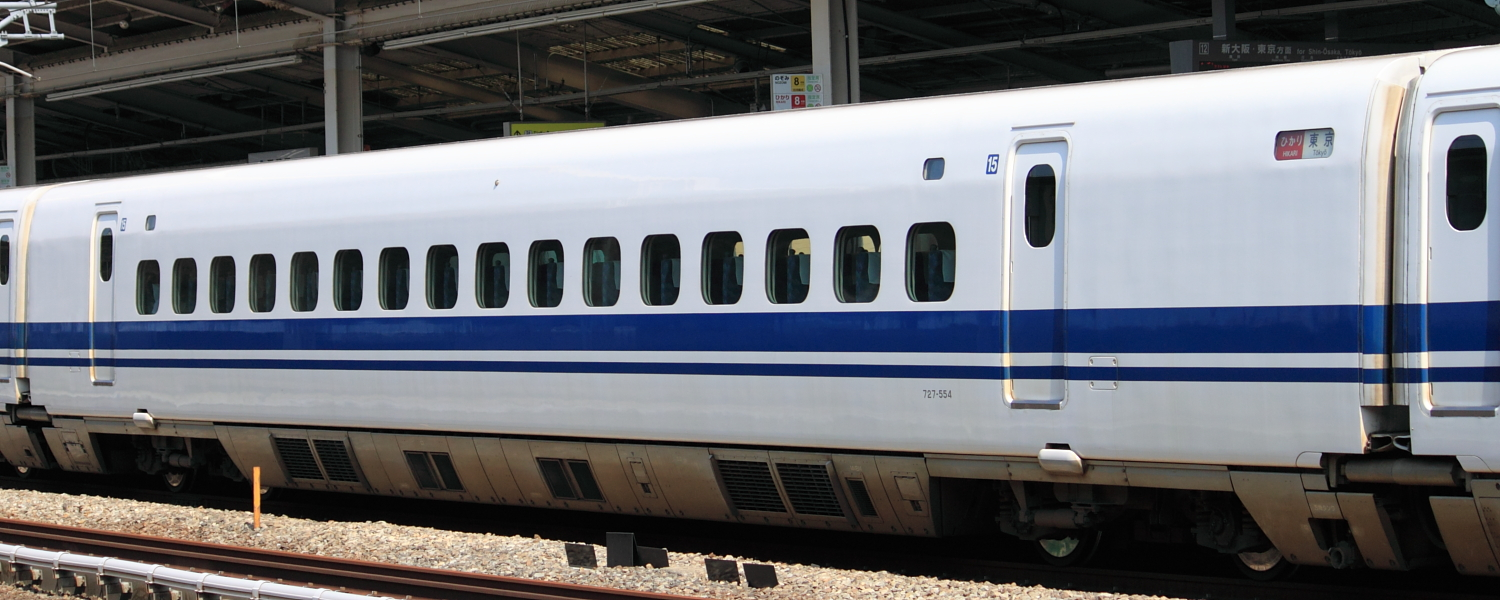
727形500番台(727-554)

本系列に属する各形式名とその車種は以下の通り。
奇数形式と偶数形式2両ずつ、計4両電動車  3両と付随車  /ユニットを構成する。M1車に集電装置を搭載している関係から、C・B編成とE編成ではユニット内の車両連結順が異なる。
| 号車     | 1          | 2          | 3          | 4          | 5           | 6          | 7           | 8           | 9          | 10          | 11           | 12           | 13          | 14         | 15          | 16          |
| 形式     | 723形 (Tc) | 727形 (M2) | 726形 (Mp) | 725形 (M1) | 725形 (M1w) | 726形 (Mp) | 727形 (M2k) | 718形 (T's) | 719形 (Ts) | 717形 (M2s) | 726形 (Mpkh) | 725形 (M1)   | 725形 (M1w) | 726形 (Mp) | 727形 (M2w) | 724形 (T'c) |
| 座席     | 普通車     | 普通車     | 普通車     | 普通車     | 普通車      | 普通車     | 普通車      | グリーン車  | グリーン車 | グリーン車  | 普通車       | 普通車       | 普通車      | 普通車     | 普通車      | 普通車      |
| 搭載機器 | APU,CP BT  | CI×2       | MTr        | CI,BT      | CI,CP       | MTr        | CI×2        | APU,CP BT   | APU BT     | CI×2        | MTr          | CI,CP （BT） | CI,BT       | MTr        | CI          | APU,CP BT   |
| 車両重量 | 40.2 t     | 38.5 t     | 41.2 t     | 37.3 t     | 40.4 t      | 39.7 t     | 41.1 t      | 37.3 t      | 37.7 t     | 40.4 t      | 42.4 t       | 39.2 t       | 38.6 t      | 39.4 t     | 40.2 t      | 37.8 t      |
| ユニット | 1ユニット  | 1ユニット  | 1ユニット  | 1ユニット  | 2ユニット   | 2ユニット  | 2ユニット   | 2ユニット   | 3ユニット  | 3ユニット   | 3ユニット    | 3ユニット    | 4ユニット   | 4ユニット  | 4ユニット   | 4ユニット   |

| 号車     | 1            | 2            | 3            | 4            | 5            | 6            | 7            | 8                        |
| 形式     | 723形 (Tc)   | 725形 (M1)   | 726形 (Mpk)  | 727形 (M2)   | 727形 (M2w)  | 726形 (Mp)   | 725形 (M1kh) | 724形 (T'c)              |
| 座席     | 普通車 3+2列 | 普通車 3+2列 | 普通車 3+2列 | 普通車 2+2列 | 普通車 2+2列 | 普通車 2+2列 | 普通車 2+2列 | 普通車 2+2列 4人用個室×4 |
| 搭載機器 | APU,CP BT    | CI,BT        | MTr          | CI×2         | CI×2         | MTr,CP       | CI,BT        | APU,CP BT                |
| 車両重量 | 39.6 t       | 38.8t        | 40.9 t       | 39.2 t       | 40.8 t       | 40.9 t       | 41.4 t       | 38.7 t                   |
| ユニット | 1ユニット    | 1ユニット    | 1ユニット    | 1ユニット    | 2ユニット    | 2ユニット    | 2ユニット    | 2ユニット                |

凡例
- MTr：主変圧器、CI：主変換装置、APU：補助電源装置、CP：空気圧縮機、BT：蓄電池（12号車のBTはJR西日本のB編成のみ）
- B編成では2・4・7・11・15・16号車に、E編成では3・6・8号車に客室内コンセント用の安定化電源装置を搭載[3][32]。
- C・B編成の出典[32]。16両編成の車両重量はC編成量産車落成時[33]。E編成の機器配置、車両重量の出典[3]。

量産先行試作編成であるC0編成は9000番台を、量産型C編成は0番台を、B編成は3000番台を、E編成は7000番台を名乗る。

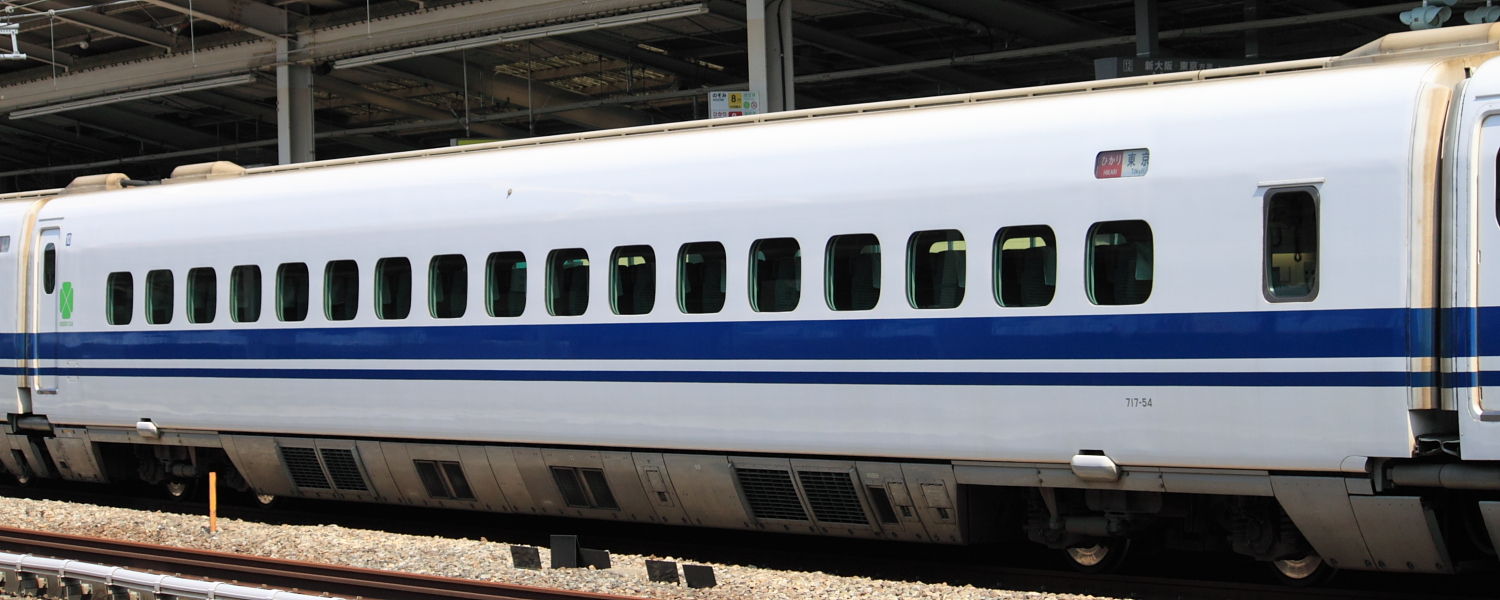
717形(717-54)

717形
グリーン席を備える中間電動車。C・B編成10号車として使用。車掌室を備え、主変換装置・セミアクティブサスペンションなどを搭載する。定員68名。
718形'
グリーン席を備える中間付随車。C・B編成8号車として使用。乗務員室を備え、空気圧縮機・セミアクティブサスペンションなどを搭載する。定員68名。
719形
グリーン席を備える中間付随車。C・B編成9号車として使用。荷物保管室・業務用室・便所・洗面所を備え、空気圧縮機・セミアクティブサスペンションなどを搭載する。定員64名。
723形
普通席を備える制御付随車。C・B・E編成1号車として使用。博多向き運転台・便所・洗面所を備え、空気圧縮機・セミアクティブサスペンションなどを搭載する。定員65名。
724形
普通席を備える制御付随車。
0,3000番台
C・B編成16号車として使用。東京向き運転台を備え、空気圧縮機・セミアクティブサスペンションなどを搭載する。定員75名。
9000番台
C1編成16号車として使用。東京向き運転台・公衆電話を備え、空気圧縮機・セミアクティブサスペンションなどを搭載する。定員75名。
7500番台
E編成8号車として使用。東京向き運転台・コンパートメント・公衆電話を備え、空気圧縮機・セミアクティブサスペンションなどを搭載する。定員52名。
725形
普通席を備える中間電動車。
0,3000,9000番台
C・B編成4号車として使用。主変換装置を搭載する。定員100名。
300,3300,9300番台
C・B編成5号車として使用。便所・洗面所を備え、集電装置・主変換装置・空気圧縮機・セミアクティブサスペンションを搭載する。定員90名。
500,3500,9500番台
C・B編成13号車として使用。便所・洗面所を備え、主変換装置を搭載する。定員90名。
600,3600,7600,9600番台
C・B編成12号車、E編成2号車として使用。集電装置・主変換装置・空気圧縮機・セミアクティブサスペンションを搭載する。定員100名。
7700番台
E編成7号車として使用。便所・洗面所・車内販売準備室・車椅子対応設備を備え、集電装置・主変換装置を搭載する。定員は50名。
726形
普通席を備える中間電動車。
0,3000,9000番台
C・B編成6号車として使用。主変圧器を搭載する。定員100名。
7000番台p
E編成6号車として使用。車掌室を備え、主変圧器を搭載する。定員72名。
200,3200,9200番台
C・B編成14号車として使用。主変圧器・空気圧縮機を搭載する。定員100名。
500,3500,7500,9500番台
C・B・E編成3号車として使用。便所・洗面所・車内販売準備室を備え、主変圧器・空気圧縮機を搭載する。定員85名（C・B編成）80名（E編成）。
700,3700,9700番台h
C・B編成11号車として使用。便所・洗面所・車内販売準備室・車椅子対応設備を備え、主変圧器・空気圧縮機を搭載する。定員63名。
727形
普通席を備える中間電動車。
0,3000,7000,9000番台2
C・B編成2号車、E編成4号車として使用。荷物室を備え、主変換装置を搭載する。定員100名（C・B編成）80名（E編成）。
7100番台w
E編成5号車として使用。便所・洗面所を備え、主変換装置を搭載する。定員72名。
400,3400,9400番台k
C・B編成7号車として使用。便所・洗面所・車内販売準備室を備え、主変換装置を搭載する。定員75名。
500,3500番台
C・B編成15号車として使用。便所・洗面所・公衆電話を備え、主変換装置・空気圧縮機を搭載する。定員80名。
9500番台
C1編成15号車として使用。便所・洗面所を備え、主変換装置・空気圧縮機を搭載する。定員80名。

## 東海道・山陽新幹線向けの編成

### C1編成（C0編成）

700系 C0編成(C1編成の量産化改造前)。乗務員室扉の形状が異なっている。

700系 C1編成
（2010年1月16日 米原駅）

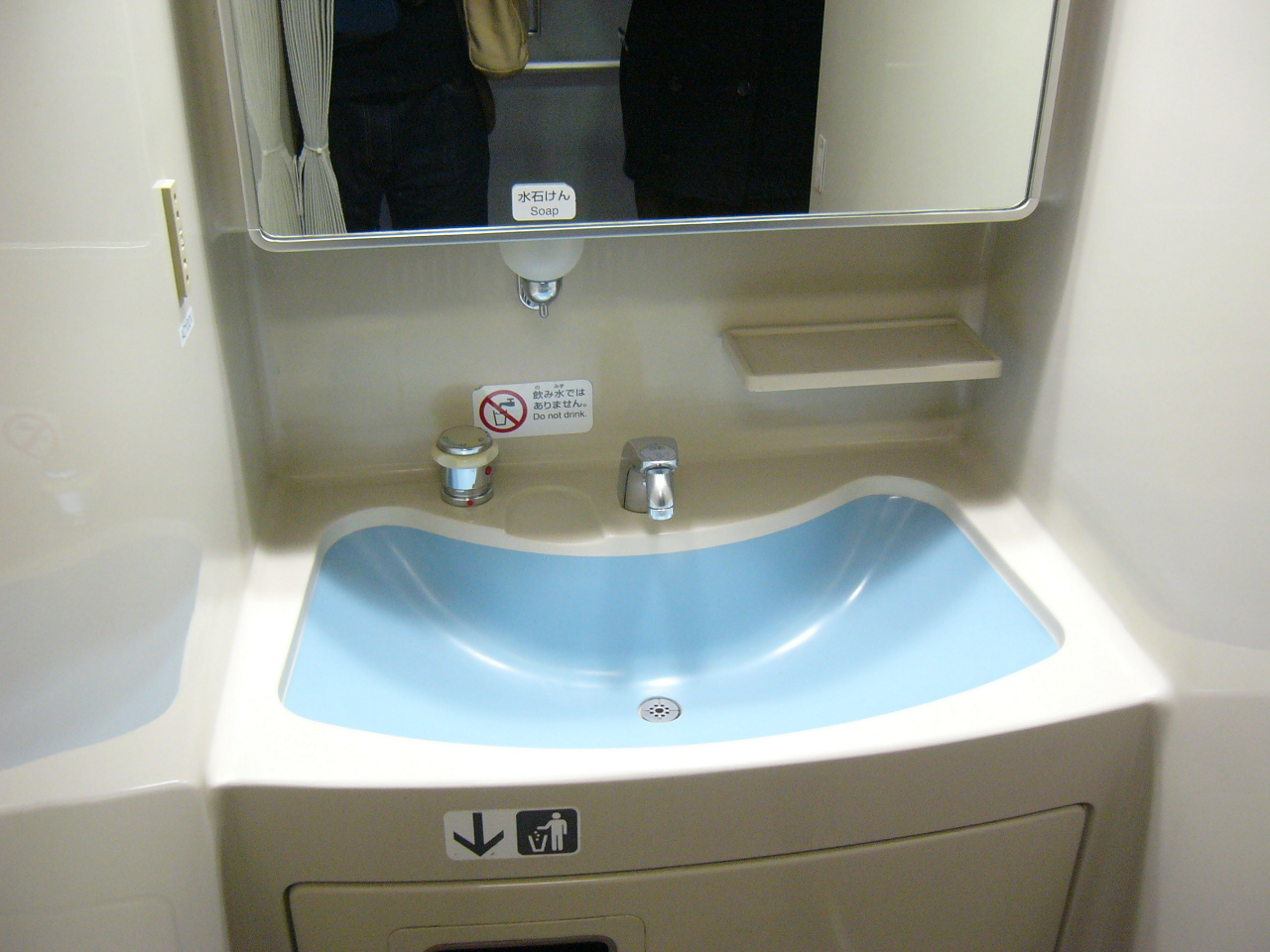
量産車とは洗面台の形状が異なる（2014年12月7日 リニア・鉄道館）

先行試作車のC0編成（9000番台）は1997年秋に完成し、10月3日に浜松工場で報道陣に公開され、10月27日から約1年半にわたって走行実験が行われた。8両編成での走行試験（1・5・6・7・10・11・12・16号車連結）や、東海道新幹線で300 km/h、山陽新幹線で310 km/hの速度向上試験も行われた後、量産化改造を受けてC1編成として1999年秋から営業運転に充当された。
量産編成との差異は以下の通り。
- 先頭車両ノーズ部分はそれ以外の編成のものより70 cm短い8.5 mであり[36]、連結器カバー付近に取っ手が付いている。
  - このため、量産車では先頭車の客室割り付けを連結面寄りに移動したほか[37]、運転室をスペースを拡大[38]。
- 先頭車両の雨樋の位置がより上方に取り付けられている。
- 車両間のわたり線ケーブルヘッドカバーの形状変更[37]。
- 側窓の横幅が700 mm、窓間の柱幅が280 mmであるが、量産車では車体剛性向上のため、側窓の横幅を40 mm縮小（740 mm→700 mm）、窓間の柱幅を320 mmに拡大した[38]。
- 車体と台車カバーの間に40 mmの隙間があったが、量産車ではなくす[37]。
- 歯車比は2.93、騒音低減のため量産車は2.96[37]。
- 加速度は2.0 km/h/sであったが、量産車からはトランスポンダにより東海道区間は1.6 km/h/s、山陽区間は2.0 km/h/sとなる機能を追加[37]。
- 量産車からは非常ブレーキ減速性能を向上[37]。
- 公衆電話が15号車東京寄りではなく、16号車博多寄りに存在する[39][36]。
- 洗面所の洗面台の形状が量産車では楕円形に対し、台形になっている。

それらに加え、量産化改造を実施する前の外観は以下のようなものだった。
- 運転席のワイパーの停止位置は300系と同様、横位置で停止。
- 高速試験車"300X"で試験が行われた「ワイングラス型パンタグラフカバー」から脚部を省いた形態の改良型カバーとシングルアーム式パンタグラフの組み合わせを採用していた[40]が、パンタグラフカバー自体が騒音の発生源となっていることが試験走行の過程で突き止められ、後に量産車と同様のシングルアームパンタグラフと碍子カバー、車体側面側に設置した遮音板の組み合わせに変更された。
- 乗務員室扉の形状が、300系に似た長方形。
- 乗務員扉脇の手すりは、金属の棒を埋め込み。
- 車体の剛性確保のため、11号車の726形700番台のドア配置が量産車とは異なる[36][38]。

### C編成（0番台）

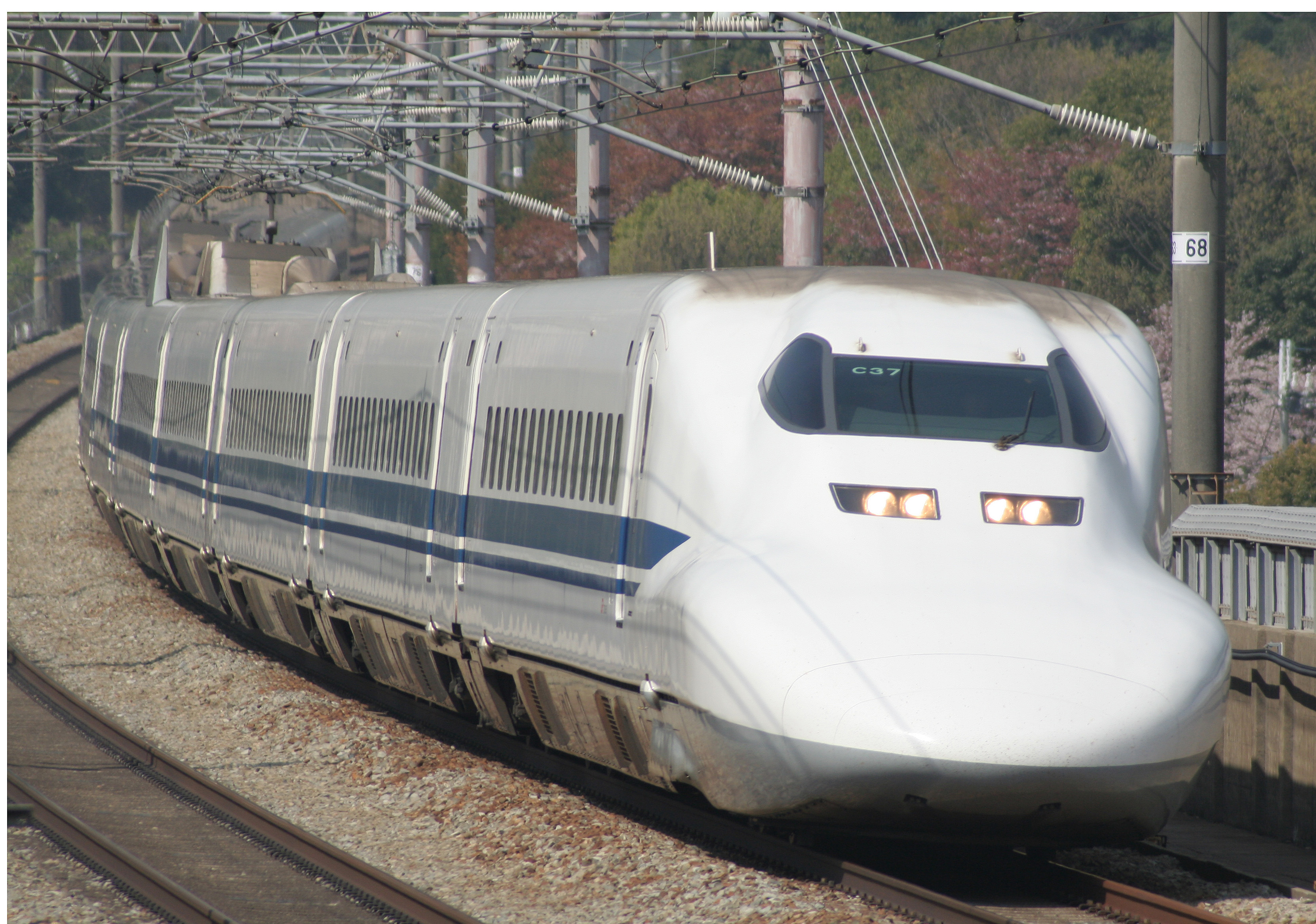
700系0番台 C37編成
（2009年4月8日 岡山駅 - 相生駅間）

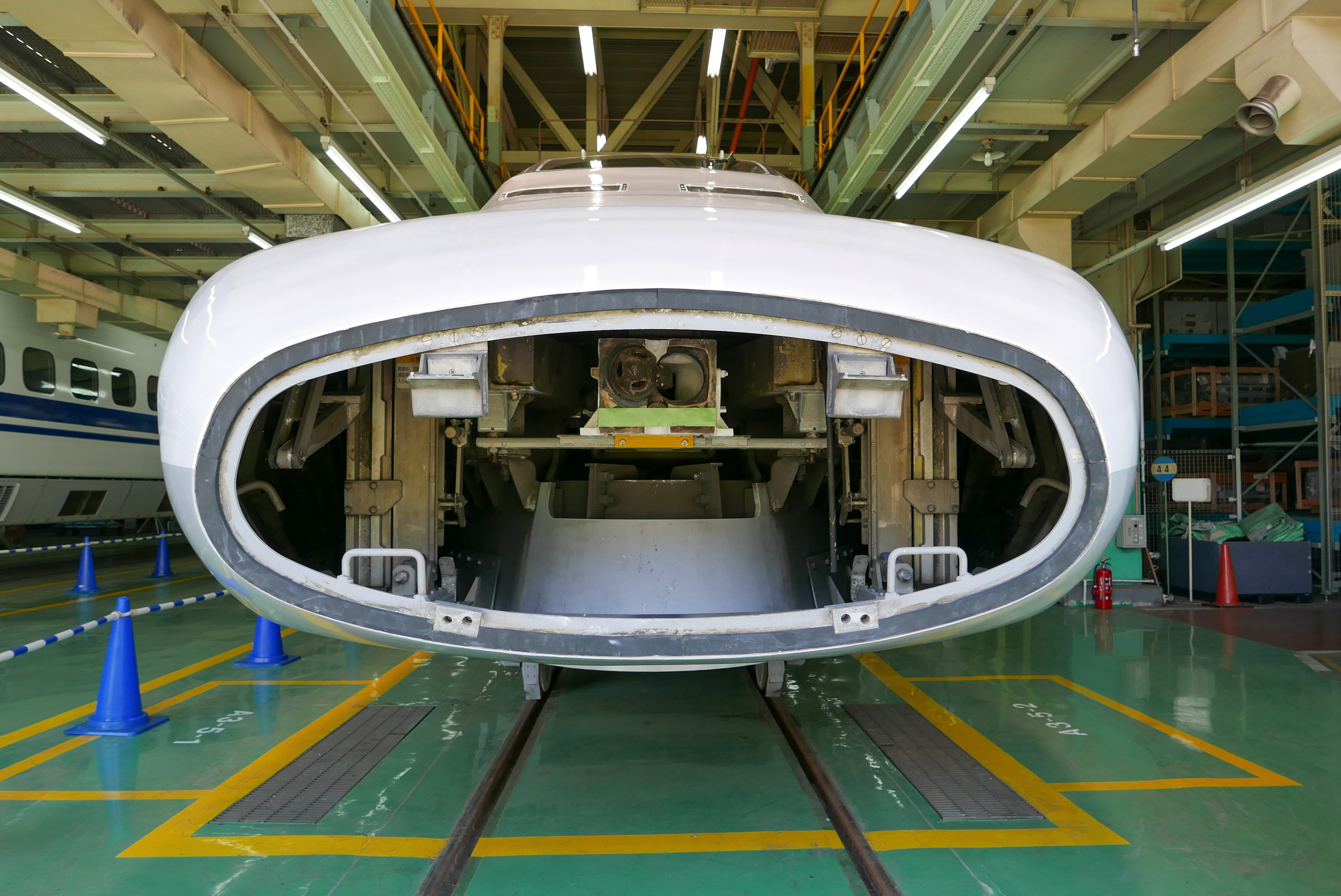
JR西日本へ譲渡されたC14編成の連結部

JR東海保有の0, 100系・300系を置き換えるために増備された。2004年には2005年愛・地球博の輸送力増強に備えてC55〜C60編成が増備された。
2003年10月の品川開業ダイヤ改正による「のぞみ」の運転本数大増発により、C編成は主に定期「のぞみ」に充当されていたが、設計段階から300系と乗車定員の互換性がとられており、臨時の「のぞみ」が時刻表では300系使用となっていたが700系に変更される場合も多かった。
JR東海・JR西日本では2012年3月の300系営業運転終了に関連して、JR西日本に所属する300系F編成を置き換えるため2011年10月20日にJR東海のC編成8本をJR西日本に譲渡予定であることが両社から発表され、この発表以前にもC17編成を皮切りにC11・C12編成が移籍していた。なお、C11・C12編成はJR西日本への入籍日の翌日付でJR東海での除籍が行われており、1日だけ両社の車籍を有していた。その後2012年3月までにC13 - C16・C18編成も移籍し、移籍編成は車体外部車両番号表記横のJRマークの色や車内チャイム・車内ステッカーが変更されている。また、移籍後に全般検査を受けた編成はパンタグラフカバーがグレーから白に変更されていた。JR西日本に転属したC編成はB編成と共通運用とされた。
2011年7月4日付でC4編成が博多総合車両所へ回送され廃車となり、700系初の廃車となった。JR西日本では2015年度下期以降、N700系4000番台F編成の増備に伴いC編成の廃車が始まり、C11編成が2017年2月10日付で廃車されたのを最後に、JR西日本に移籍したC編成は消滅した。
2012年3月17日改正では定期「のぞみ」運用から離脱し、臨時「のぞみ」や定期「ひかり」「こだま」で運用されていたが、2017年3月4日改正では東海道新幹線内の定期「ひかり」運用からも撤退し、2019年3月16日改正以降は定期「こだま」の2.5往復のみの運行となった。
JR東海は、東海道新幹線の車両を2020年（令和2年）春までにN700A系で統一すると発表し、同年3月8日に運転される最終臨時列車「ありがとう東海道新幹線700系『のぞみ315号』」をもって、C編成ならびに東海道新幹線における本系列の営業運転を終了することを明らかにし、C編成は2019年（令和元年）12月1日の「こだま636号」を最後に定期運用を終了した。また、JR東海が保有する700系C53・C54編成に、2020年2月12日からヘッドマークおよびサイドステッカーによる車体装飾が行われたが、「ありがとう東海道新幹線700系『のぞみ315号』」は新型コロナウイルスの感染拡大を防ぐため運休が決定し、下りは同年2月28日東京発新大阪行のぞみ399号と2月29日団体専用列車、上りは2月28日新大阪発東京行のぞみ406号と3月1日団体専用列車をもって、東海道新幹線における営業運転を終了、C54編成の廃車を最後に本番台は消滅し、解体された。また、これに伴い新幹線車両の方向幕も消滅した。
東海道新幹線での営業運転終了後も、700系を基にした923形「ドクターイエロー」や、JR西日本所属のE編成とB編成の運用は継続されてきたが、B編成も2020年3月13日をもって定期運用が終了し、B4編成以外はすべて廃車された。2020年3月改正以降波動用車両としてB4編成が全車禁煙車に改造されたうえで残され、営業運転に使用されたこともあるが、2021年2月28日に廃車され、3000番台は消滅した。その後も923形「ドクターイエロー」の運用は続けられているが、JR東海が保有する1編成は2025年1月に、JR西日本が保有する1編成は2027年1月を目処に引退する予定である。

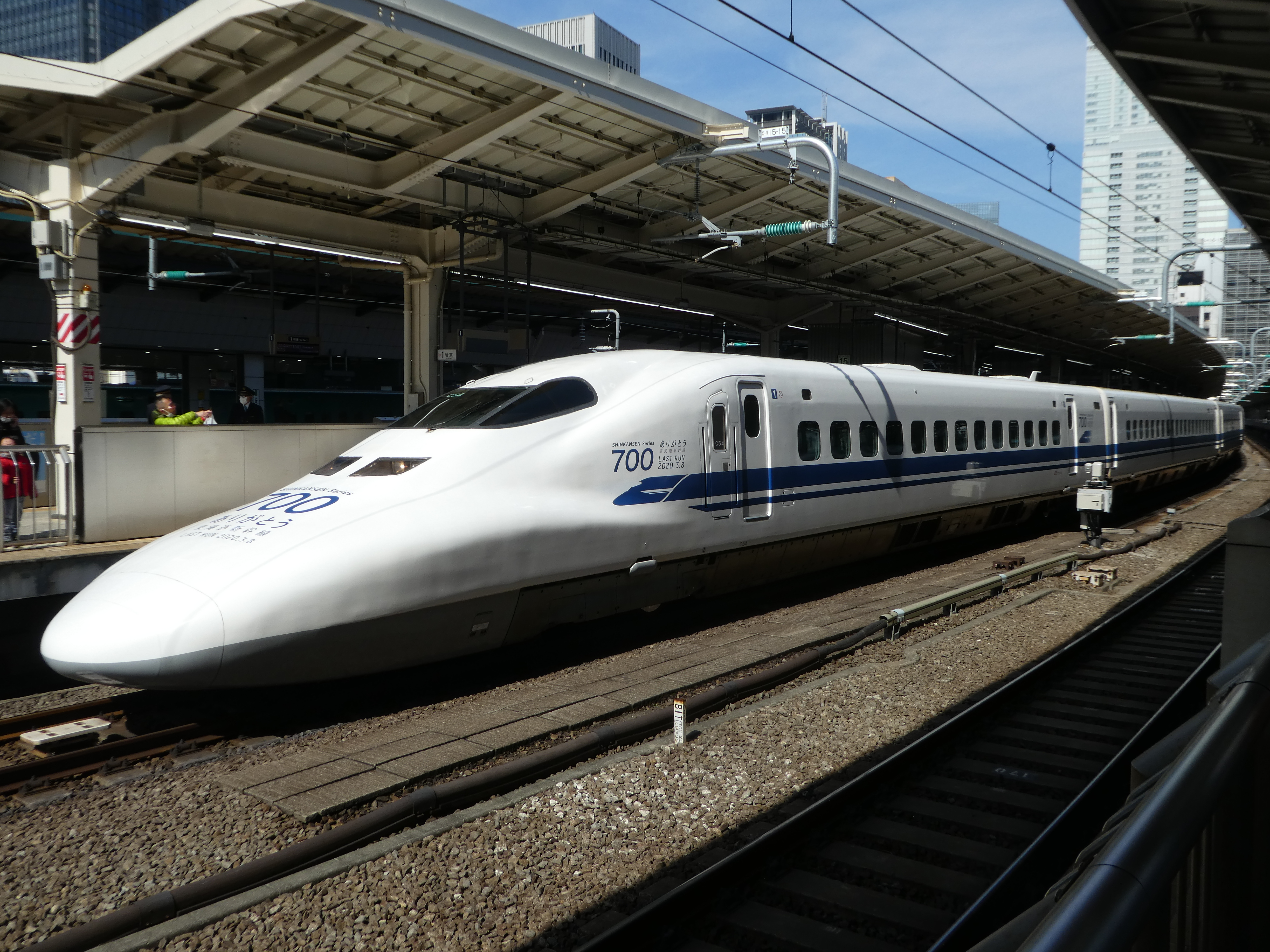
700系C54編成ラストラン装飾
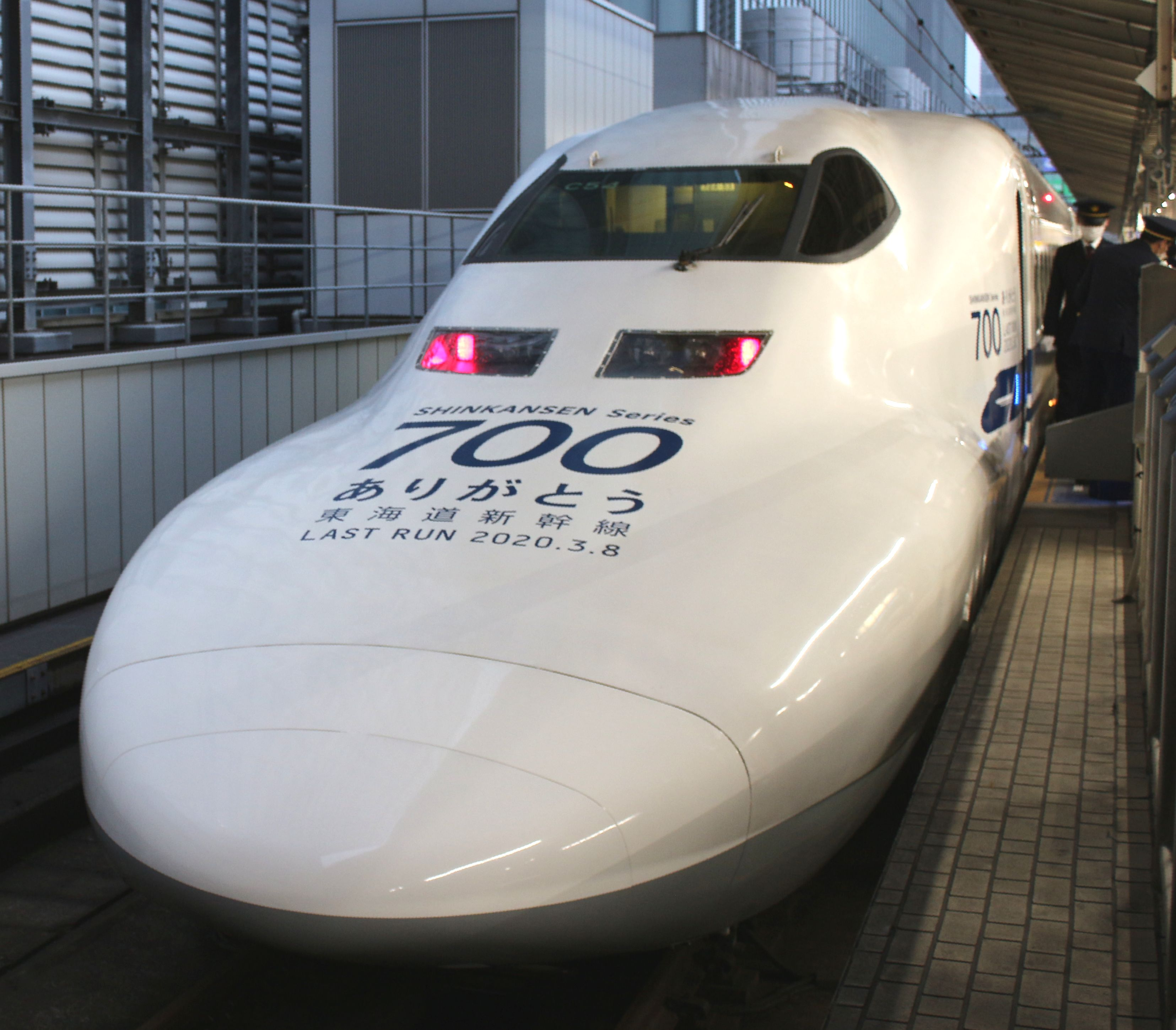
ありがとう700系装飾（ヘッドマーク）
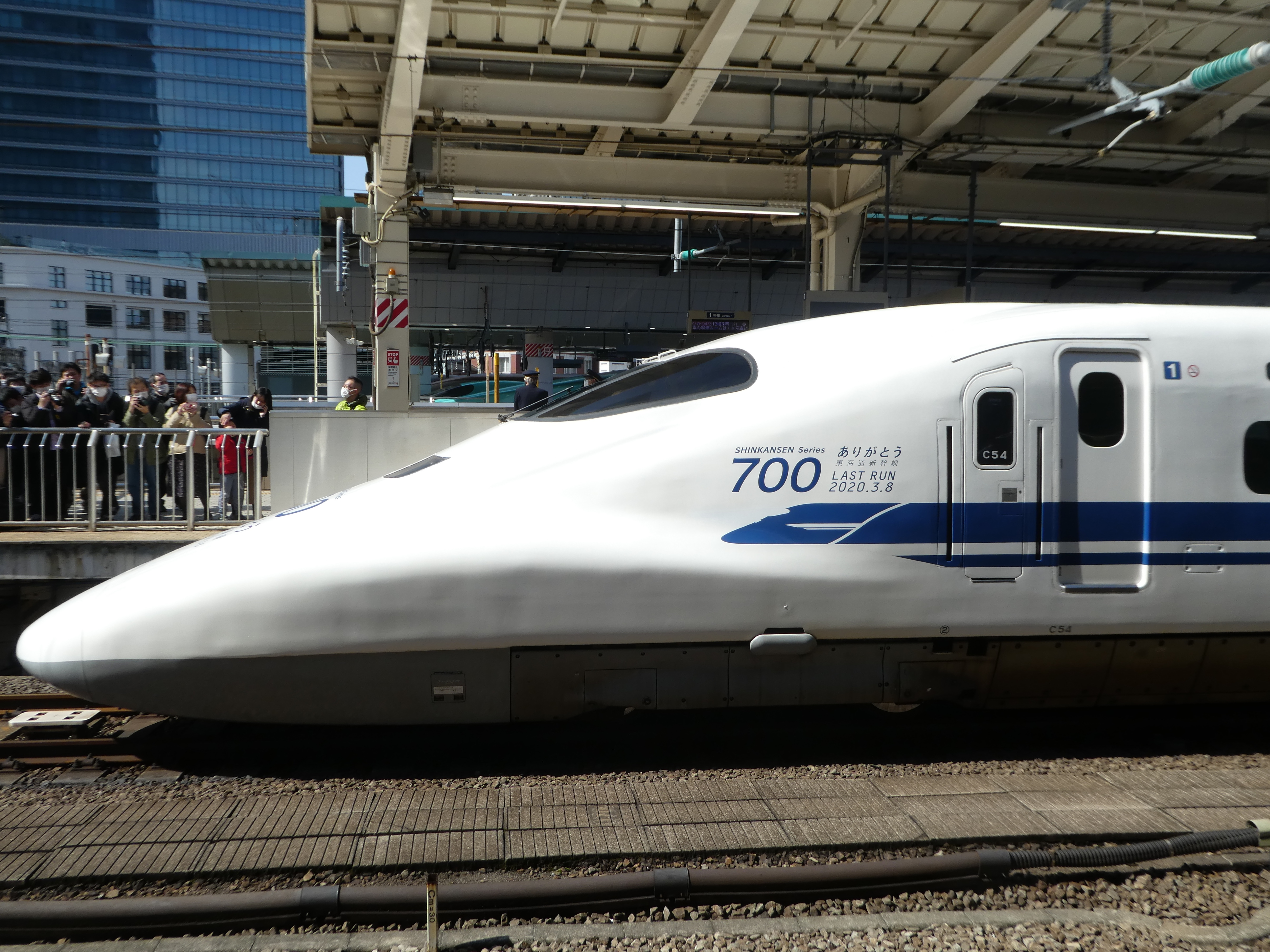
ありがとう700系装飾（サイドステッカー、先頭車）
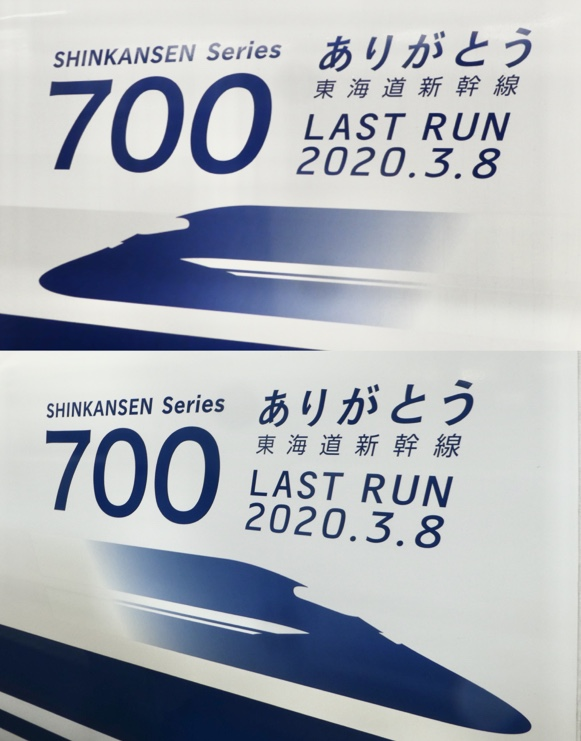
ありがとう700系装飾（サイドステッカー、中間車）

### B編成（3000番台）

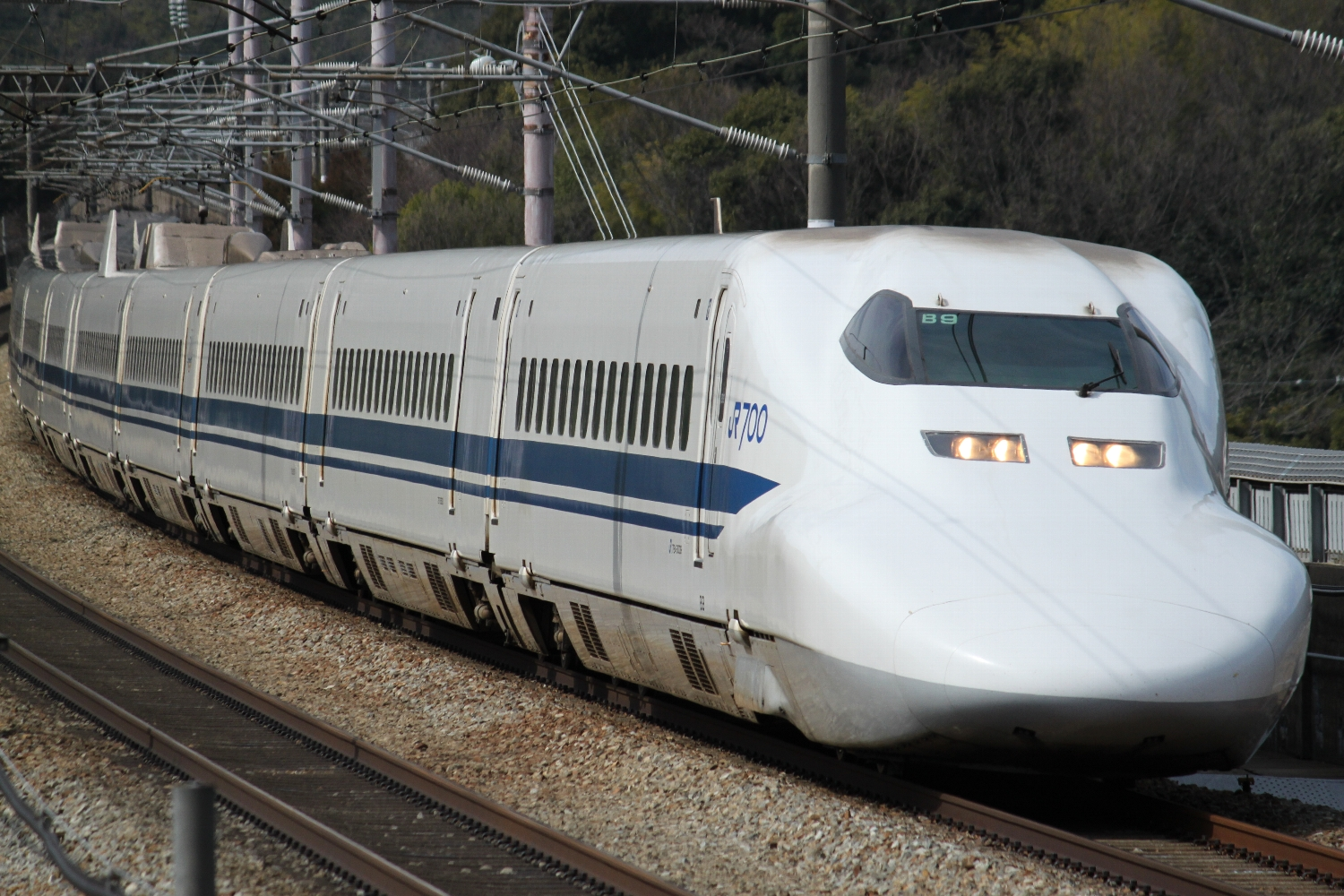
「のぞみ」16号として運用される、700系3000番台 B9編成
（2010年3月3日 岡山駅 - 相生駅間）

2001年に、100系V編成「グランドひかり」を置き換えるために3編成が製造された。当初「ひかり」での運用だったが、2003年10月の品川開業ダイヤ改正で、「のぞみ」の運転本数が大幅に増えたことにより「のぞみ」にも使用された。2012年3月17日改正で定期「のぞみ」運用から離脱し、以後臨時「のぞみ」や定期「ひかり」「こだま」で運用された。
2019年12月20日の上り「のぞみ」180号（充当編成：B6編成）、同年12月22日の下り「のぞみ」189号（充当編成：B14編成）をもって、東京駅 - 博多駅間での「のぞみ」への充当が終了、2020年2月28日の上り「のぞみ」374号、下り「のぞみ」399号（両方ともB4編成が充当）をもって東海道新幹線東京駅 - 新大阪駅間での運用を終了、同年3月13日には山陽新幹線内でも運用（ひかり441号・B4編成）が終了、これをもって全定期運用が終了した。B編成は定期運用終了後波動用車両としてB4編成が残され、B4編成は全般検査を受け、博多総合車両所～新山口間を試運転として走行した。B4編成は喫煙車が廃止されたが、喫煙ルームが設置されず、全車禁煙車に改造された。B4編成は2020年8月8日・9日の500系の代走に使用され、この代走運用がB編成の事実上の最終運用となった。その後は営業運転に就かず、2021年2月28日付で車籍を抹消されて廃車・解体された。

## 山陽新幹線向けの編成

### E編成（7000番台）
山陽新幹線・博多南線で使用される編成（全車がJR西日本に所属）。当初は2000年3月11日改正で運行を開始した「ひかりレールスター」を中心に投入され、現在では主に山陽新幹線区間内のみを運行する「こだま」と博多南線で運用される。

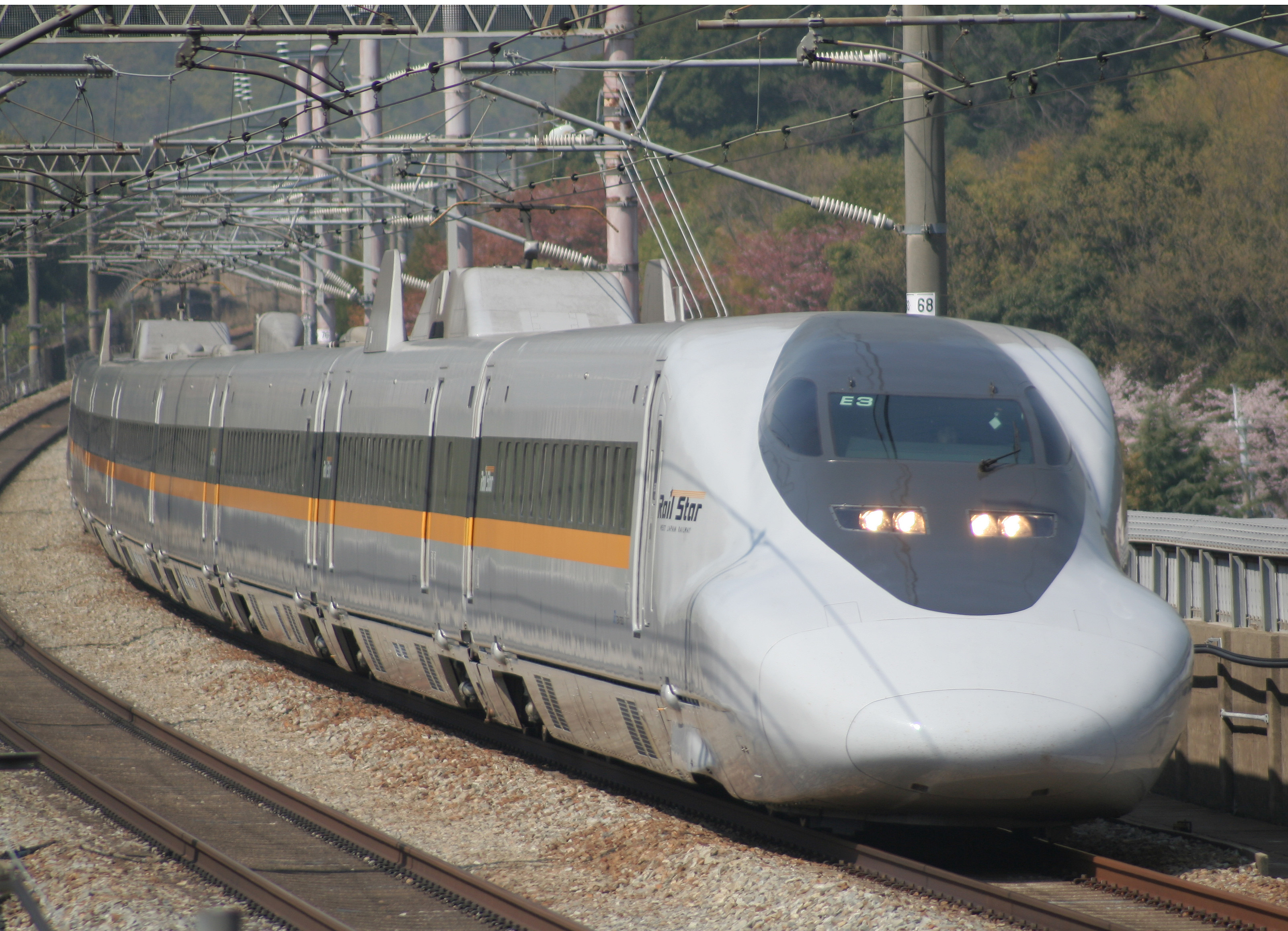
700系7000番台
（2009年4月8日 岡山駅 - 相生駅間）

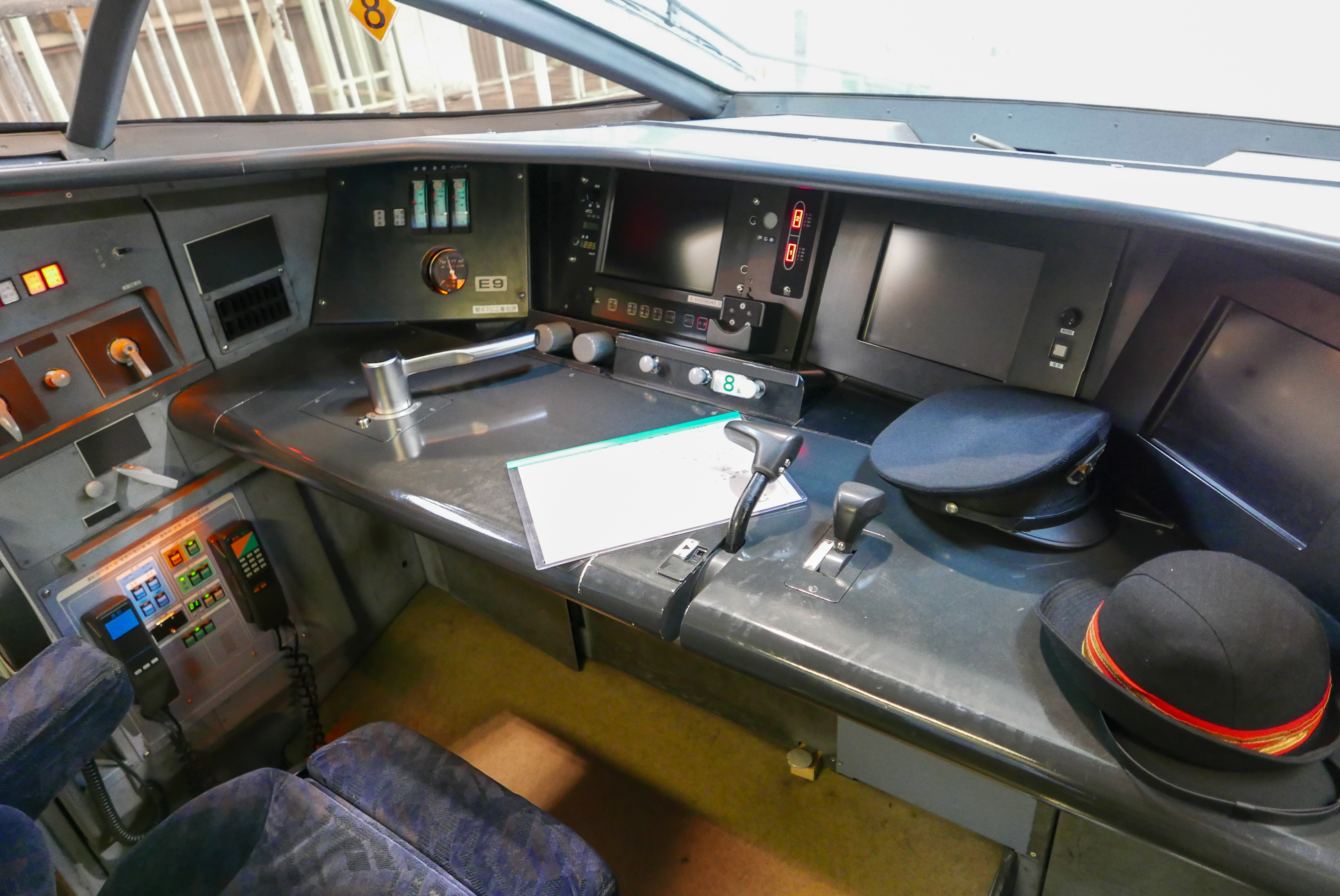
E9編成の運転台

2011年3月12日ダイヤ改正では九州新幹線博多駅 - 新八代駅間開業により山陽新幹線と九州新幹線の直通が開始されたのと引き替えに「ひかりレールスター」の本数が大幅に削減されたことから「こだま」運用が増加し、老朽化した100系5000番台を淘汰した。2012年3月17日改正ではさらに山陽区間「こだま」の運用が増え、100系5000番台の運用をすべて置き換え、「ひかりレールスター」は上り1本のみとなった。その後「ひかりレールスター」は2013年3月16日ダイヤ改正で1往復が増発され、1.5往復となったが、2022年3月ダイヤ改正で下り列車が廃止され、上り列車2本のみとなり、2023年3月改正では再び上り1本のみとなっている。
2012年3月改正以降、普通個室はこだま運用時は利用できなかったが、2020年8月6日以降一部のこだまで普通個室が利用できるようになった。博多南線では2022年8月17日以降、一部の列車で普通個室が利用できるようになった。
JR西日本では2026年度以降のN700S10編成の発注に伴い、N700系のうち10編成を16両から8両に短縮改造をする事から、山陽新幹線のこだまとして活躍している700系レールスター編成のうち約半数の8編成を置き換えるとともに、同線のこだまとして活躍している500系も2027年度までに全廃させる。

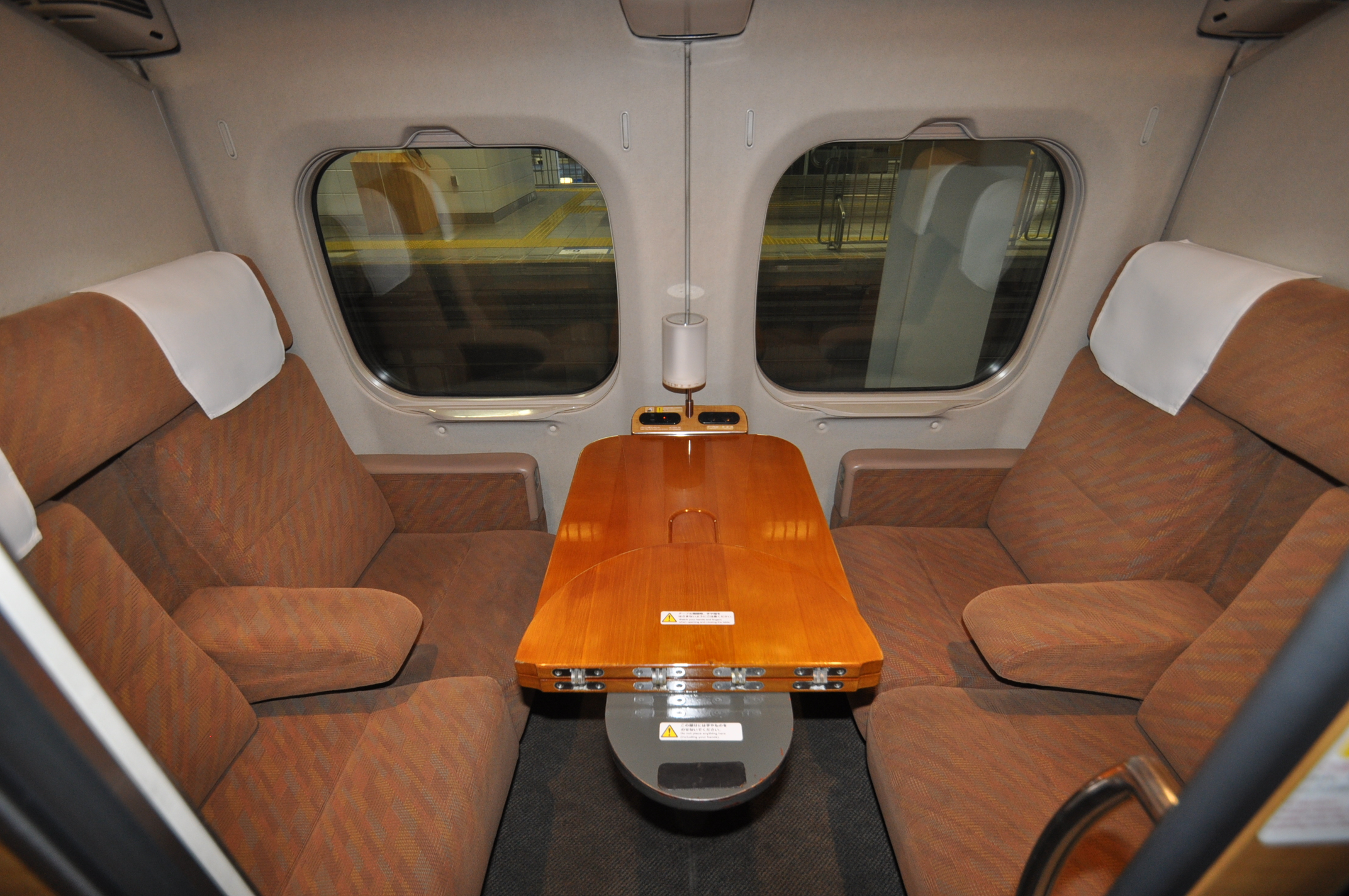
4人用普通個室
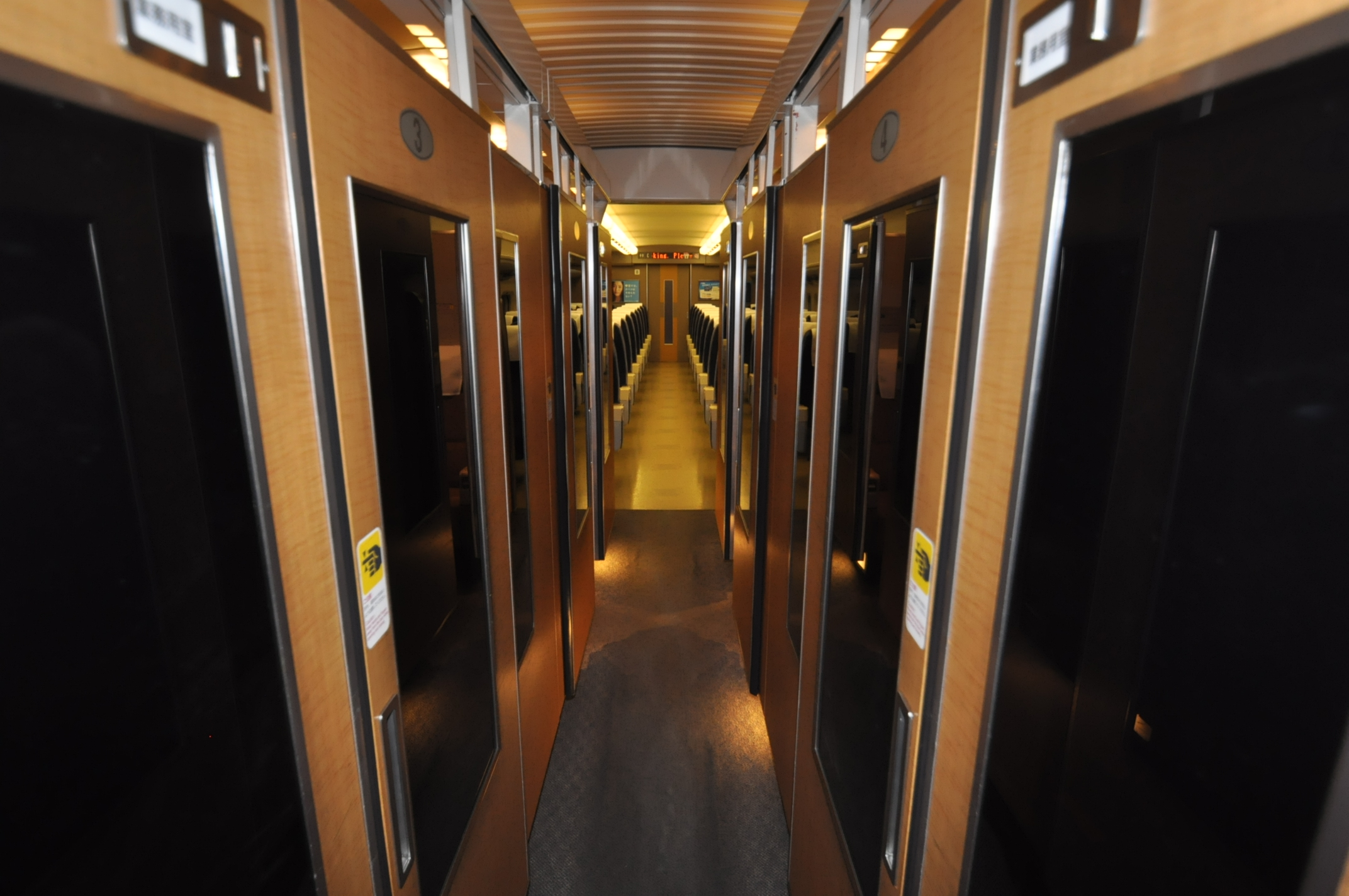
4人用普通個室（通路）
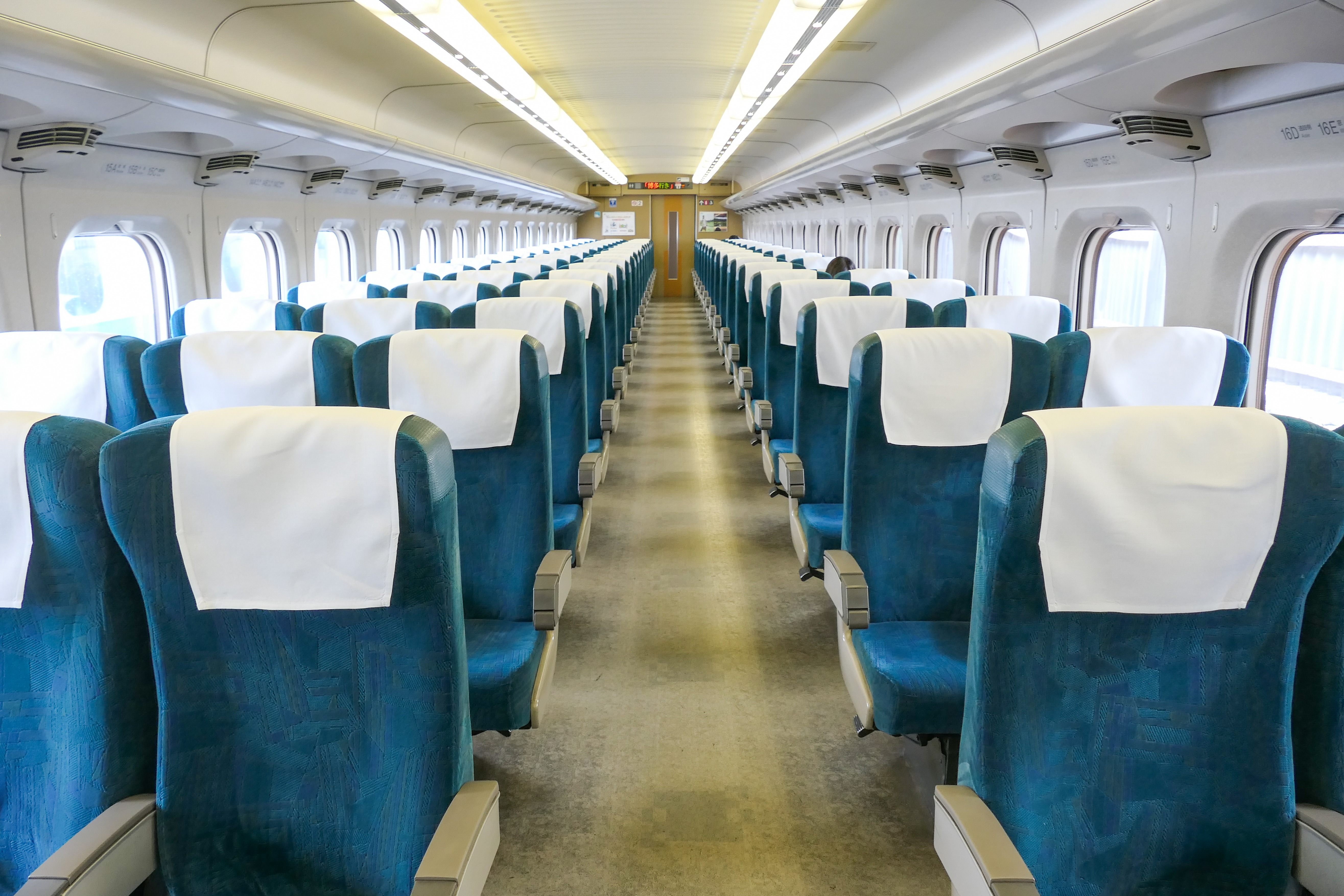
自由席 車内
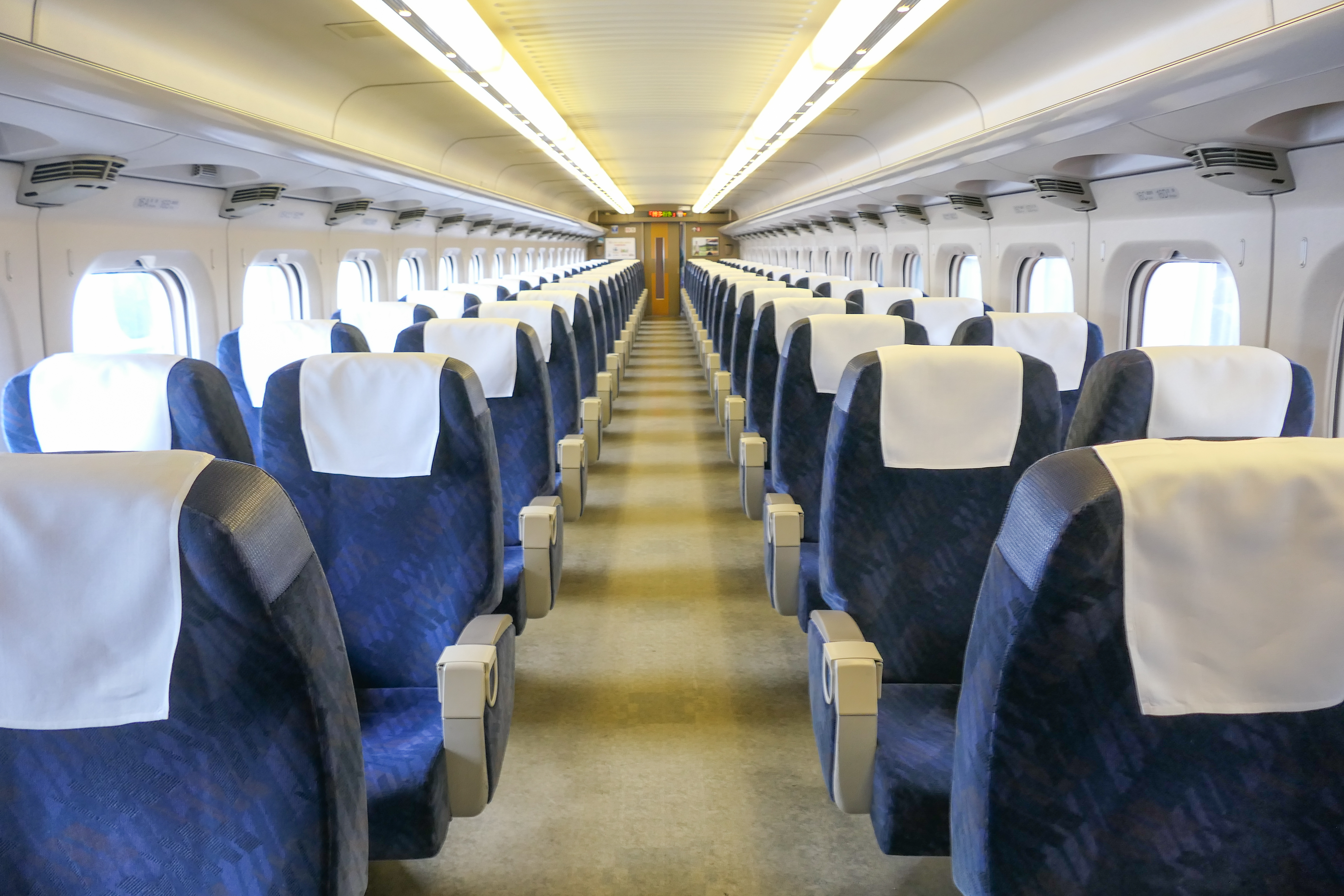
指定席（自由席運用もあり) 車内
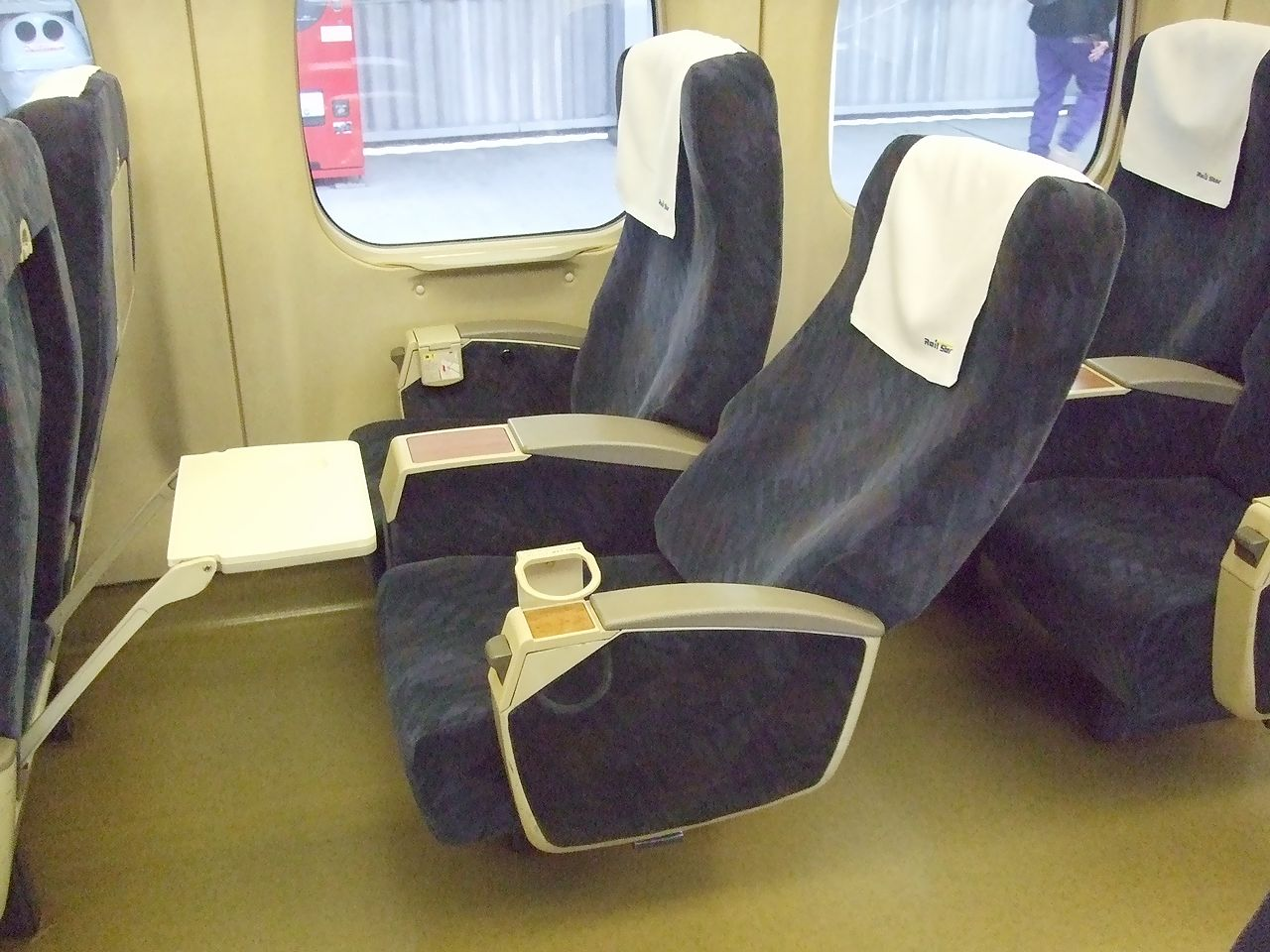
指定席 座席

## 「AMBITIOUS JAPAN!」キャンペーンとの連動企画
2003年10月1日の新幹線品川駅開業に合わせて「AMBITIOUS JAPAN!」キャンペーンが開始されるのに伴い、C編成では先頭車の側面ライン中央を切断する形で「AMBITIOUS JAPAN!」のロゴが表記され、300系を含む一部車両の客用ドア横には円形の「AMBITIOUS JAPAN!」ステッカーが貼付された。
このキャンペーンは東海道新幹線の開業40周年、2005年日本国際博覧会（愛・地球博）開催に合わせて当初の予定より延長されたが、その閉幕に伴って終了となり「AMBITIOUS JAPAN!」ステッカーも2005年9月頃より全般検査などで入場した車両から順次撤去され、同年10月末には全編成の撤去が完了した。
なお、リニア・鉄道館の2019年度冬のイベント、「ありがとう700系新幹線」において、2020年1月8日から3月13日、保存されている700系723-9001に、「AMBITIOUS JAPAN!」ステッカーの装飾が施された。

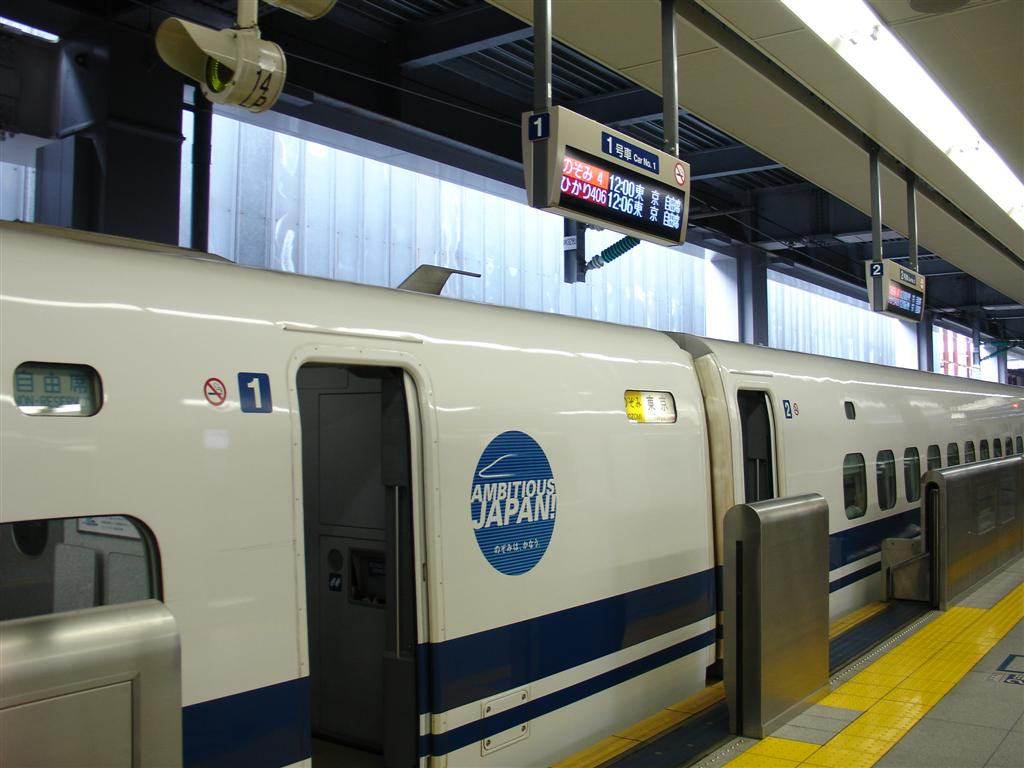
「AMBITIOUS JAPAN!」ロゴ
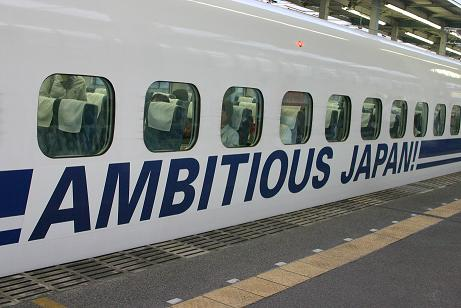
JR東海所有（C編成） （2004年8月4日 京都駅）

## ワンピース新幹線
2025年4月12日より、山陽新幹線全線開業50周年記念および、『ONE PIECE』とのコラボレーションとして7000番台を使用したオリジナルデザインの新幹線3編成を運行している。車体にデザインされるキャラクターたちは描き下ろしのイラストを使用しており、デザインは3編成とも異なる。外装だけではなく、内装も各編成毎に座席のヘッドカバー・広告枠・貫通扉・デッキ（乗降扉内側）・化粧室鏡にオリジナルイラストが施されている。なお、従前の「コラボ新幹線」である500系V2編成（ハローキティ新幹線）と異なり、客室構成そのものは従来のままとなっている。
車内チャイムには、きだたにひろしの「ウィーアー!」をアレンジしたものが使用され、一部の駅発着時にはモンキー・D・ルフィ（声：田中真弓、第1・3編成）とトニートニー・チョッパー（声：大谷育江、第2編成）が車内放送を担当する。
山陽新幹線の「こだま」定期列車に充当され、以下の運行パターンのいずれかで1日1.5往復（又は両パターン同時運行で1日3往復）運行される。運行パターンは事前に明らかにされるが、どの列車にどの編成が充当されるかは定まっていない。また、以下の列車以外でも運行されることがある。
1. 博多駅 -（840号）- 新大阪駅 -（847号）- 博多駅 -（874号）- 岡山駅
2. 岡山駅 -（835号）- 博多駅 -（850号）- 岡山駅 -（857号）- 博多駅

第1編成「せとうちブルー号」
2025年4月12日運行開始。
外観は「せとうちへの旅」をテーマに海をイメージした水色をベースカラーとし、窓沿いに白色の帯をまとい、各号車にキャラクターが描かれたものとなっている。- 700系E13編成「せとうちブルー号」

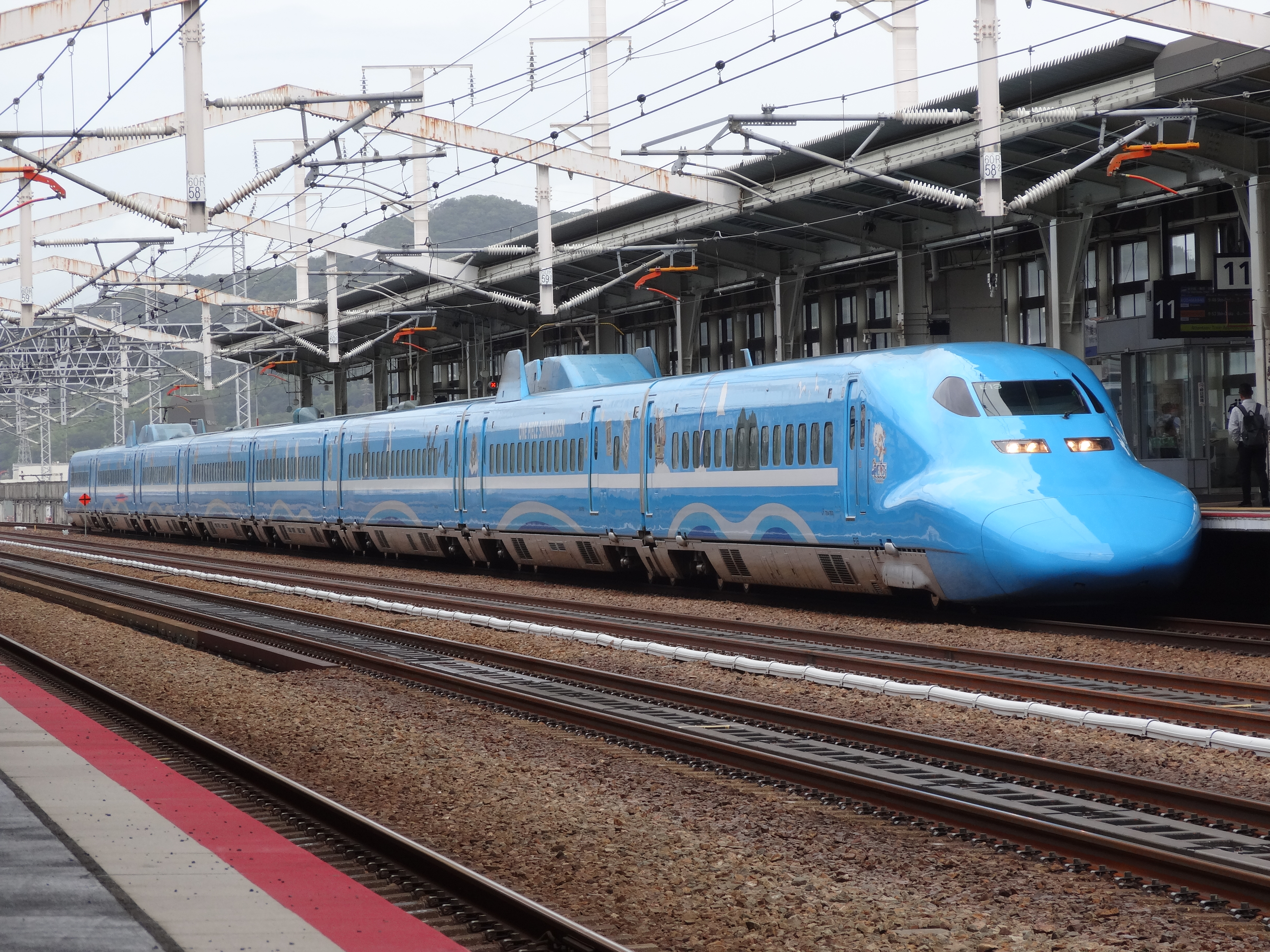
700系E13編成「せとうちブルー号」
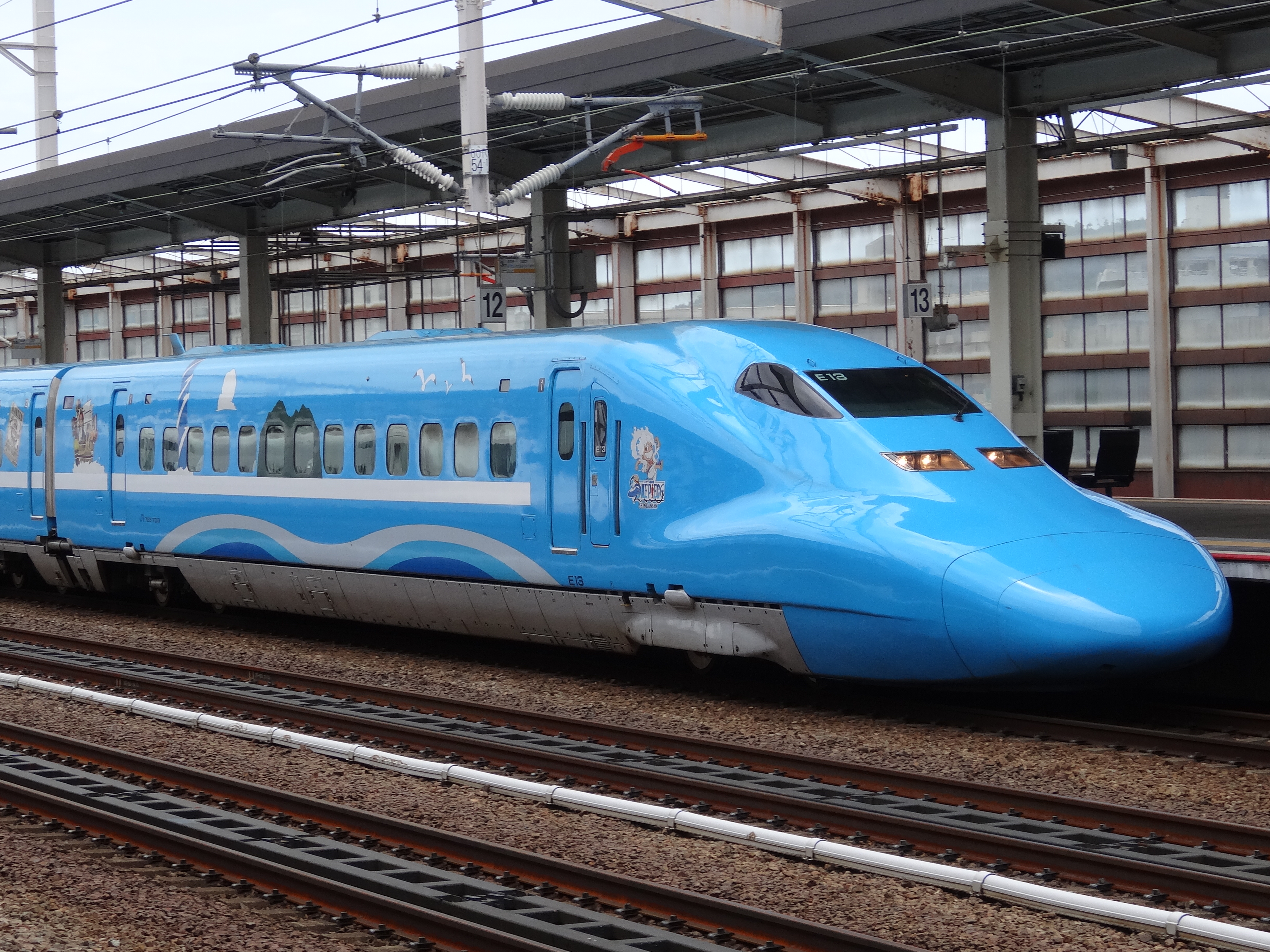
1号車（723−7013）
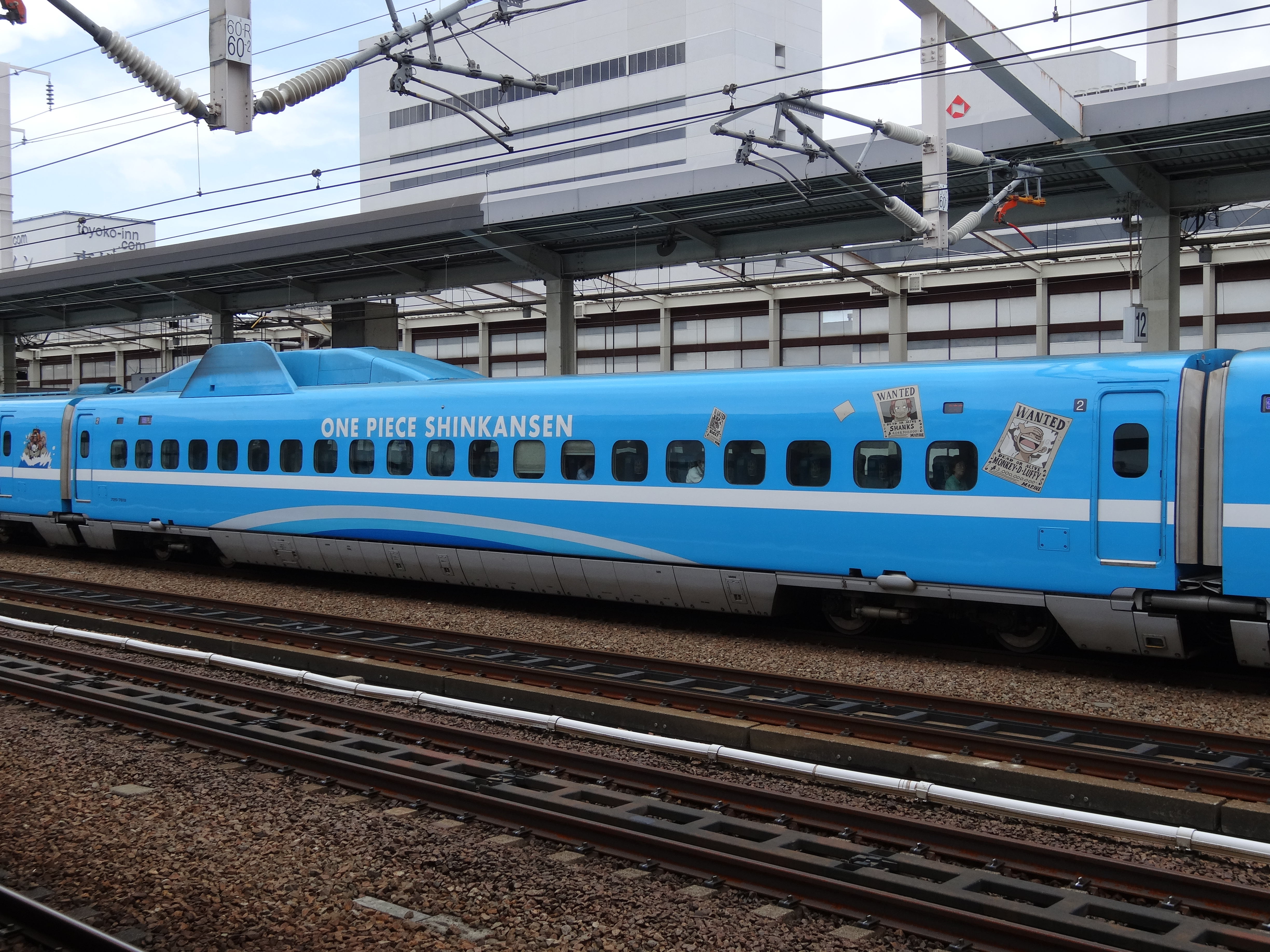
2号車（725-7613）
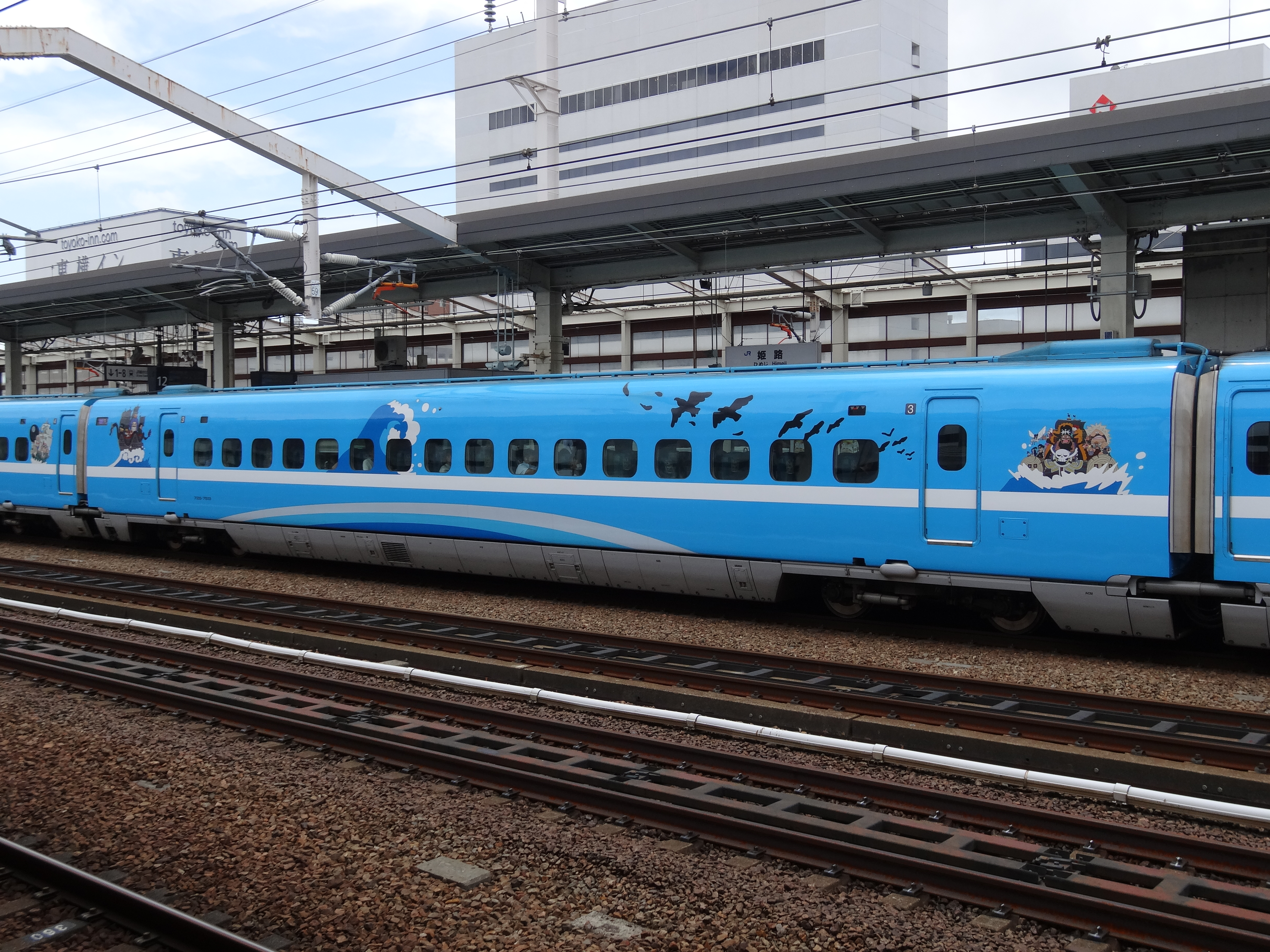
3号車（726-7513）
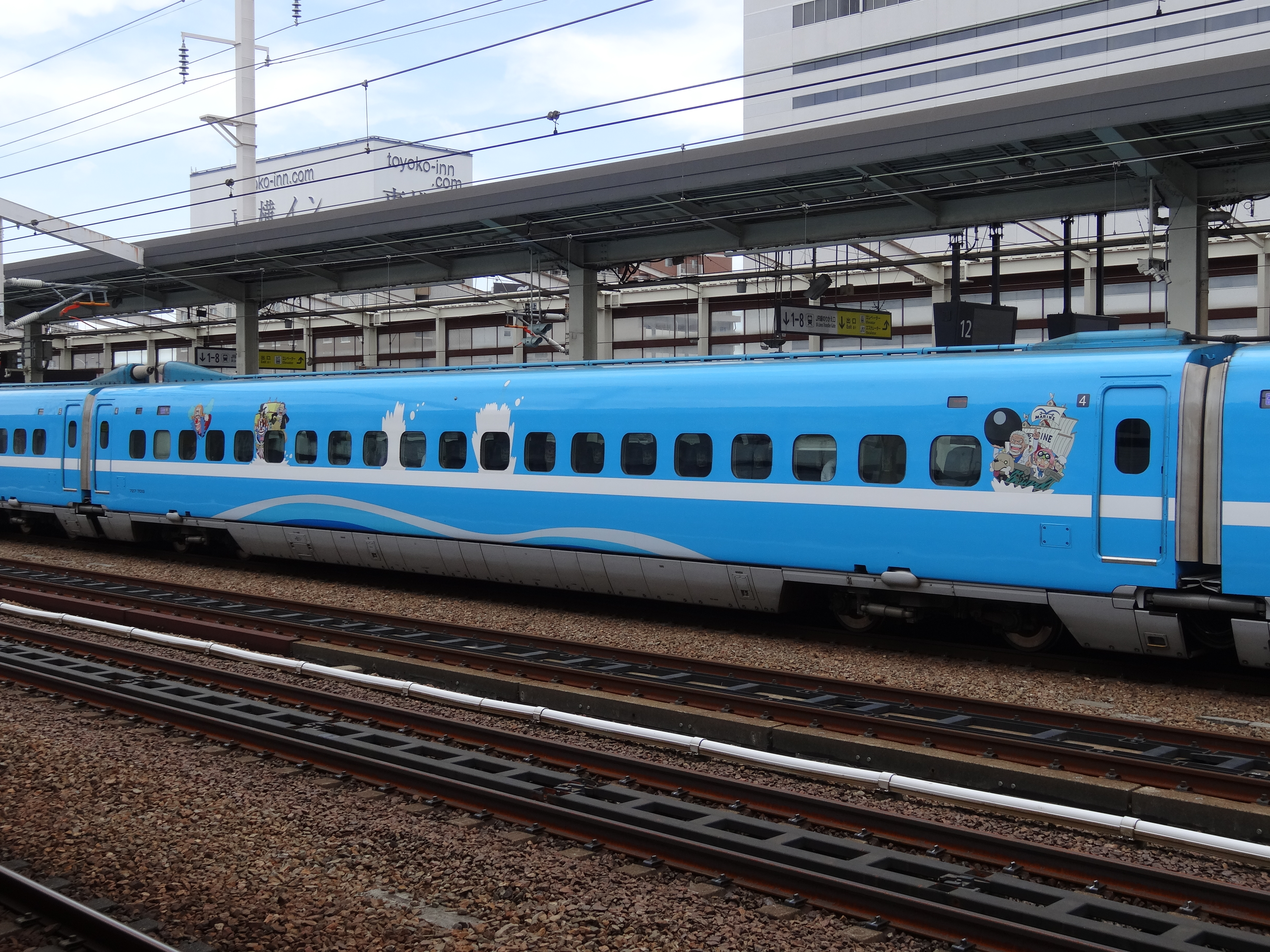
4号車（727-7013）
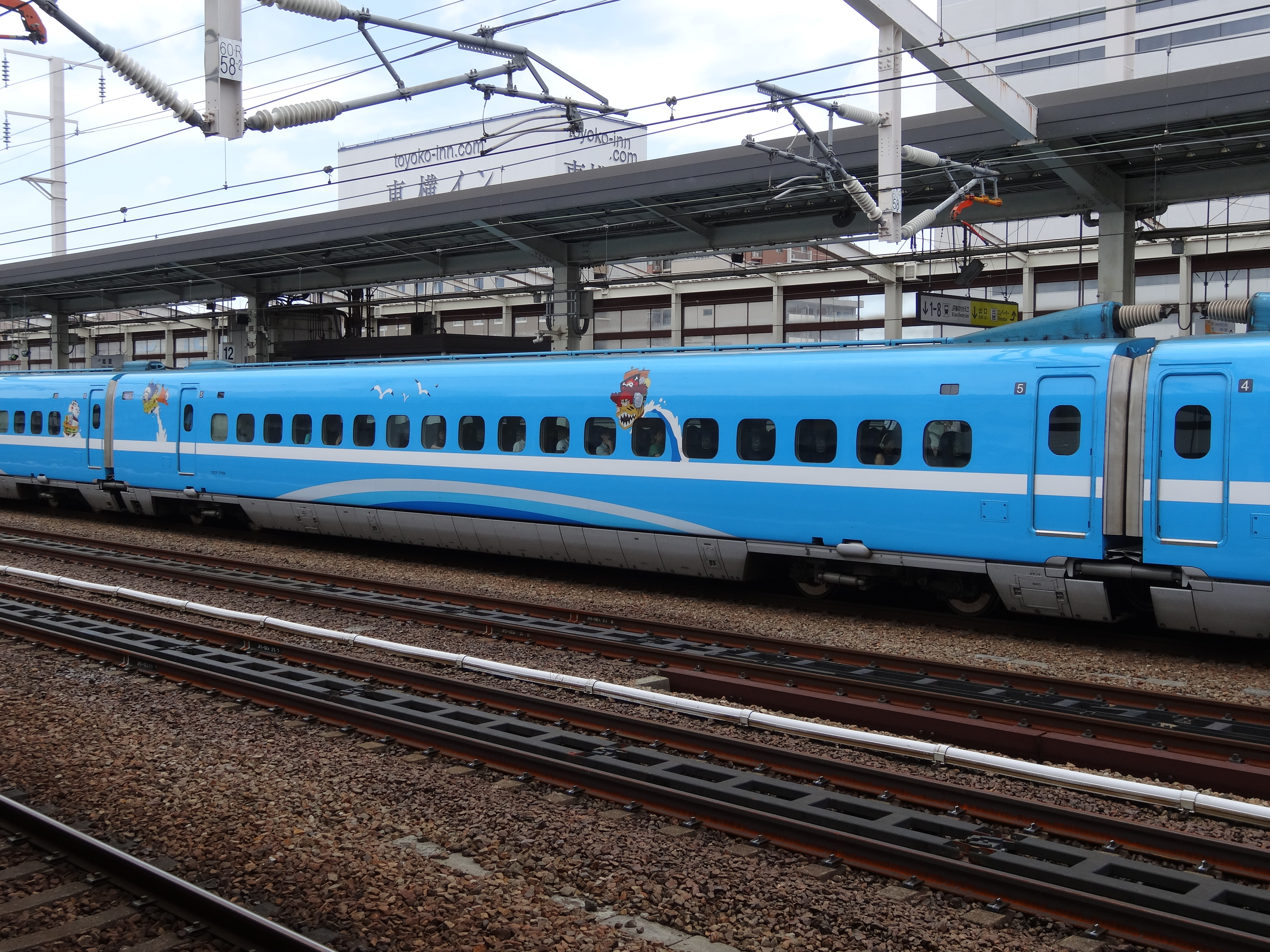
5号車（727−7113）
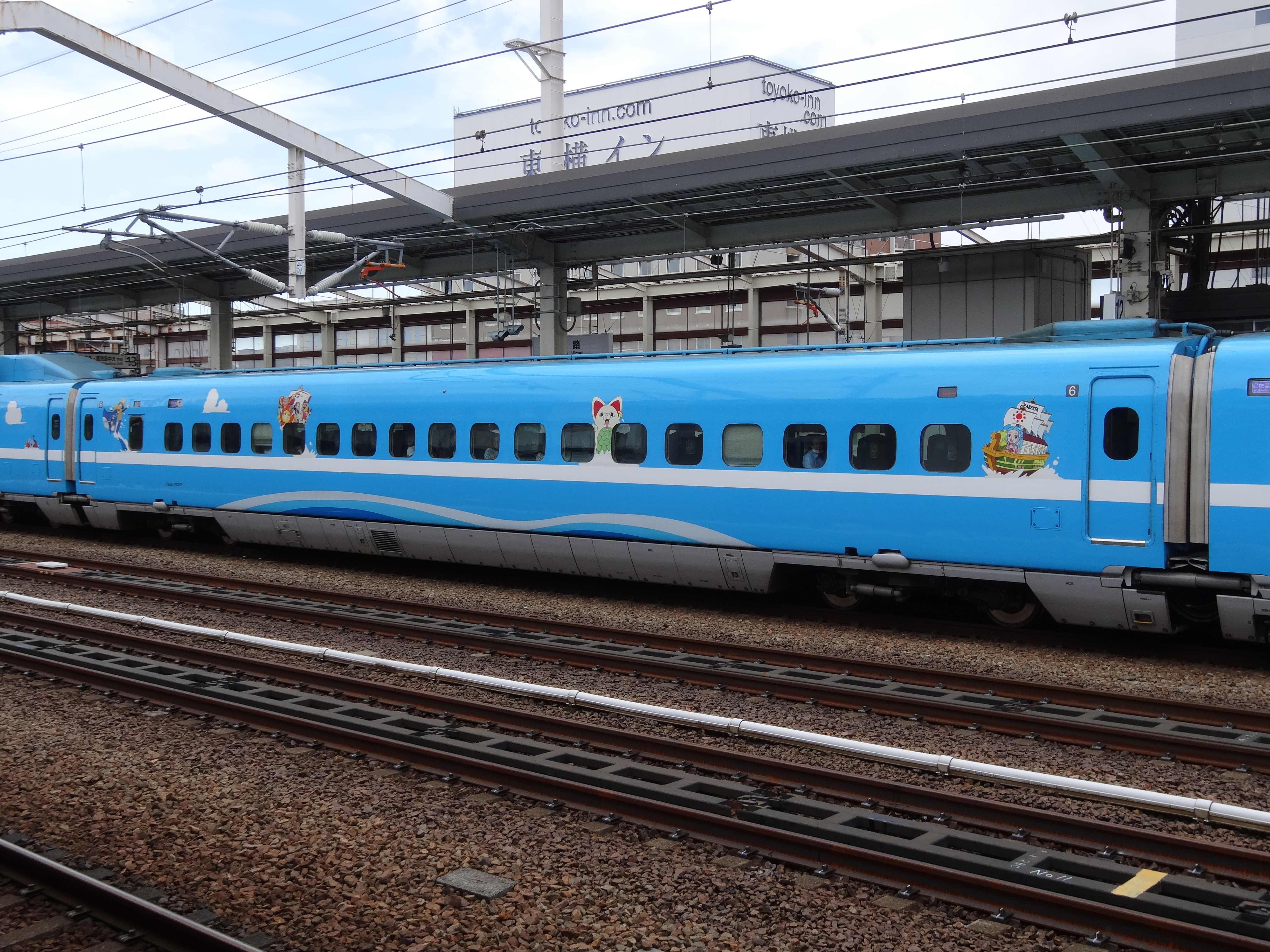
6号車（726−7013）
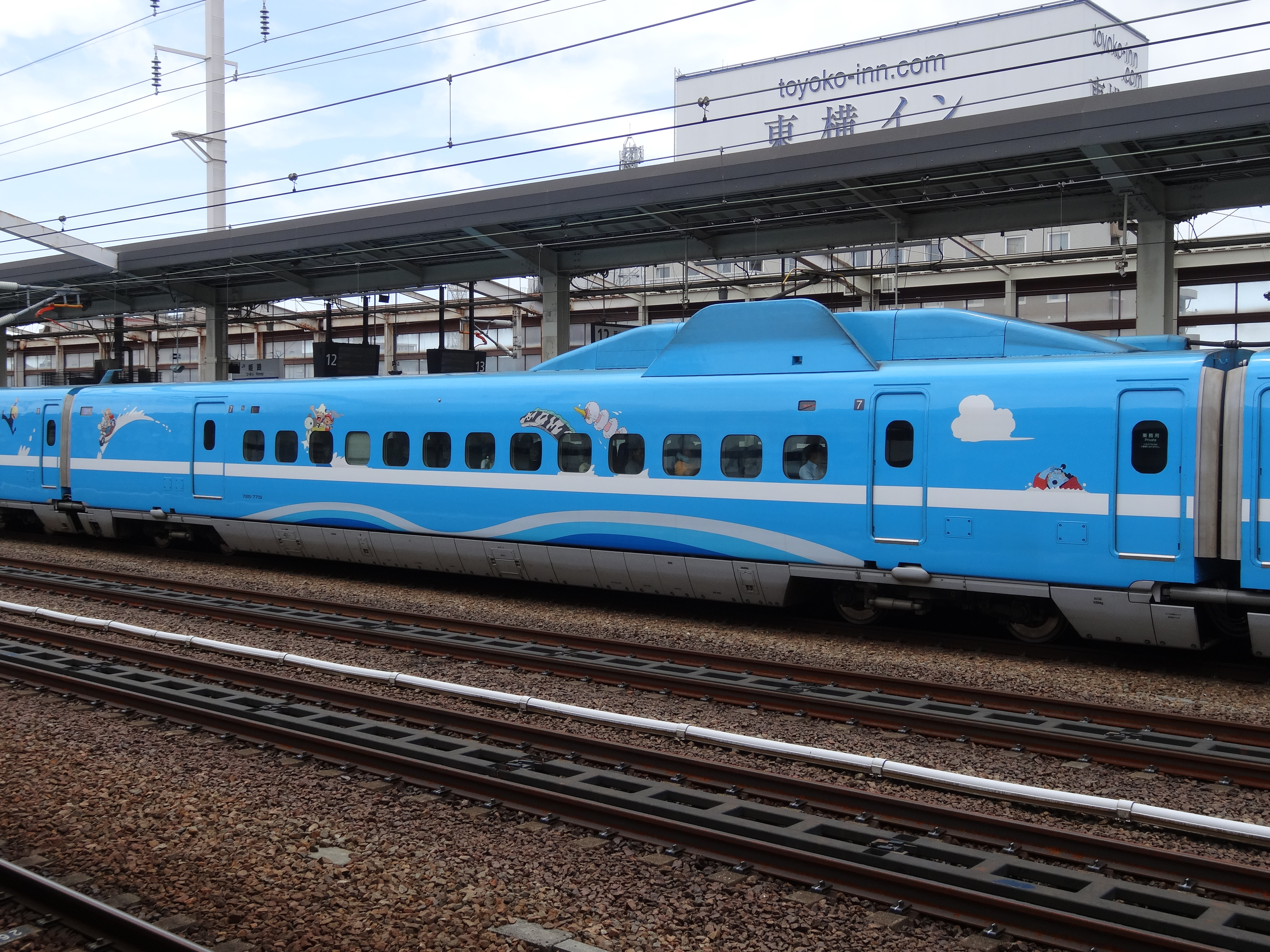
7号車（725−7713）
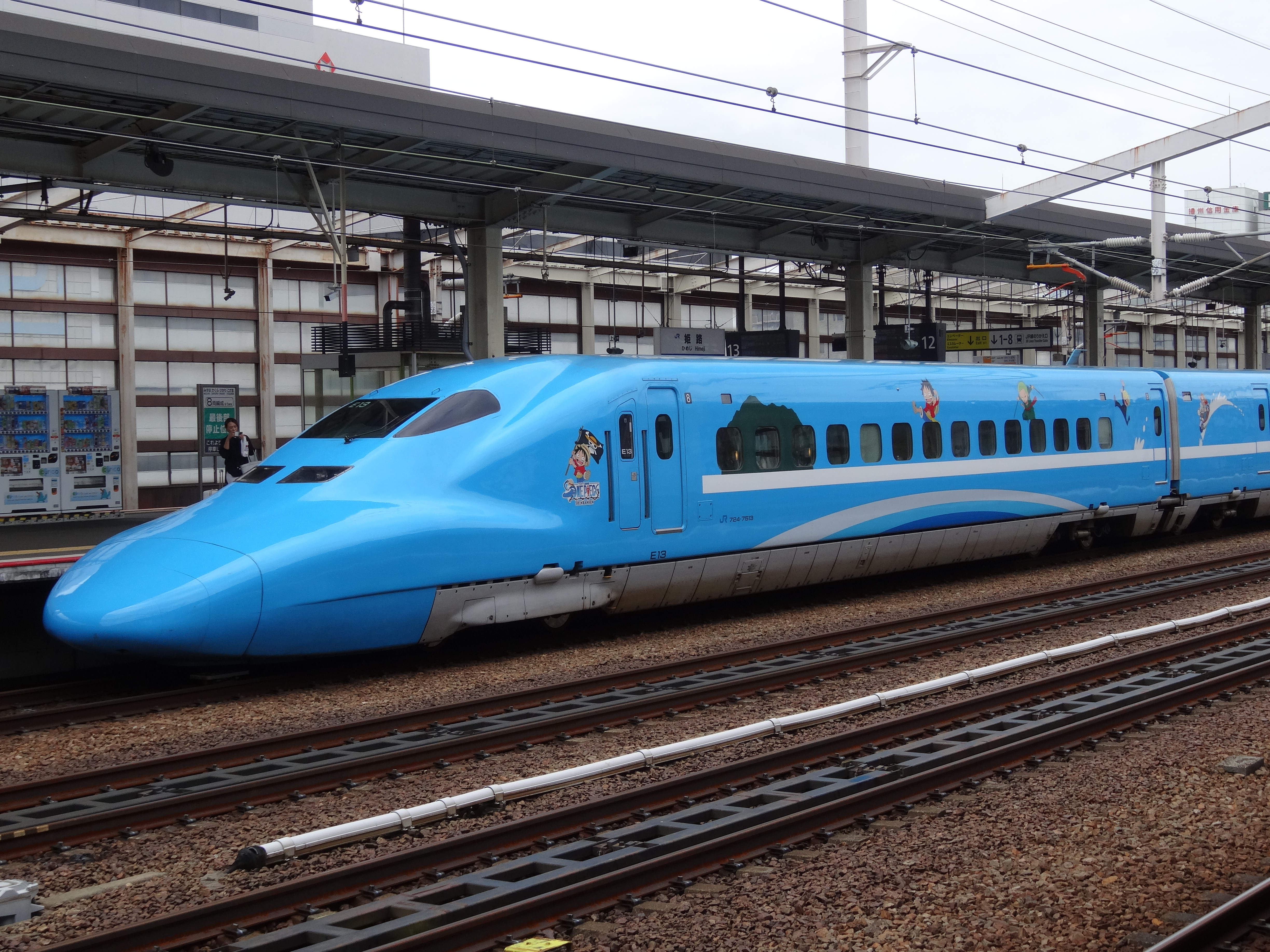
8号車（724−7513）

第2編成「トニートニー・チョッパー号」
2025年5月28日運行開始。
外観は白色をベースカラーとして、窓枠と窓下にトニートニー・チョッパーのイメージカラーであるピンクと水色の帯を纏い、偶数号車と奇数号車では塗り分けパターンが逆になる（前面の塗り分けも1号車と8号車で異なる）。各号車にチョッパーが描かれており、偶数号車の車体中央部にはチョッパーをイメージしたイラストも描かれている。- 700系E9編成「トニートニー・チョッパー号」

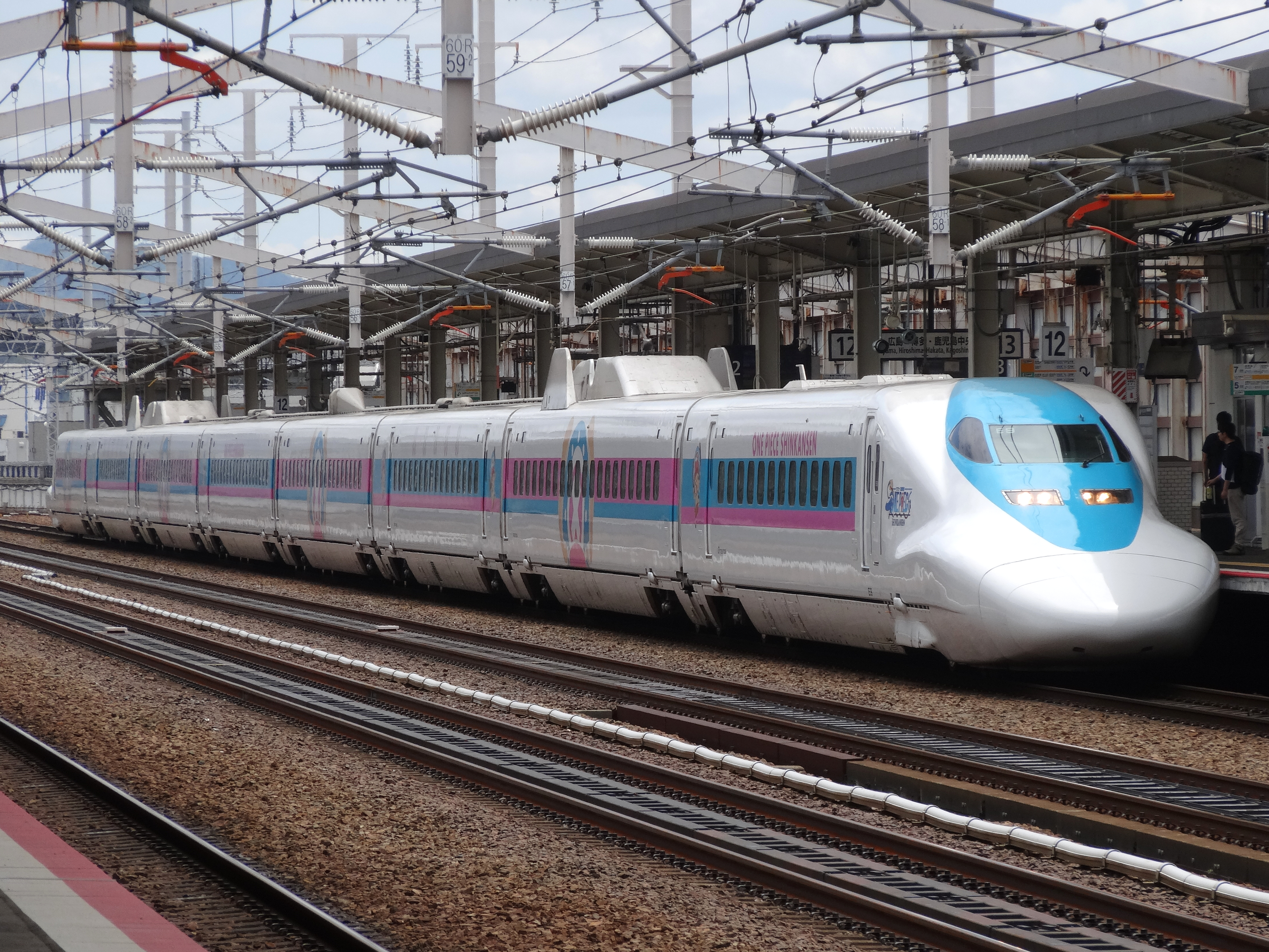
700系E9編成「トニートニー・チョッパー号」
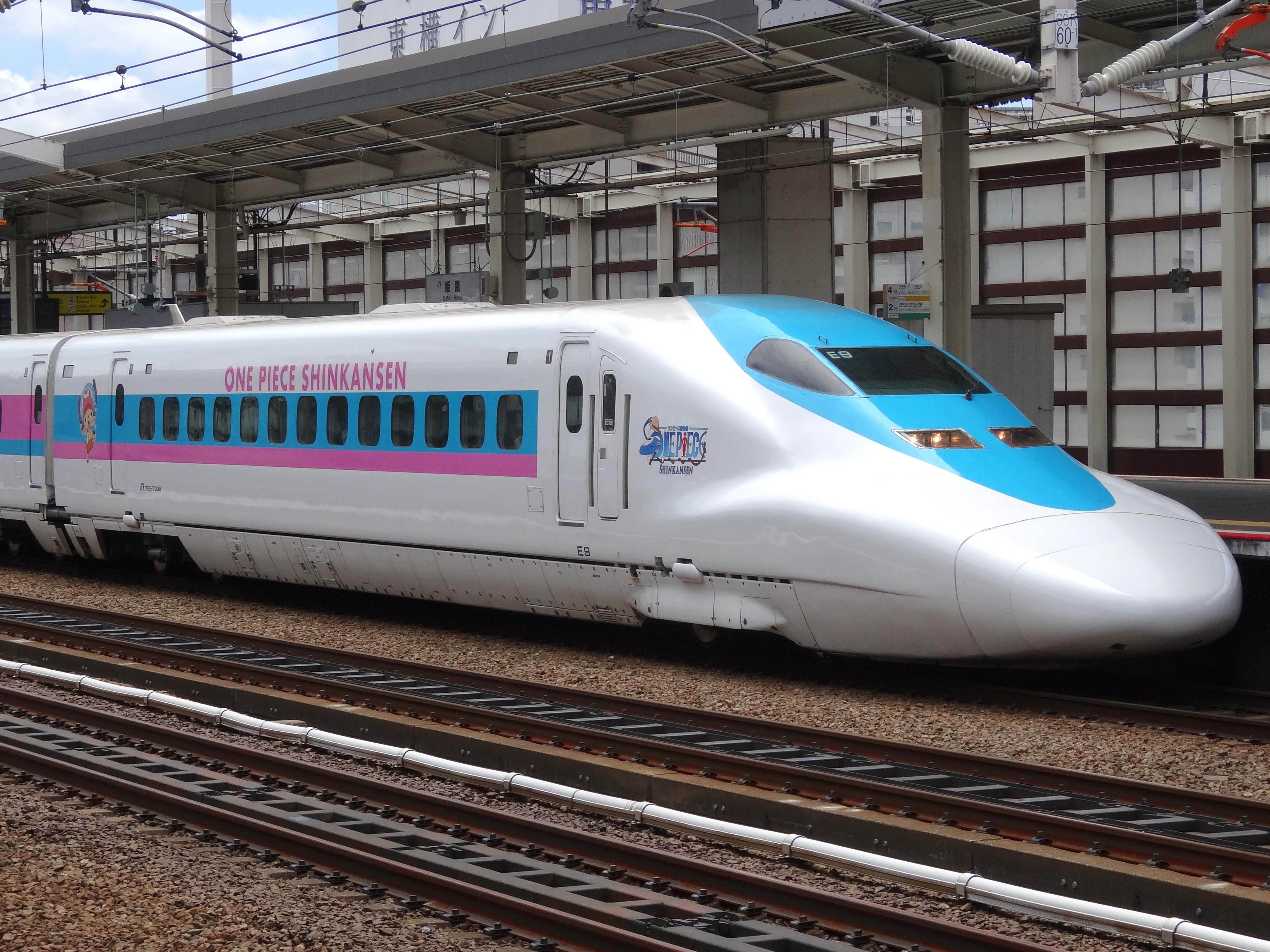
1号車（723−7009）
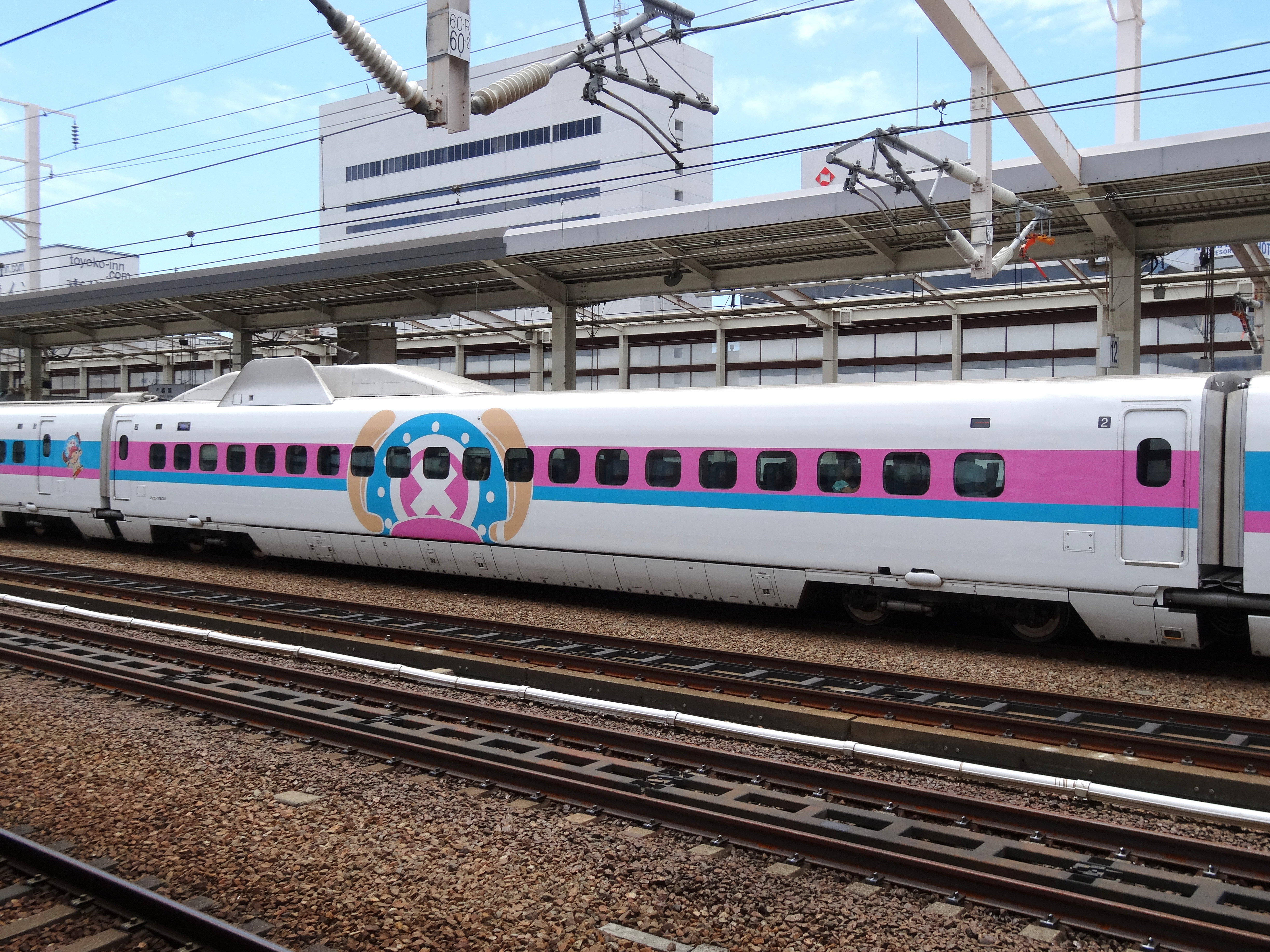
2号車（725−7609）
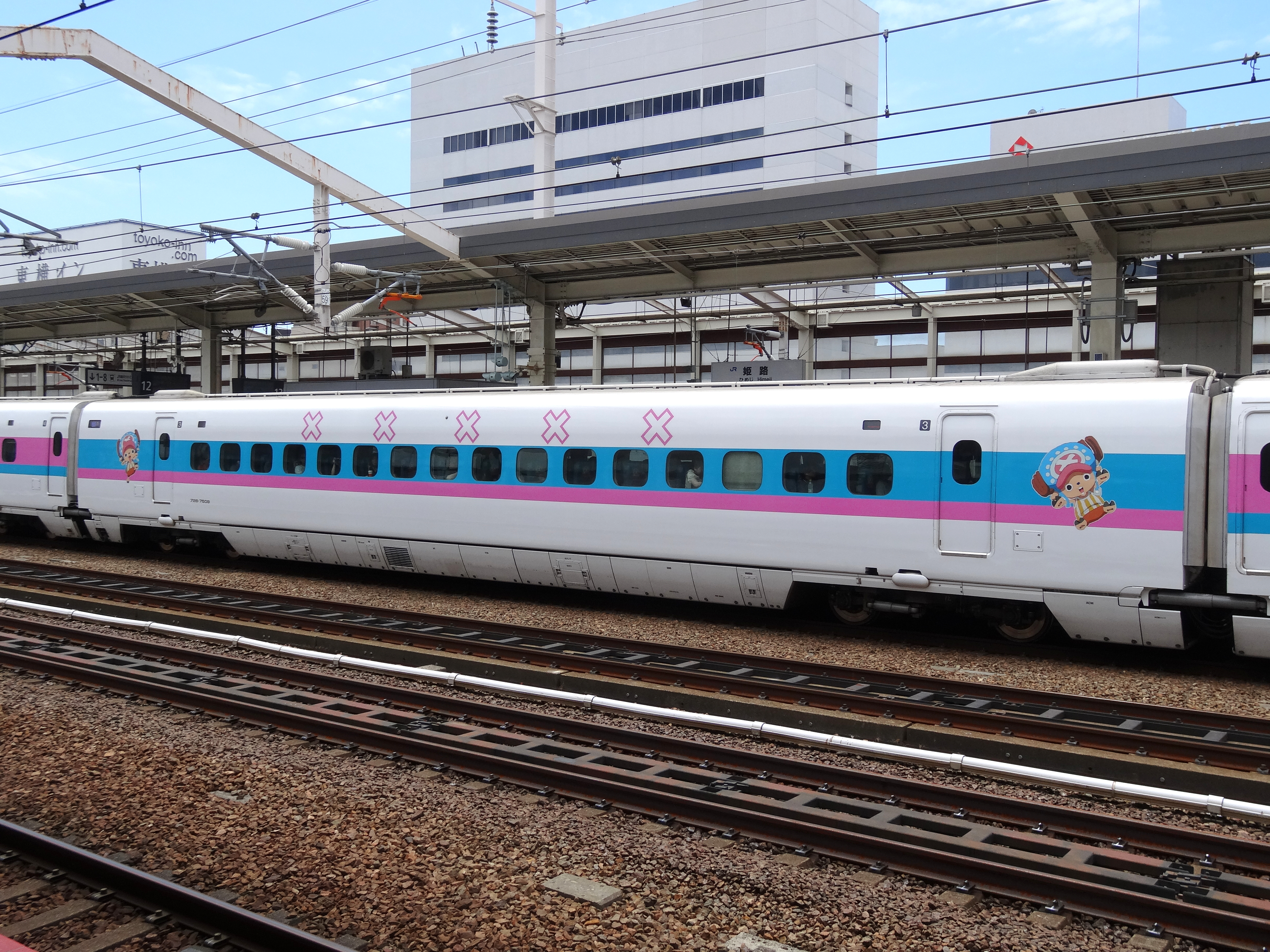
3号車（726−7509）
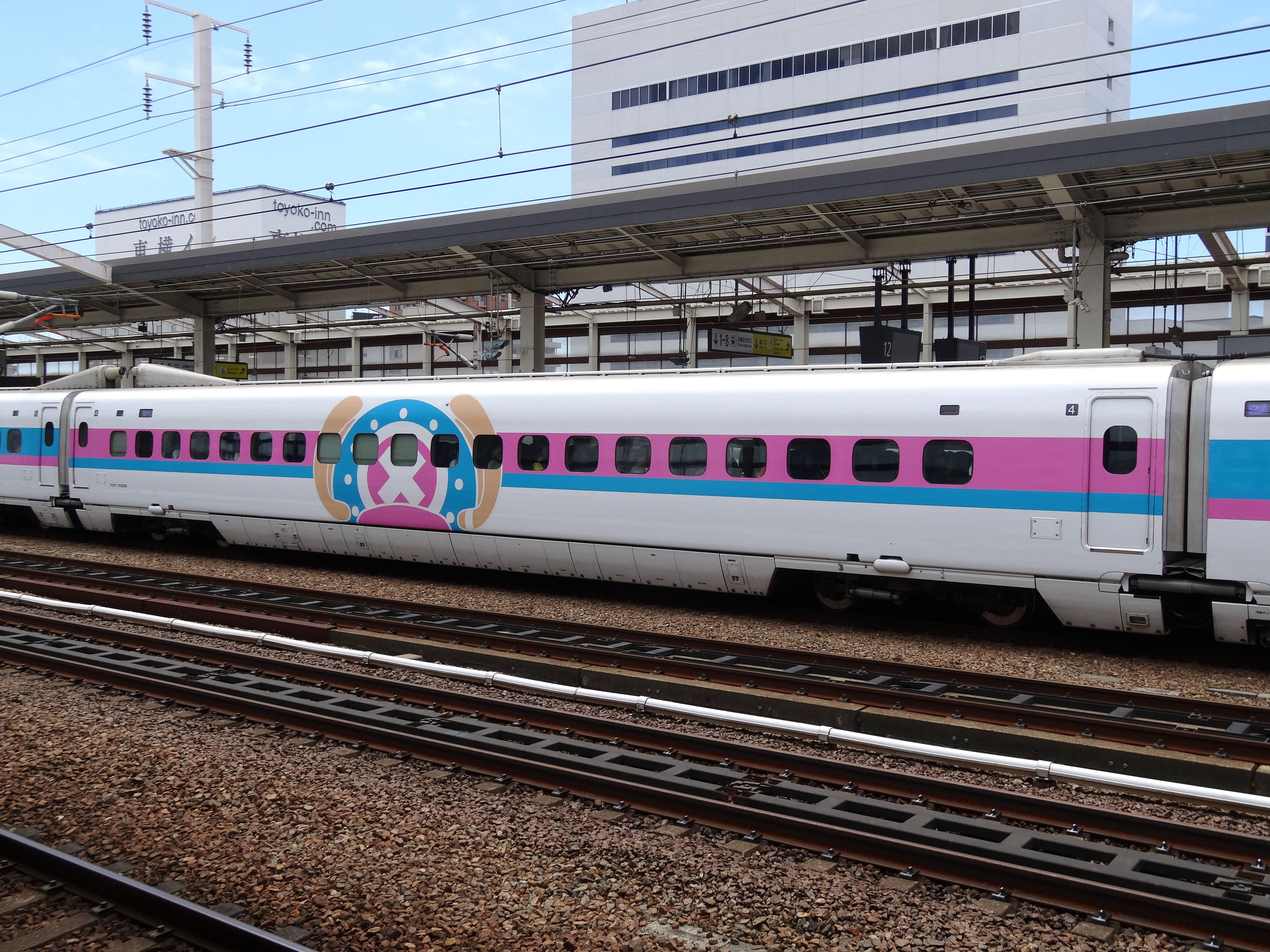
4号車（727−7009）
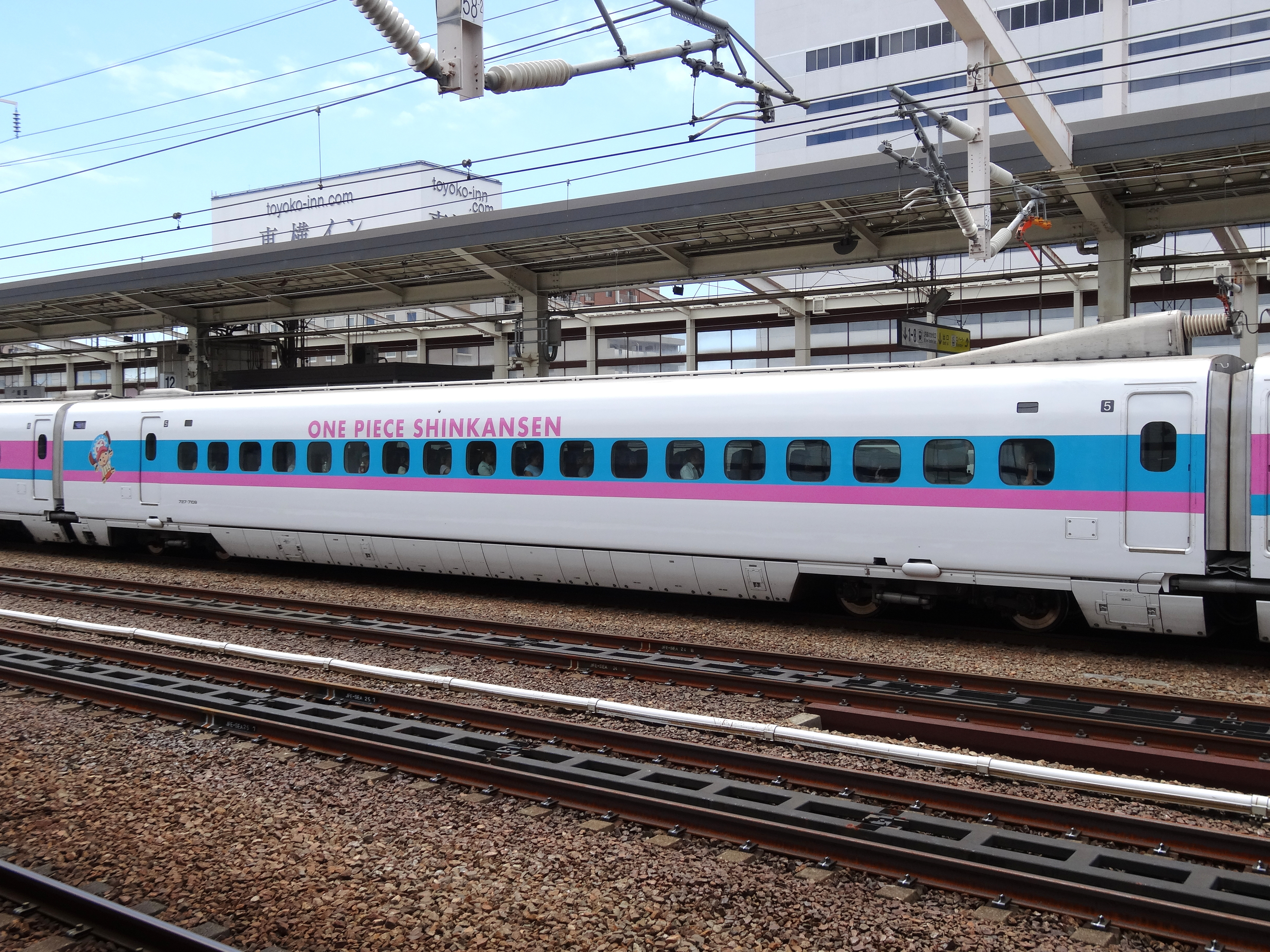
5号車（727−7109）
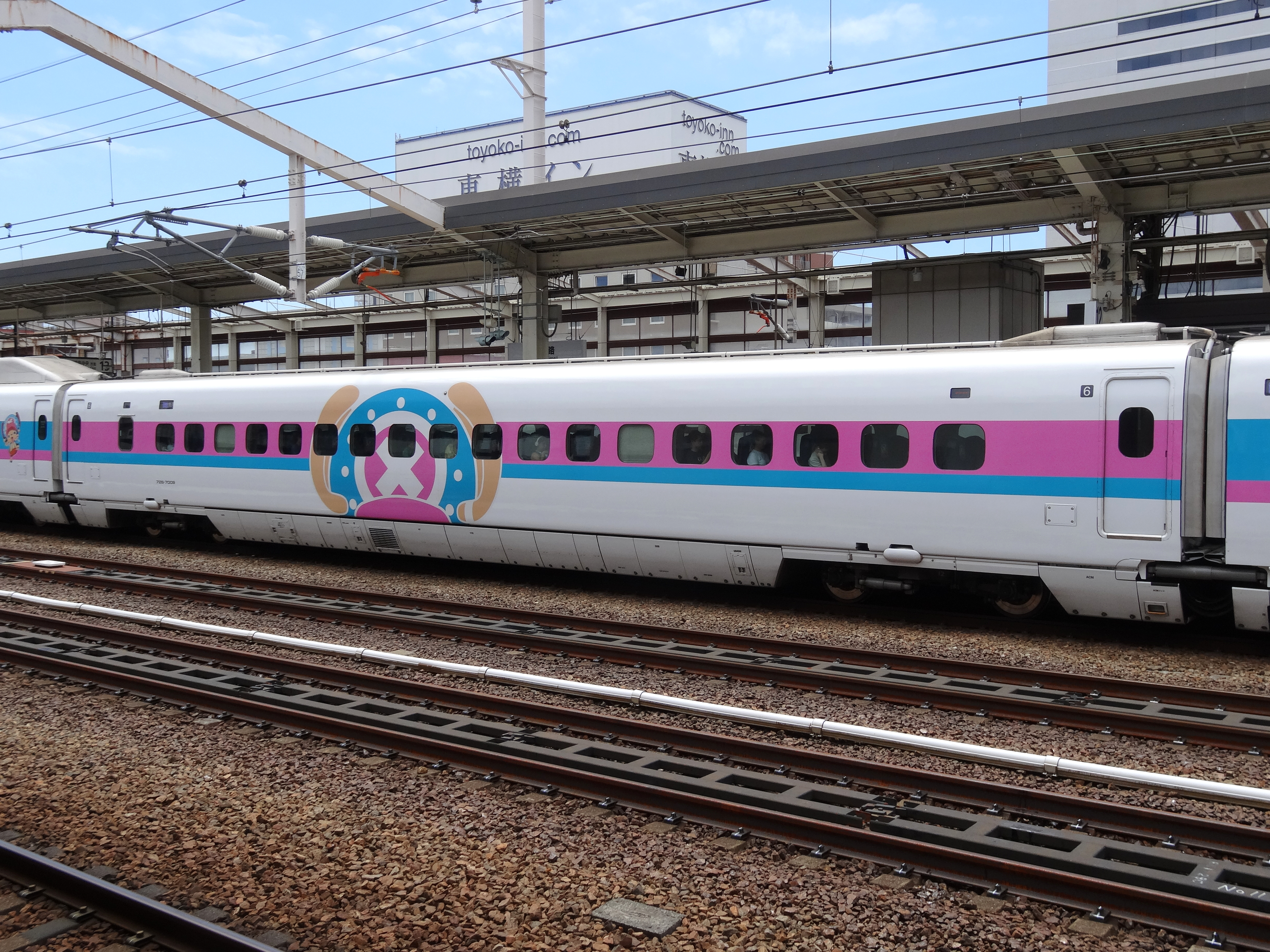
6号車（726−7009）
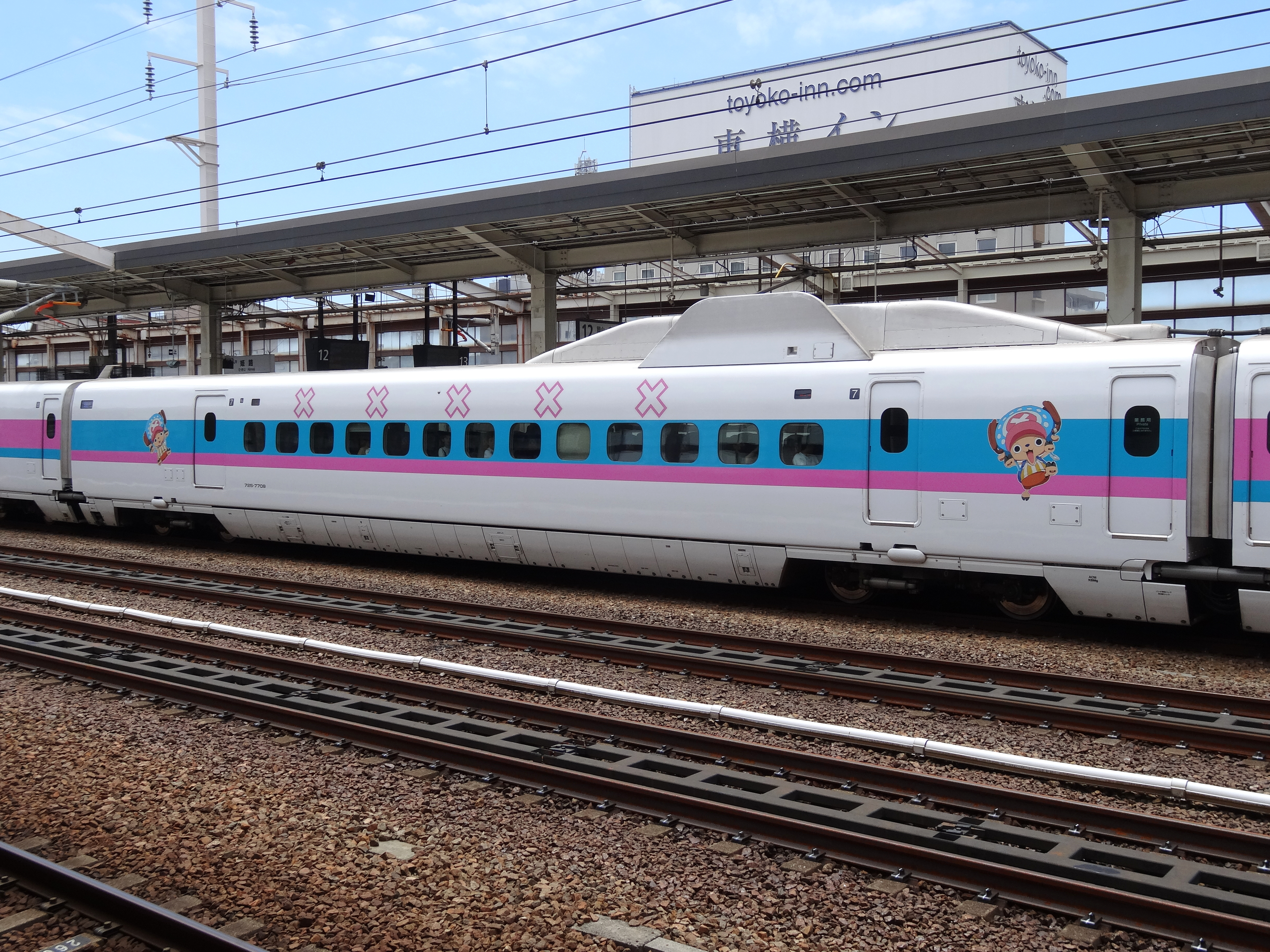
7号車（725−7709）
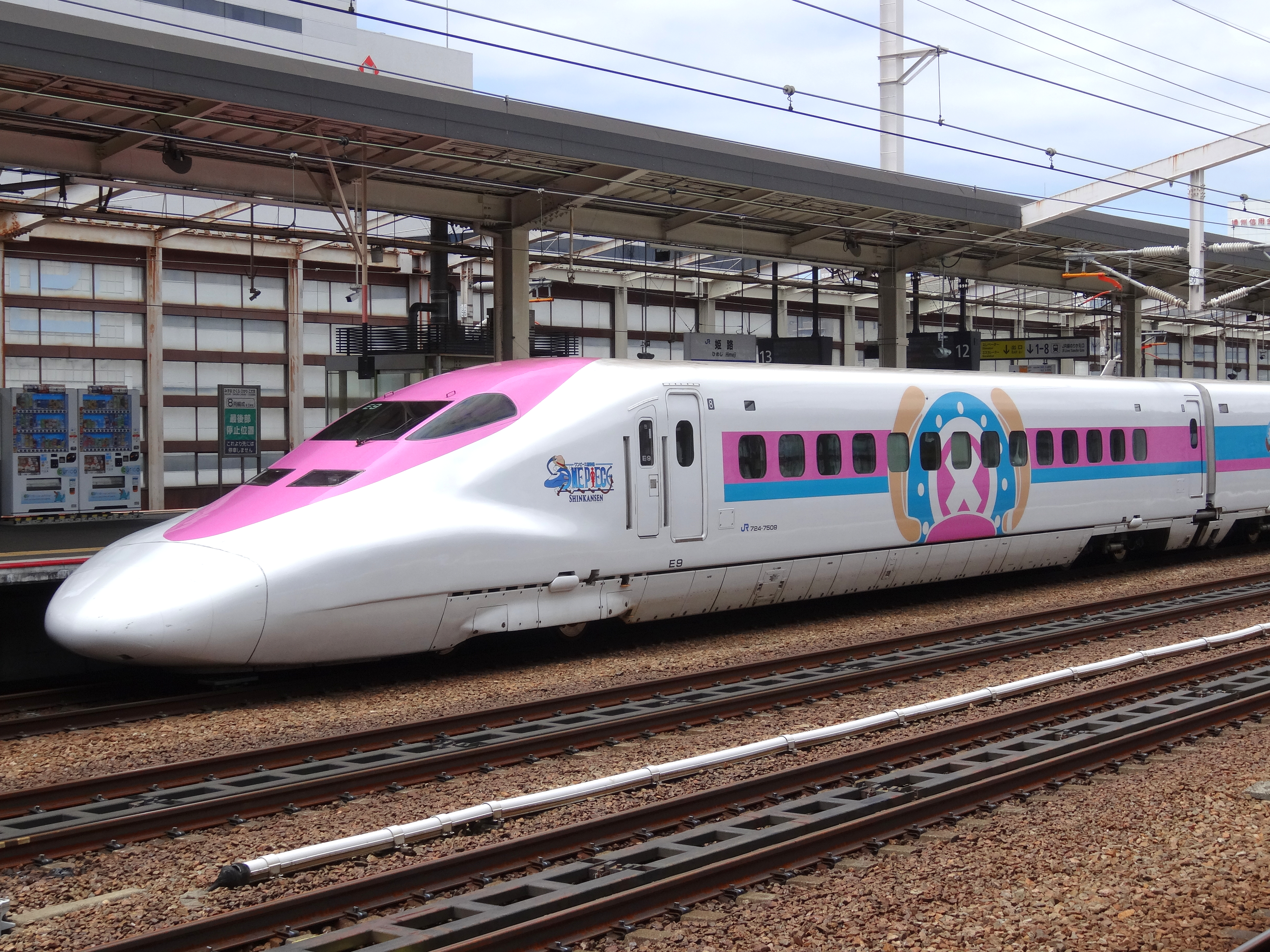
8号車（724−7509）

第3編成「モンキー・D・ルフィ号」
2025年7月2日運行開始。
外観は白色をベースカラーとし、窓枠にモンキー・D・ルフィの麦わら帽子をイメージした黄色の帯を、窓下に赤色の帯をまとい、各号車の車体に合計32体のルフィが描かれている。

## 編成表
| 編成番号 | 落成日         | 製造                               | 廃車           | 備考                           | 次車区分 |
| -------- | -------------- | ---------------------------------- | -------------- | ------------------------------ | -------- |
| C1       | 1997年9月28日  | 日本車輛製造 日立製作所 川崎重工業 | 2013年1月16日  | 量産先行試作車                 |          |
| C2       | 1999年2月3日   | 日立製作所                         | 2013年3月4日   |                                | 1次車    |
| C3       | 1999年2月5日   | 日本車輛製造                       | 2013年2月12日  |                                | 1次車    |
| C4       | 1999年3月2日   | 日本車輛製造                       | 2011年7月4日   | JR西日本転属車の部品取りで廃車 | 1次車    |
| C5       | 1999年3月5日   | 川崎重工業                         | 2013年3月21日  |                                | 1次車    |
| C6       | 1999年4月2日   | 日立製作所                         | 2013年5月29日  |                                | 2次車    |
| C7       | 1999年5月19日  | 日本車輛製造                       | 2013年10月9日  |                                | 2次車    |
| C8       | 1999年6月27日  | 日本車輛製造                       | 2014年1月15日  |                                | 2次車    |
| C9       | 1999年7月23日  | 川崎重工業                         | 2014年2月19日  |                                | 2次車    |
| C10      | 1999年8月25日  | 日立製作所                         | 2014年3月31日  |                                | 2次車    |
| C11      | 1999年9月8日   | 川崎重工業                         | 2017年2月10日  | JR東海→ JR西日本所属           | 2次車    |
| C12      | 2000年4月5日   | 川崎重工業                         | 2016年8月29日  | JR東海→ JR西日本所属           | 3次車    |
| C13      | 2000年5月17日  | 日立製作所                         | 2015年10月13日 | JR東海→ JR西日本所属           | 3次車    |
| C14      | 2000年6月7日   | 日本車輛製造                       | 2017年1月19日  | JR東海→ JR西日本所属           | 3次車    |
| C15      | 2000年6月27日  | 川崎重工業                         | 2016年10月6日  | JR東海→ JR西日本所属           | 3次車    |
| C16      | 2000年7月18日  | 日本車輛製造                       | 2016年1月16日  | JR東海→ JR西日本所属           | 3次車    |
| C17      | 2000年9月6日   | 日立製作所                         | 2016年4月1日   | JR東海→ JR西日本所属           | 3次車    |
| C18      | 2000年9月21日  | 日本車輛製造                       | 2016年6月30日  | JR東海→ JR西日本所属           | 3次車    |
| C19      | 2000年11月28日 | 日本車輛製造                       | 2013年7月18日  |                                | 4次車    |
| C20      | 2000年12月13日 | 日立製作所                         | 2013年11月18日 |                                | 4次車    |
| C21      | 2001年2月1日   | 日本車輛製造                       | 2014年7月23日  |                                | 4次車    |
| C22      | 2001年2月28日  | 川崎重工業                         | 2014年5月14日  |                                | 4次車    |
| C23      | 2001年3月27日  | 日立製作所                         | 2014年11月17日 |                                | 4次車    |
| C24      | 2001年3月14日  | 日本車輛製造                       | 2014年9月9日   |                                | 4次車    |
| C25      | 2001年5月22日  | 日立製作所                         | 2014年10月16日 |                                | 5次車    |
| C26      | 2001年4月20日  | 日本車輛製造                       | 2014年12月8日  |                                | 5次車    |
| C27      | 2001年7月18日  | 日立製作所                         | 2015年3月30日  |                                | 5次車    |
| C28      | 2001年6月19日  | 日本車輛製造                       | 2015年2月20日  |                                | 5次車    |
| C29      | 2001年8月24日  | 川崎重工業                         | 2015年8月24日  |                                | 5次車    |
| C30      | 2001年9月2日   | 日本車輛製造                       | 2015年6月2日   |                                | 5次車    |
| C31      | 2001年10月10日 | 日立製作所                         | 2016年1月14日  |                                | 5次車    |
| C32      | 2001年11月6日  | 日本車輛製造                       | 2016年2月5日   |                                | 5次車    |
| C33      | 2001年12月5日  | 日本車輛製造                       | 2016年5月11日  |                                | 6次車    |
| C34      | 2002年1月9日   | 川崎重工業                         | 2016年8月26日  |                                | 6次車    |
| C35      | 2002年1月23日  | 日本車輛製造                       | 2017年2月8日   |                                | 6次車    |
| C36      | 2002年2月13日  | 日立製作所                         | 2016年9月23日  |                                | 6次車    |
| C37      | 2002年3月5日   | 日本車輛製造                       | 2017年1月13日  |                                | 6次車    |
| C38      | 2002年4月25日  | 川崎重工業                         | 2017年3月21日  |                                | 7次車    |
| C39      | 2002年4月5日   | 日本車輛製造                       | 2016年10月18日 |                                | 7次車    |
| C40      | 2002年5月15日  | 日本車輛製造                       | 2017年5月19日  |                                | 7次車    |
| C41      | 2002年6月18日  | 日本車輛製造                       | 2017年9月29日  |                                | 7次車    |
| C42      | 2002年8月2日   | 日立製作所                         | 2017年8月25日  |                                | 7次車    |
| C43      | 2002年10月9日  | 川崎重工業                         | 2017年10月30日 |                                | 7次車    |
| C44      | 2002年11月13日 | 日本車輛製造                       | 2018年1月5日   |                                | 8次車    |
| C45      | 2002年12月18日 | 日立製作所                         | 2017年11月29日 |                                | 8次車    |
| C46      | 2003年1月15日  | 日本車輛製造                       | 2018年9月14日  |                                | 8次車    |
| C47      | 2003年2月14日  | 日本車輛製造                       | 2017年6月27日  |                                | 8次車    |
| C48      | 2003年3月11日  | 日立製作所                         | 2019年1月9日   |                                | 8次車    |
| C49      | 2003年4月5日   | 日本車輛製造                       | 2019年7月11日  |                                | 9次車    |
| C50      | 2003年5月15日  | 日立製作所                         | 2019年10月23日 |                                | 9次車    |
| C51      | 2003年5月23日  | 日本車輛製造                       | 2019年8月28日  |                                | 9次車    |
| C52      | 2003年6月27日  | 日本車輛製造                       | 2019年12月2日  |                                | 9次車    |
| C53      | 2003年8月2日   | 日本車輛製造                       | 2020年3月11日  | ラストラン装飾編成             | 9次車    |
| C54      | 2003年9月10日  | 日本車輛製造                       | 2020年3月12日  | ラストラン装飾編成             | 9次車    |
| C55      | 2004年9月9日   | 日本車輛製造                       | 2018年5月4日   |                                | 10次車   |
| C56      | 2004年9月18日  | 日立製作所                         | 2018年8月20日  |                                | 10次車   |
| C57      | 2004年10月16日 | 日本車輛製造                       | 2018年7月5日   |                                | 10次車   |
| C58      | 2004年10月27日 | 川崎重工業                         | 2018年12月10日 |                                | 10次車   |
| C59      | 2004年11月25日 | 日本車輛製造                       | 2019年3月29日  |                                | 10次車   |
| C60      | 2004年12月26日 | 日立製作所                         | 2019年2月18日  |                                | 10次車   |

| 編成番号 | 落成日         | 製造         | 廃車           | 次車区分 |
| -------- | -------------- | ------------ | -------------- | -------- |
| B1       | 2001年6月19日  | 日立製作所   | 2017年11月20日 | 1次車    |
| B2       | 2001年7月18日  | 川崎重工業   | 2018年12月4日  | 1次車    |
| B3       | 2001年8月8日   | 近畿車輛     | 2019年8月30日  | 1次車    |
| B4       | 2002年4月12日  | 日立製作所   | 2021年2月28日  | 2次車    |
| B5       | 2002年5月17日  | 近畿車輛     | 2020年3月12日  | 2次車    |
| B6       | 2002年6月14日  | 川崎重工業   | 2020年5月19日  | 2次車    |
| B7       | 2002年7月15日  | 日本車輛製造 | 2017年9月8日   | 2次車    |
| B8       | 2003年4月4日   | 近畿車輛     | 2018年10月4日  | 3次車    |
| B9       | 2003年5月13日  | 川崎重工業   | 2019年1月29日  | 3次車    |
| B10      | 2003年6月20日  | 川崎重工業   | 2019年5月27日  | 3次車    |
| B11      | 2003年8月7日   | 日立製作所   | 2019年11月8日  | 3次車    |
| B12      | 2003年7月18日  | 川崎重工業   | 2019年7月12日  | 3次車    |
| B13      | 2005年2月23日  | 近畿車輛     | 2018年2月13日  | 4次車    |
| B14      | 2005年12月19日 | 近畿車輛     | 2019年12月24日 | 4次車    |
| B15      | 2006年1月25日  | 川崎重工業   | 2019年3月28日  | 4次車    |

| 編成番号 | 落成日         | 製造         | 廃車 | 備考 | 次車区分 |
| -------- | -------------- | ------------ | ---- | ---- | -------- |
| E1       | 1999年12月14日 | 川崎重工業   |      |      | 1次車    |
| E2       | 2000年1月5日   | 川崎重工業   |      |      | 1次車    |
| E3       | 2000年1月27日  | 川崎重工業   |      |      | 1次車    |
| E4       | 2000年2月14日  | 川崎重工業   |      |      | 1次車    |
| E5       | 2000年3月1日   | 川崎重工業   |      |      | 1次車    |
| E6       | 2000年4月16日  | 川崎重工業   |      |      | 1次車    |
| E7       | 2000年2月2日   | 近畿車輛     |      |      | 1次車    |
| E8       | 2000年3月30日  | 近畿車輛     |      |      | 1次車    |
| E9       | 2000年1月20日  | 日立製作所   |      |      | 1次車    |
| E10      | 2000年3月8日   | 日立製作所   |      |      | 1次車    |
| E11      | 2000年2月19日  | 日本車輛製造 |      |      | 1次車    |
| E12      | 2000年4月9日   | 日本車輛製造 |      |      | 1次車    |
| E13      | 2001年3月14日  | 日立製作所   |      |      | 2次車    |
| E14      | 2001年4月1日   | 近畿車輛     |      |      | 2次車    |
| E15      | 2001年4月8日   | 近畿車輛     |      |      | 2次車    |
| E16      | 2006年3月11日  | 日本車輛製造 |      |      | 2次車    |

| 年   | C編成 | C編成  | B編成 | E編成 | 備考                                                  |
| 年   | 東海  | 西日本 | B編成 | E編成 | 備考                                                  |
| ---- | ----- | ------ | ----- | ----- | ----------------------------------------------------- |
| 1998 | 1     |        |       |       | 1997年9月28日にC0を新製                               |
| 1999 | 5     |        |       |       | C2-C5を新製                                           |
| 2000 | 11    |        |       | 10    | C6-C11,E1-E5,E7-E11を新製、1999年9月28日にC0→C1に改番 |
| 2001 | 24    |        |       | 14    | C12-C24,E6,E12-E14を新製                              |
| 2002 | 37    |        | 3     | 15    | C25-C37,E15,B1-B3を新製                               |
| 2003 | 48    |        | 7     | 15    | C38-C48,B4-B7を新製                                   |
| 2004 | 54    |        | 12    | 15    | C49-C54,B8-B12を新製                                  |
| 2005 | 60    |        | 13    | 15    | C55-C60,B13を新製、C編成増備完了                      |
| 2006 | 60    |        | 15    | 16    | E16,B14,B15を新製、E,B編成増備完了                    |
| 2007 | 60    |        | 15    | 16    |                                                       |
| 2008 | 60    |        | 15    | 16    |                                                       |
| 2009 | 60    |        | 15    | 16    |                                                       |
| 2010 | 60    |        | 15    | 16    |                                                       |
| 2011 | 60    |        | 15    | 16    |                                                       |
| 2012 | 51    | 8      | 15    | 16    | C4編成が廃車,C11-C18編成がJR西日本へ移籍              |
| 2013 | 47    | 8      | 15    | 16    | C1編成（9000番台）,C2,C3,C5編成（0番台）が廃車        |
| 2014 | 40    | 8      | 15    | 16    | C6-C10,C19,20編成が廃車                               |
| 2015 | 32    | 8      | 15    | 16    | C21-28編成が廃車                                      |
| 2016 | 28    | 6      | 15    | 16    | C13,C16,C29-C32編成が廃車                             |
| 2017 | 21    | 0      | 15    | 16    | C11,C12,C14,C15,C17,C18,C33-39編成が廃車              |
| 2018 | 14    |        | 12    | 16    | B1,B7,B13,C40-C45,C47,C57編成が廃車                   |
| 2019 | 6     |        | 8     | 16    | B2,B8,B9,B15,C46,C48,C55-60編成が廃車                 |
| 2020 | 0     |        | 1     | 16    | B3,B5,B6,B10-B12,B14,C49-C54編成が廃車 C編成消滅      |
| 2021 |       |        | 0     | 16    | B4編成が廃車 B編成消滅                                |
| 2022 |       |        |       | 16    |                                                       |
| 2023 |       |        |       | 16    |                                                       |
| 2024 |       |        |       | 16    |                                                       |
| 2025 |       |        |       | 16    |                                                       |
| 2026 |       |        |       | 16    |                                                       |
| 2027 |       |        |       | 16    |                                                       |
| 2028 |       |        |       | 16    |                                                       |

## 廃車後

### 保存車
- 723-9001（C0→C1編成1号車）
2013年1月16日に廃車[65]。同年夏に行われた新幹線なるほど発見デーでの公開後、リニア・鉄道館に300系量産車（323-20）と入れ替わる形で2014年1月2日から展示を開始した[66]。

### 車体リサイクル
JR東海では、廃車発生品のアルミニウム車体から不純物を除去し高純度のアルミ合金のみを取得する特許（日本第6786689号、名義は系列企業の東京ステーション開発）を取得しており、子会社のジェイアール東海商事を通じて内装や建材等の形で販売している。
このうち一部は、東京ステーション開発が運営する東京駅一番街の土産物店街「東京ギフトパレット」の外装（店舗の軒先）に再利用している。2021年4月には、同月に名古屋駅近くの高島屋内にオープンする「THE BODY SHOP タカシマヤ ゲートタワーモール店」にて、再生アルミを使用した装飾や什器類を提供している。また、N700S系の内装部品に700系の車体を再利用している。

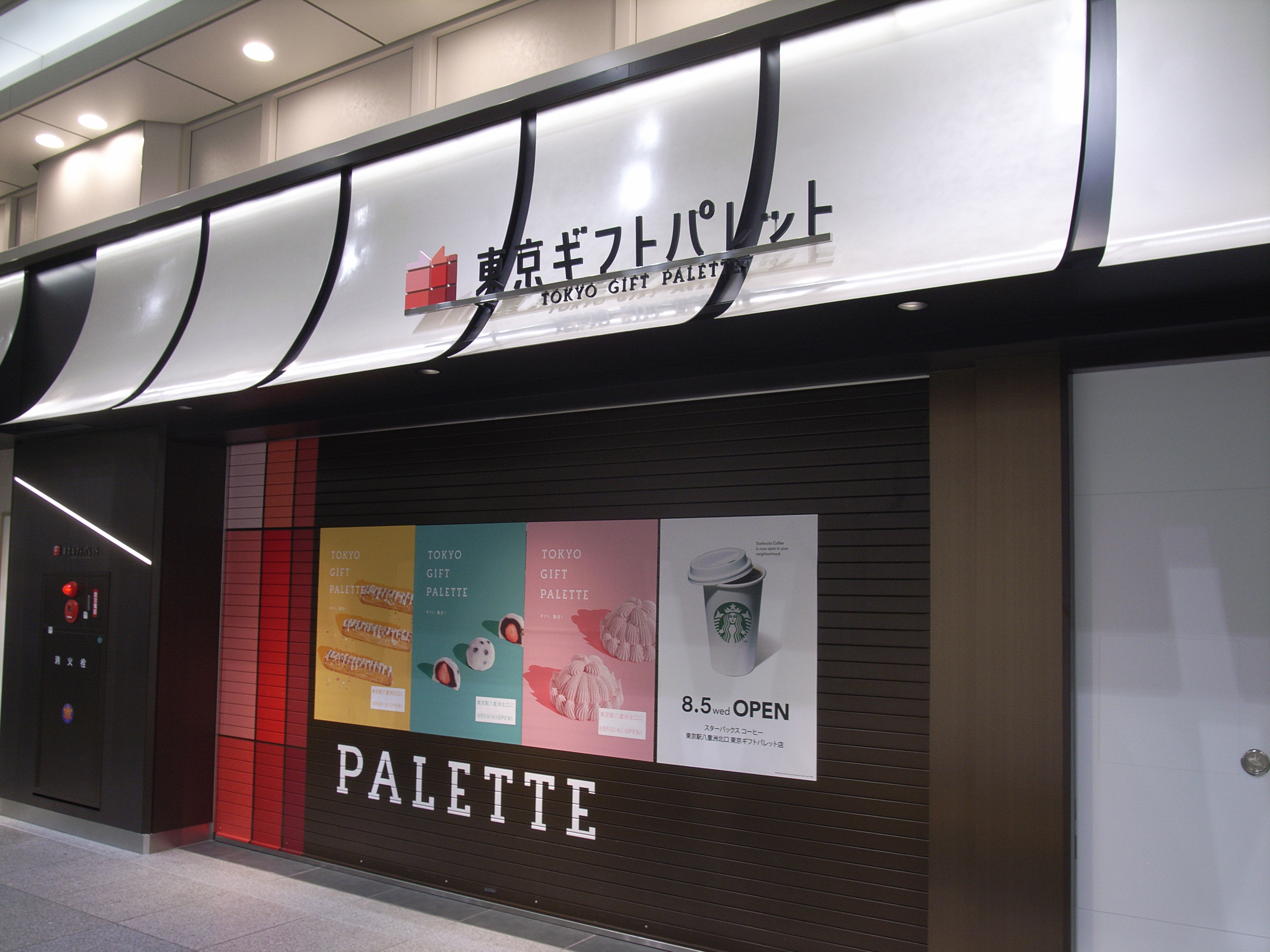
東京ギフトパレット
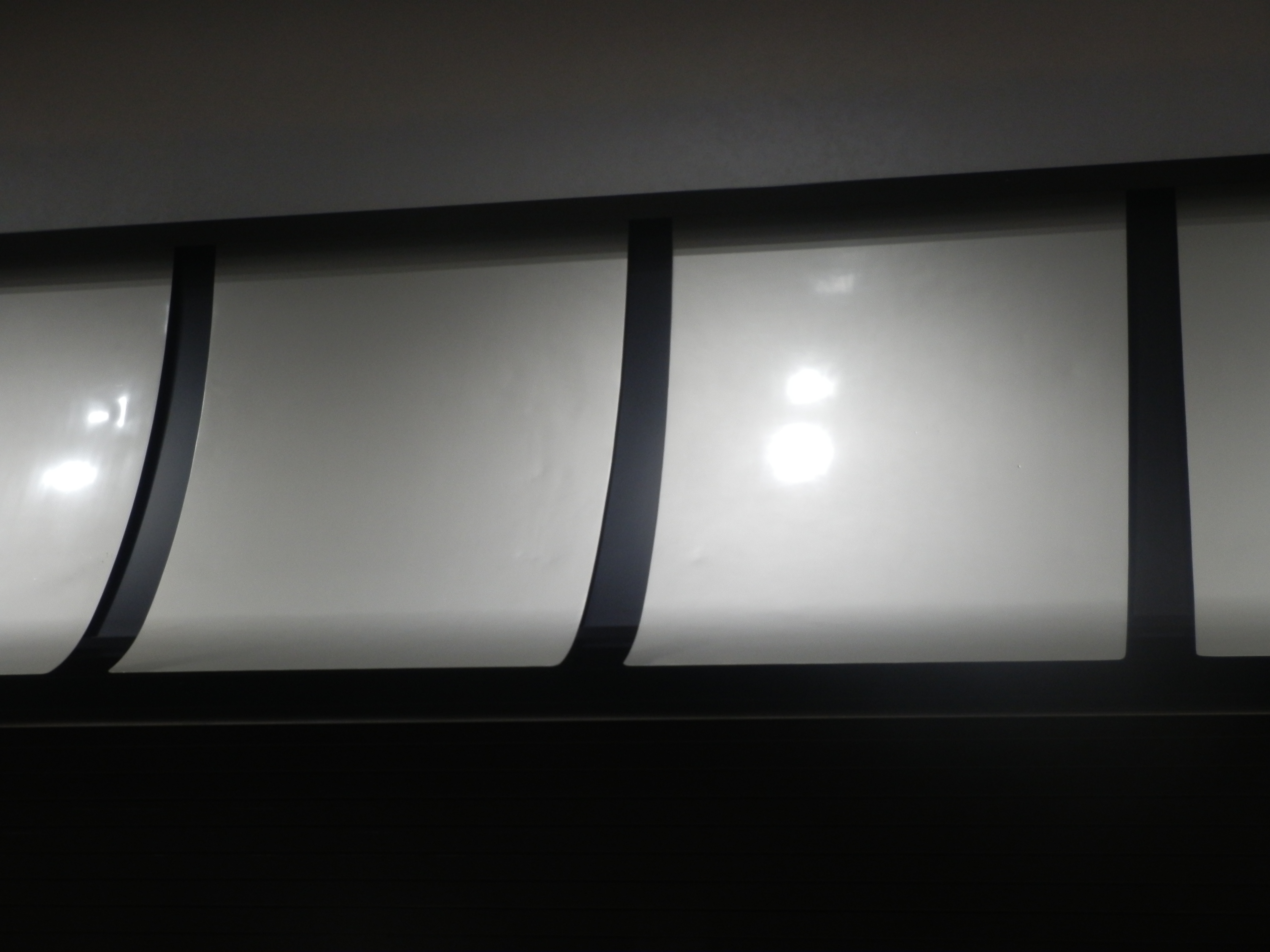
軒材にリサイクル
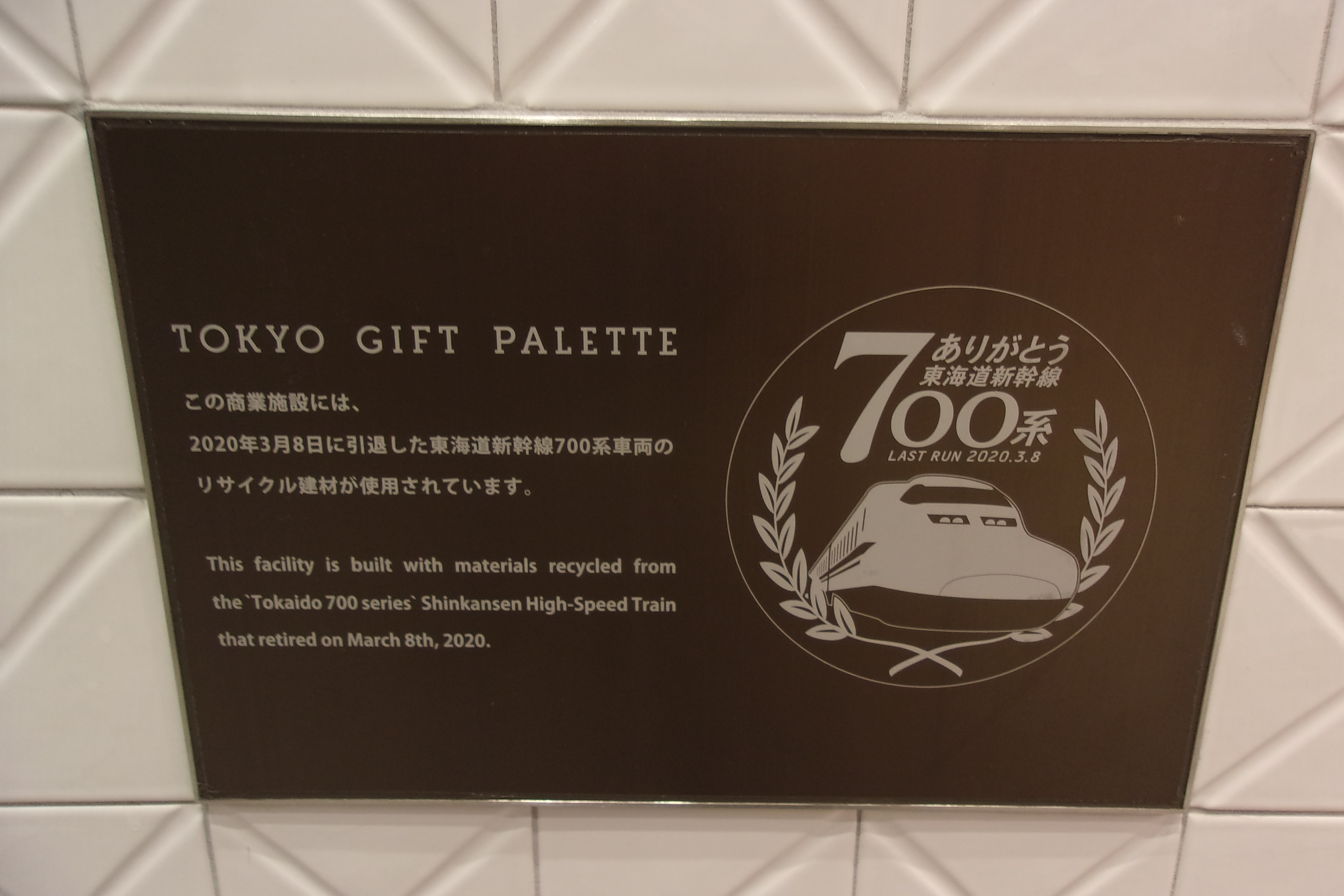
リサイクルしたことを伝えるプレート

## 台湾への輸出
台湾高速鉄道には本系列の台湾向け版である700Tが在籍している。